# Davidstraatbuurt
De Davidstraatbuurt, vroeger ook wel Davidstraatkwartier of Davidstraatwijk genoemd, is een subbuurt van de Rivierenbuurt in de Nederlandse stad Groningen. Tot 2014 werd de Davidstraatbuurt door de gemeente gerekend tot de Herewegbuurt.

## Geografie
De Davidstraatbuurt omvat de huizenblokken ten zuidoosten van het Station Groningen. De buurt wordt aan noordzijde begrensd door het spoor, aan oostzijde door de Hereweg en aan westzijde door de Achterweg. De zuidgrens hangt af van welke definitie wordt gehanteerd:
- In nauwe zin omvat het de buurt ten noorden van de Rabenhauptstraat (het noordelijke deel). Deze buurt vormt een voormalige volksbuurt. In de jaren 1970 wisten bewoners met hulp van studenten door middel van burgerparticipatie met succes plannen van de gemeente Groningen om er een kantorenlocatie van te maken te dwarsbomen. Hierdoor is het altijd een woonbuurt gebleven.
- In brede zin omvat het ook de straten tussen de Rabenhauptstraat en de Barestraat (het zuidelijke deel). Deze straten zijn in dezelfde tijd ontstaan.

De Davidstraatbuurt is het oudste deel van de Rivierenbuurt. De huidige stratenuitleg dateert grotendeels uit het einde van de 19e eeuw. De Achterweg is in de jaren 1970 verlegd naar het westen voor het toenmalige Expeditiecentrum van de PTT. De oude Achterweg is sindsdien een looproute naar het station. Een voorstel in 1981 om de huidige Achterweg 'Nieuwe Achterweg' te noemen, haalde het niet.

## Geschiedenis

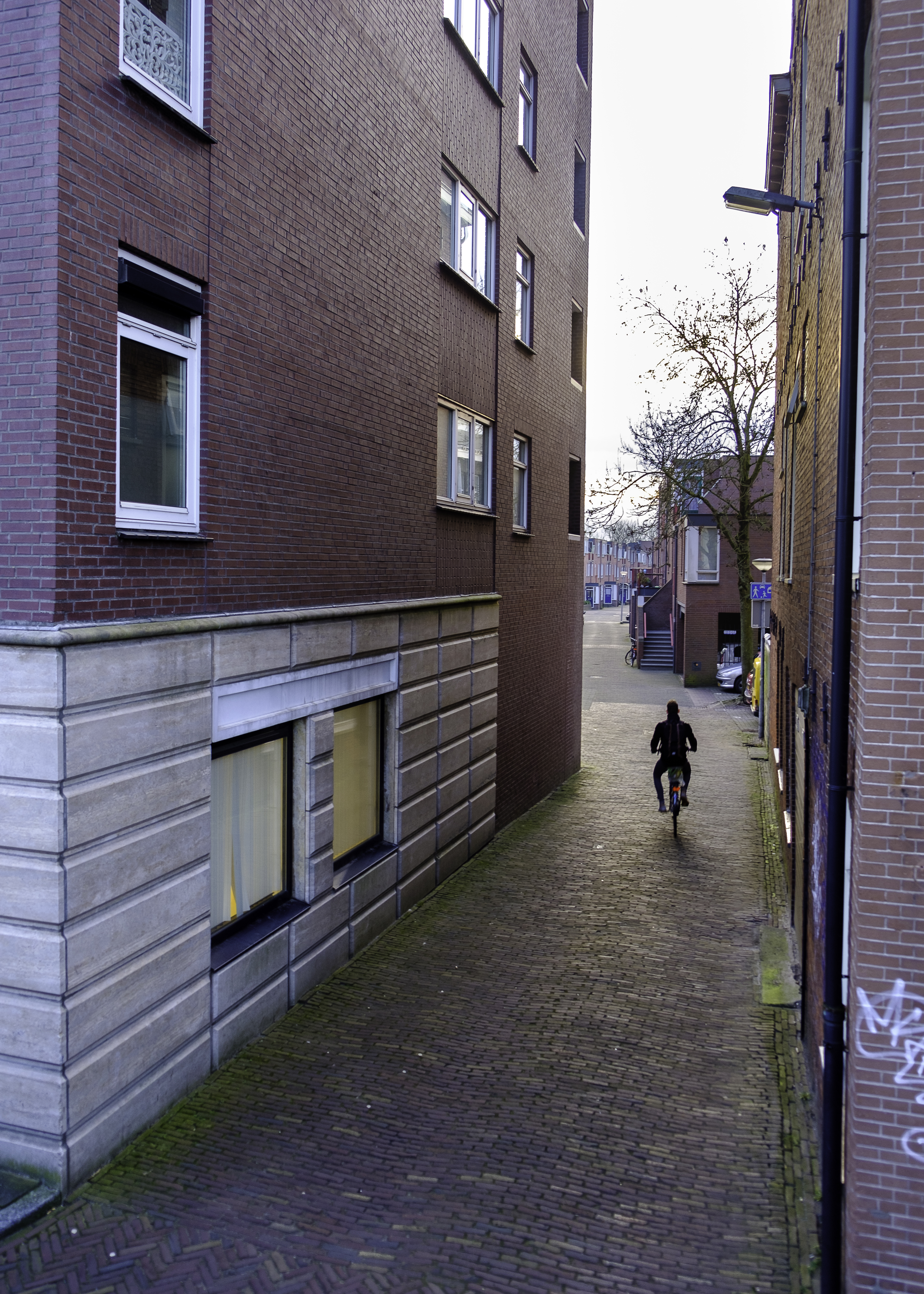
De Davidstraat gezien vanaf het Herewegviaduct. De smalle toegang herinnert nog aan de vroegere Davidstraatsteeg.

### Naam
De buurt is vernoemd naar de Davidstraat. Deze benaming heeft mogelijk te maken met de strijd die zich rond deze straat ontspon in de jaren 1970. De Davidstraat zelf ontleent haar naam aan herberg de David, die zich in de 17e eeuw op de zuidelijke hoek van de Davidstraat met de Hereweg bevond en een van de geprivilegieerde herbergen van de raad buiten de stadspoort was. In 1676, kort na het Gronings Ontzet, is sprake van het huis "daer de David uythanght, met hoff, stallingen, closbanen, putte, plaets en de priëlen daarachter" genoemd bij een verkoping. Nadat begin 18e eeuw aan overzijde van de weg herberg 'Nieuwe David' werd geopend, werd de herberg ook wel 'de Oude David' genoemd. In 1775 lijkt de herberg te zijn hernoemd tot 'het Wapen van Stad en Lande'. In september 1943 werd de straat door NSB-burgemeester Tammens wegens de 'joodse naam' na te rade zijn gegaan bij de nationaalsocialistische wetenschapper Kapteyn van het blad Saxo-Frisia hernoemd tot Barthold Entensstraat. In oktober 1945 werden de oude straatnamen 'met terugwerkende kracht tot aan de bevrijding' in ere hersteld door burgemeester Cort van der Linden.

### Ontstaan
Het gebied waar nu de Davidstraatbuurt ligt vormde vroeger onderdeel van de stadstafel van Groningen; de strook van land rondom de stadswallen van Groningen. In de 18e eeuw waren op deze plek veel moeskers gevestigd. In een Frans document uit 1808 wordt het gebied aan zuidzijde van de stadswallen 'le Potager de Groningue' ("de moestuin van Groningen") genoemd In de loop van de 19e eeuw kwamen er steeds meer huizen te staan en ontstonden er langzamerhand ook enkele wegen. Op de kadastrale minuut van rond 1820 zijn de Baresteeg, Davidsteeg, Aduardersteeg en (de oude) Achterweg al zichtbaar.

### Huizenbouw
De belangrijkste ontwikkeling van de buurt vond plaats in de tweede helft van de 19e en het begin van de 20e eeuw. In 1859, toen de wijken van de gemeente Groningen nog met letters werden aangeduid, heette de Davidstraatbuurt 'wijk Z'. De buurt bestond toen uit de Hereweg, Baresteeg, Davidsteeg, Driehovensteeg, 'Aan de Weg langs ‘t land' (Achterweg) en Kleine Steeg (Aduardersteeg). In 1860 stonden er ruim 180 woningen. Na de aanleg van het spoorwegemplacement in 1864 kwamen er veel spoorwegarbeiders in de buurt wonen, hetgeen nog werd versterkt na de aanleg van een spoorhaven bij het emplacement. In de jaren 1860 werd er mede daardoor veel gebouwd aan de Achterweg, de Baresteeg en Davidsteeg, waardoor het aantal huizen toenam tot ruim 250 in 1872.
Rond die tijd begon ook de periode van de revolutiebouw, waarbij vanaf 1872 veel huizen door particulieren werden gebouwd voor arbeiders. Veel van deze huizen waren van slechte kwaliteit. Aan de stegen verrezen vooral eenkamerwoningen. Het was een slechte buurt met veel schrijnende toestanden.
Nadat in 1874 de Vestingwet was aangenomen, begon de gemeente Groningen met het maken van nieuwe plannen voor stadsuitleg. In de Davidstraatbuurt leidde dit hetzelfde jaar nog tot de start van de aanleg van de Rabenhauptstraat en de Coehoornstraat. Langs de Rabenhauptstraat werden betere woningen gebouwd. Daarop volgde een snelle groei van het aantal woningen langs deze straten, met name in 1875 en 1876. Ook langs de bestaande straten vond toen verdichting plaats. In 1880 werd de Hovenstraat voltooid Een groot deel van de bewoners van de buurt bestond in deze periode uit arbeiders en ambachtslieden. Vanaf 1870 vestigden zich steeds meer spoorwerkers in de buurt. In de jaren 1880 en 1890 werd veel minder gebouwd. Er verrezen toen met name woningen langs de Achterweg. In 1886 werd voor het eerst ook gebouwd door een woningbouwvereniging. Bouwvereniging Werkmanslust bouwde toen 18 woningen aan de Achterweg en Driehovensteeg voor de ietwat gegoede arbeiders. Het inwonertal steeg van 246 in 1860 naar 665 in 1880, 976 in 1900 en 1089 in 1910, terwijl het aantal huizen steeg van 62 naar 239. De Rabenhauptstraat groeide in de loop der tijd uit tot de winkelstraat van de buurt.

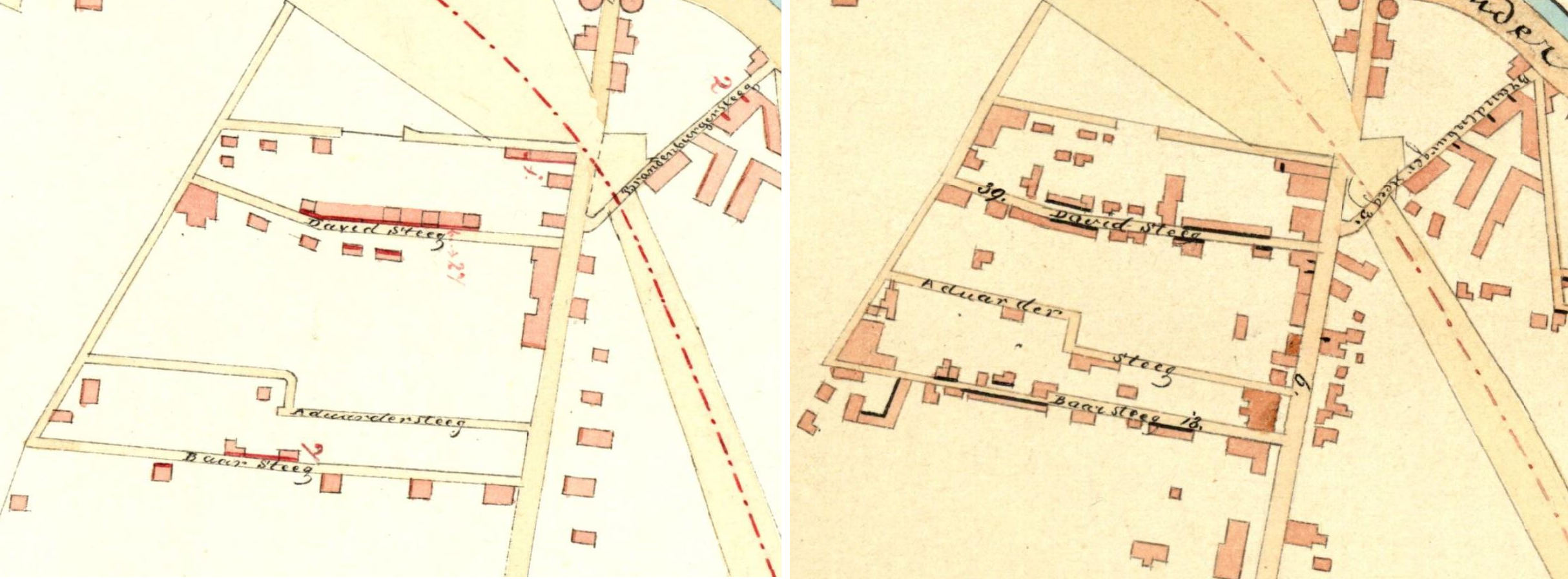
Met name in de jaren 1860 werd er veel gebouwd, zoals onder andere te zien op de verschillen tussen de eerste en tweede versie van de cholerakaart uit 1866. Hierop is ook te zien dat de Brandenburgersteeg vroeger doorliep tot de Hereweg.
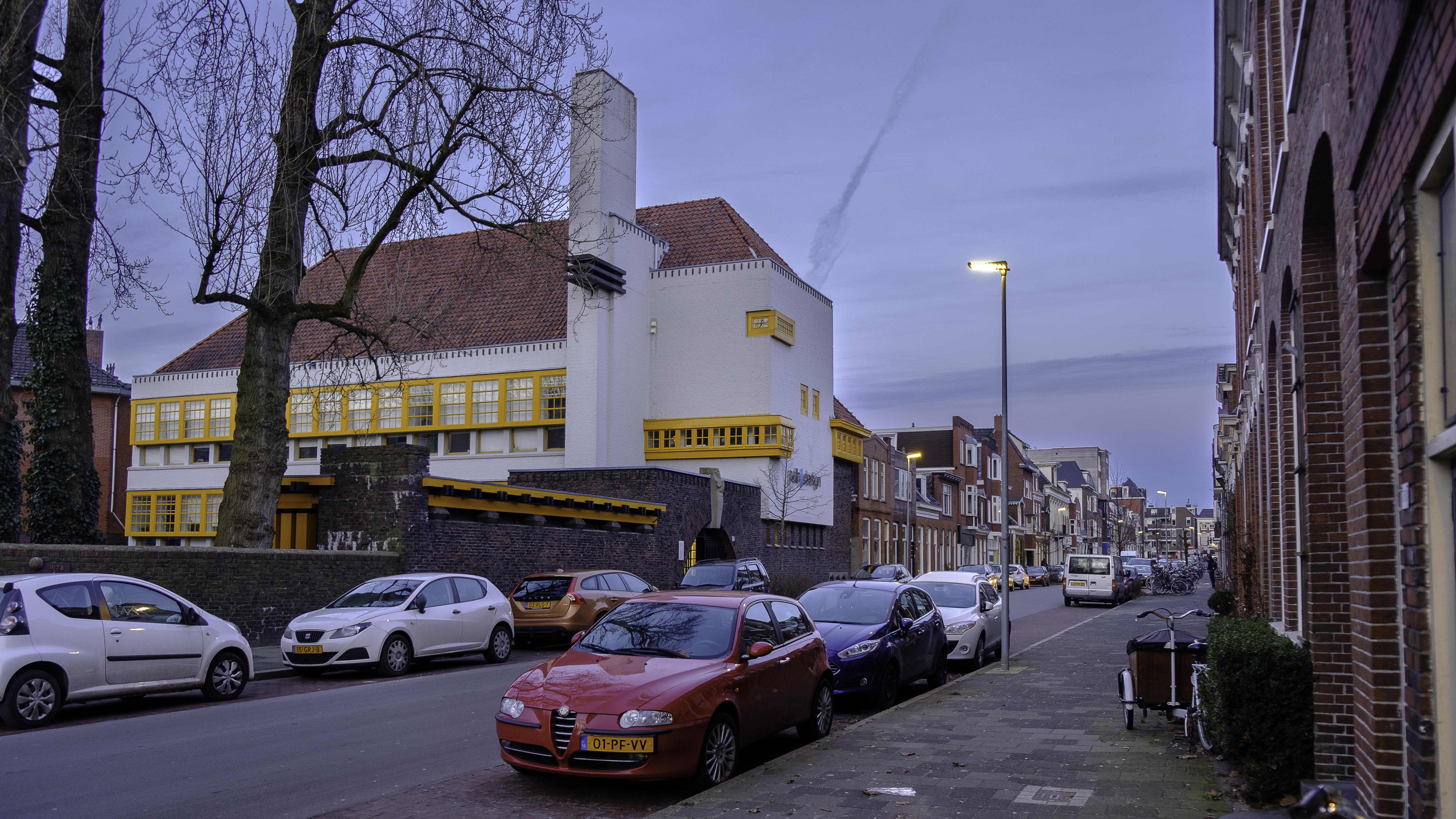
De Rabenhauptstraat gezien vanaf de Parkweg met links de Boumaschool uit de jaren 1920
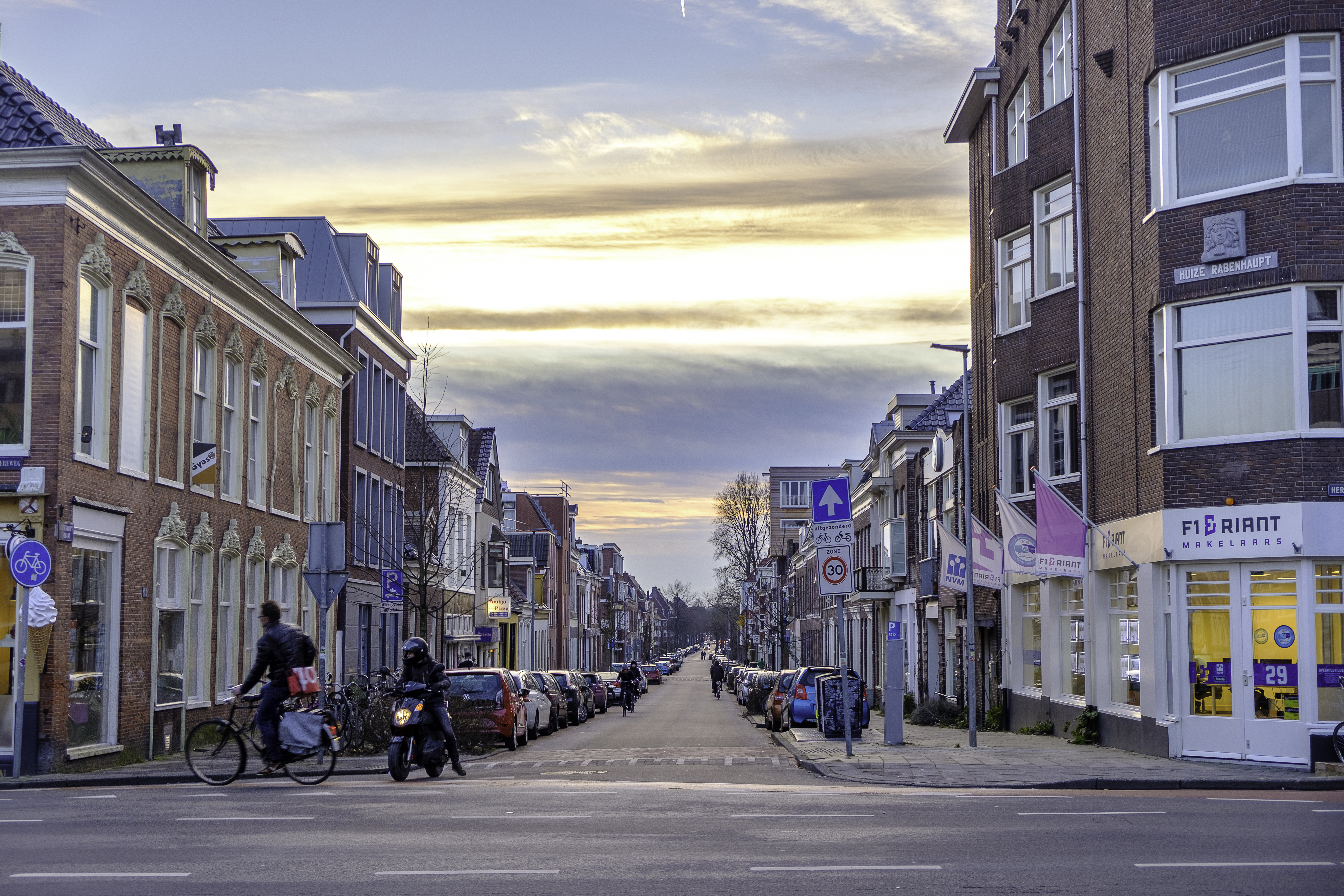
De Rabenhauptstraat gezien vanaf de Hereweg
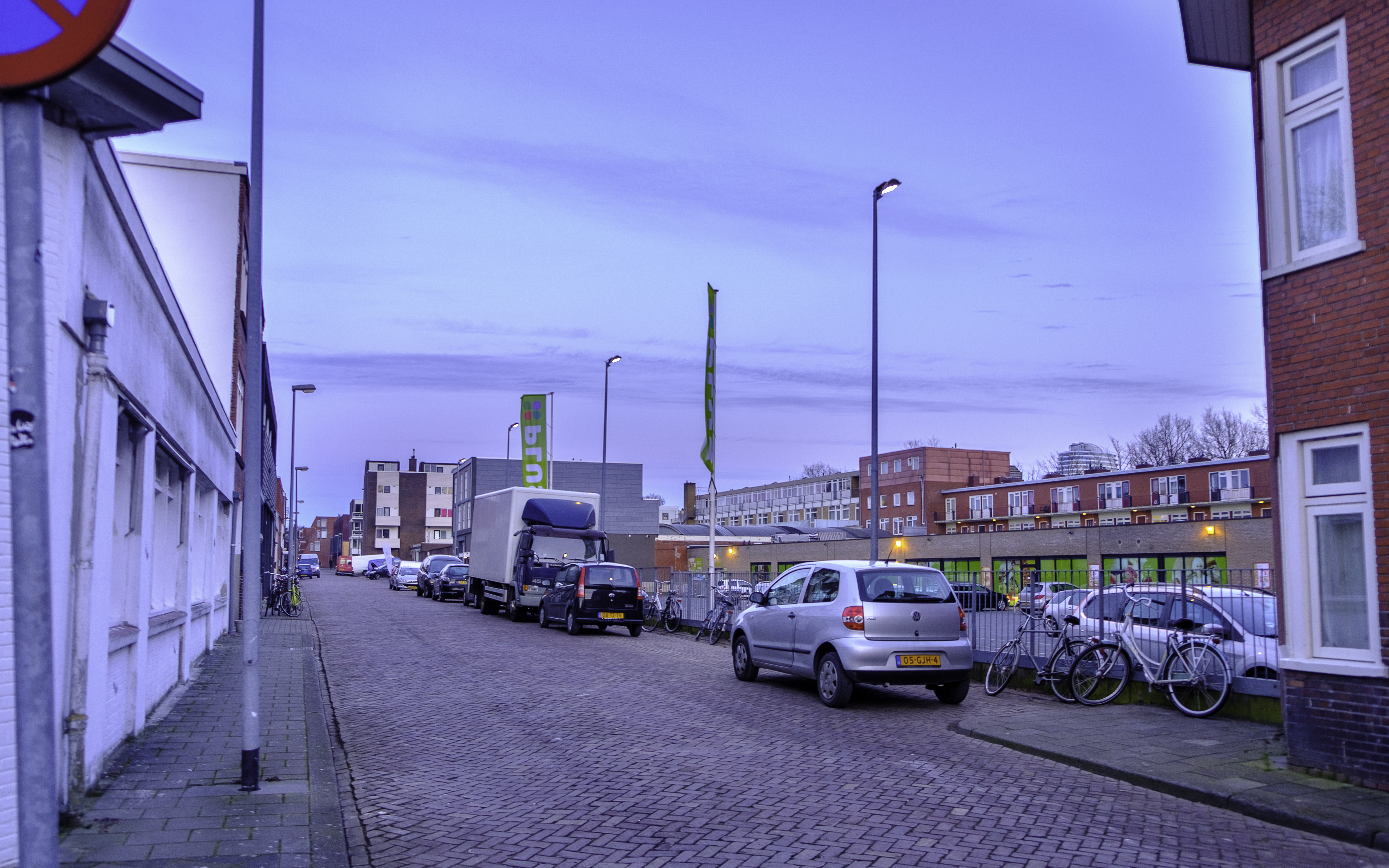
Het westelijke deel van de Barestraat gezien vanaf de Merwedestraat. In de 20e eeuw zijn hier aan zuidzijde (rechts) veel huizen gesloopt. Later werd hier een parkeerterrein aangelegd voor winkelcentrum De Rivierenhof.
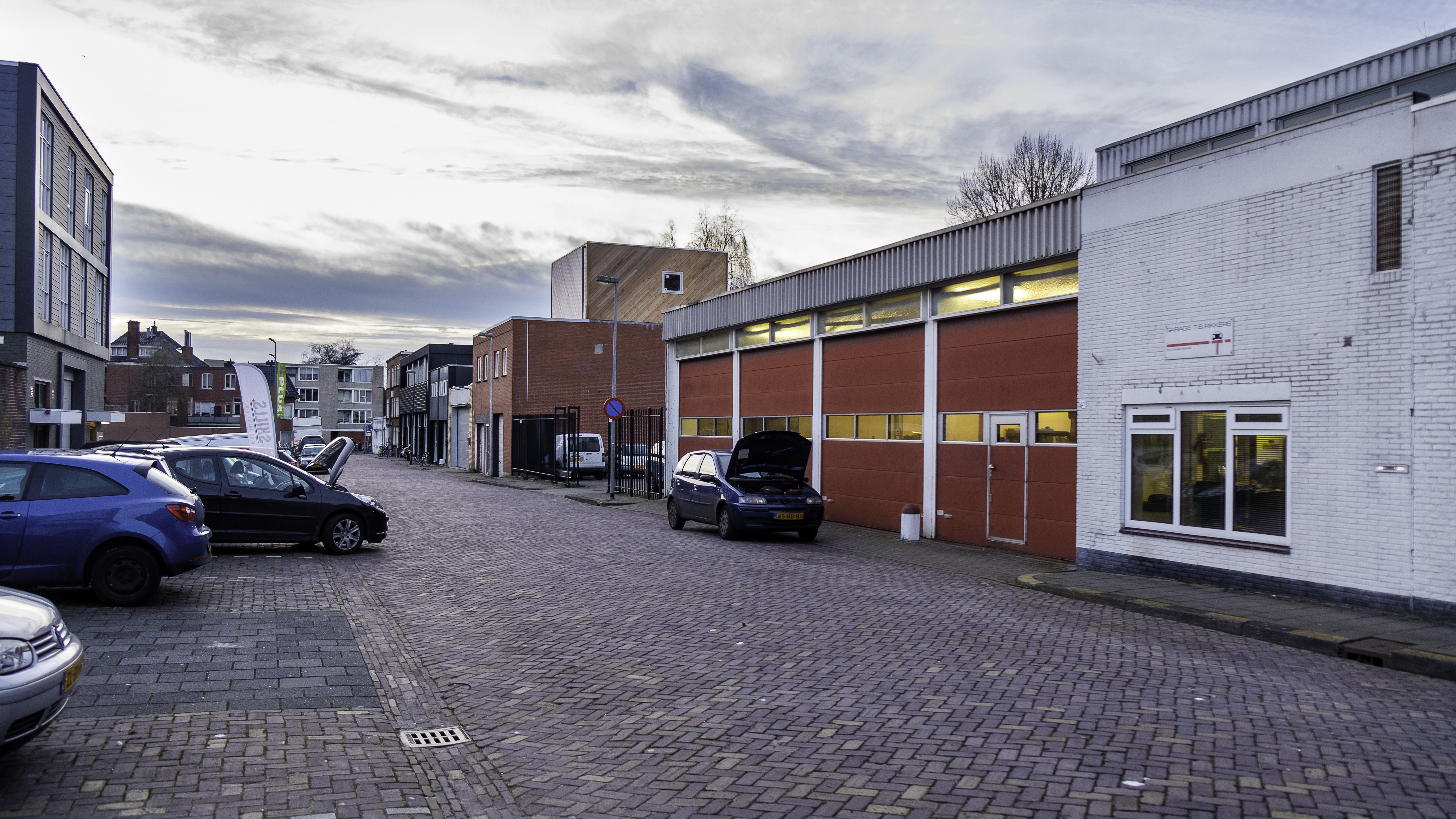
Van oudsher zijn in de Barestraat veel bedrijfjes gevestigd.
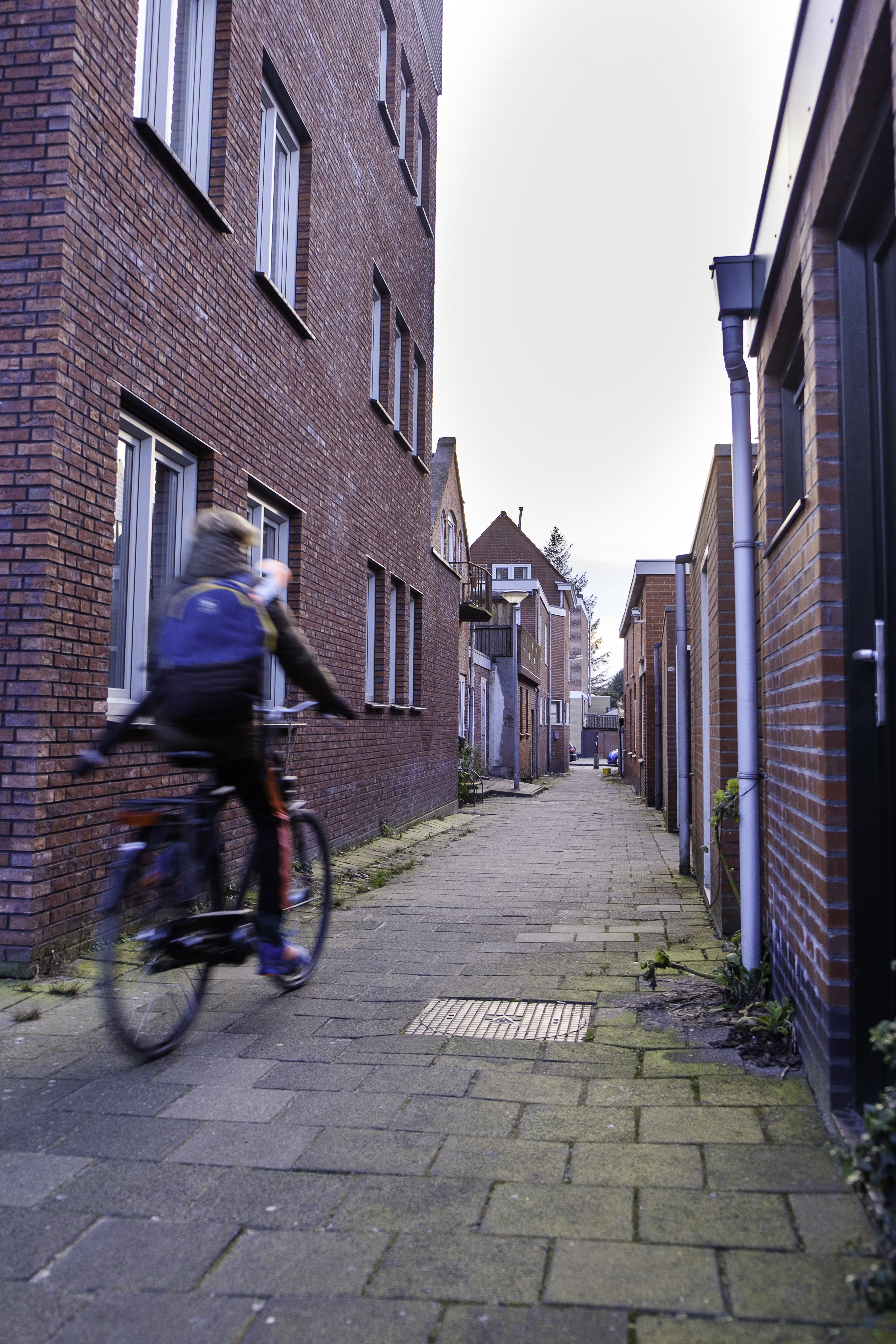
De Aduarderstraat heeft feitelijk nog altijd het karakter van een steeg en is daarom ook niet voor auto's toegankelijk
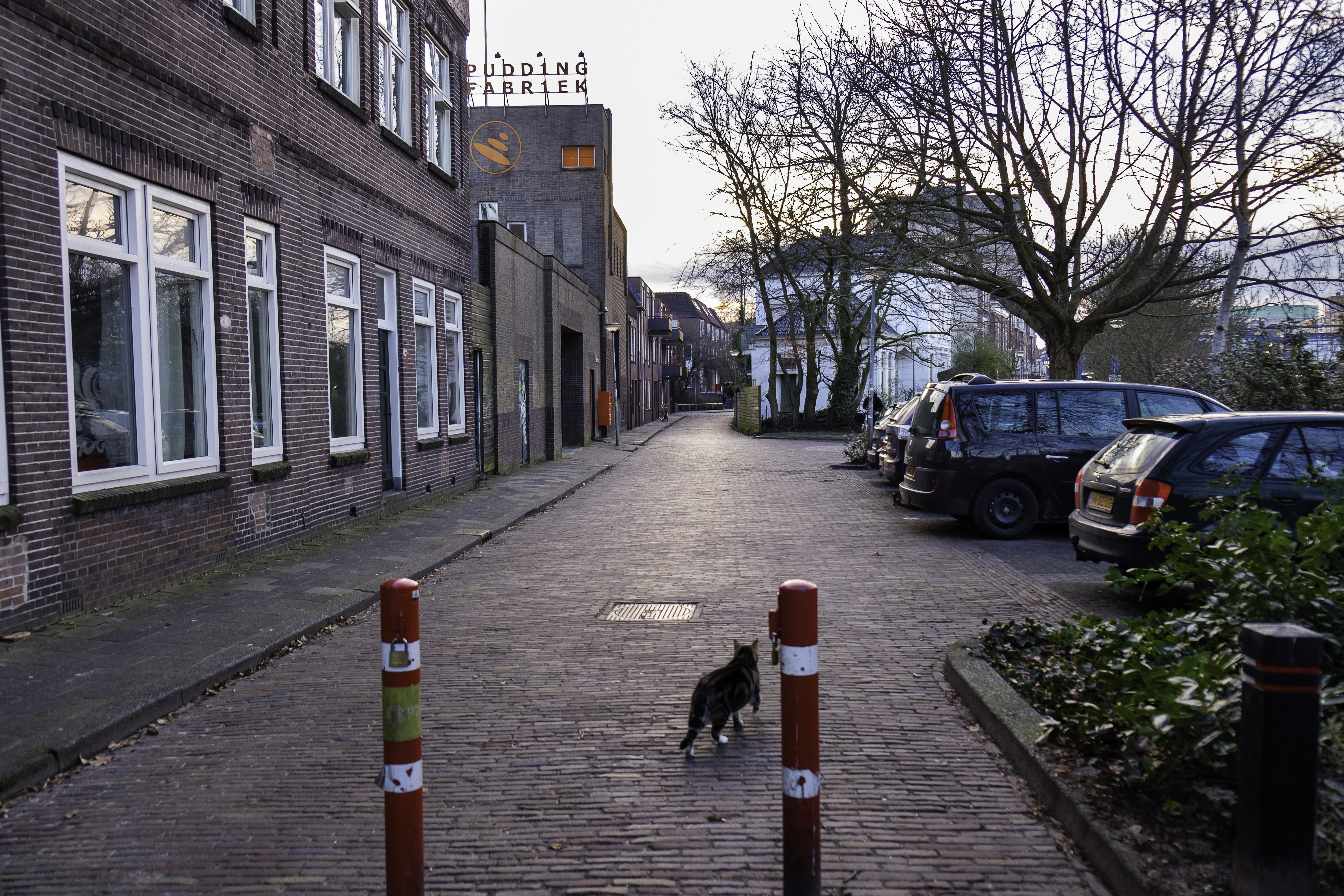
Het oostelijke deel van de Viaductstraat met links de Puddingfabriek. Op de achtergrond de driesprong met de Driehovenstraat (links).

### Gemeentelijk beleid

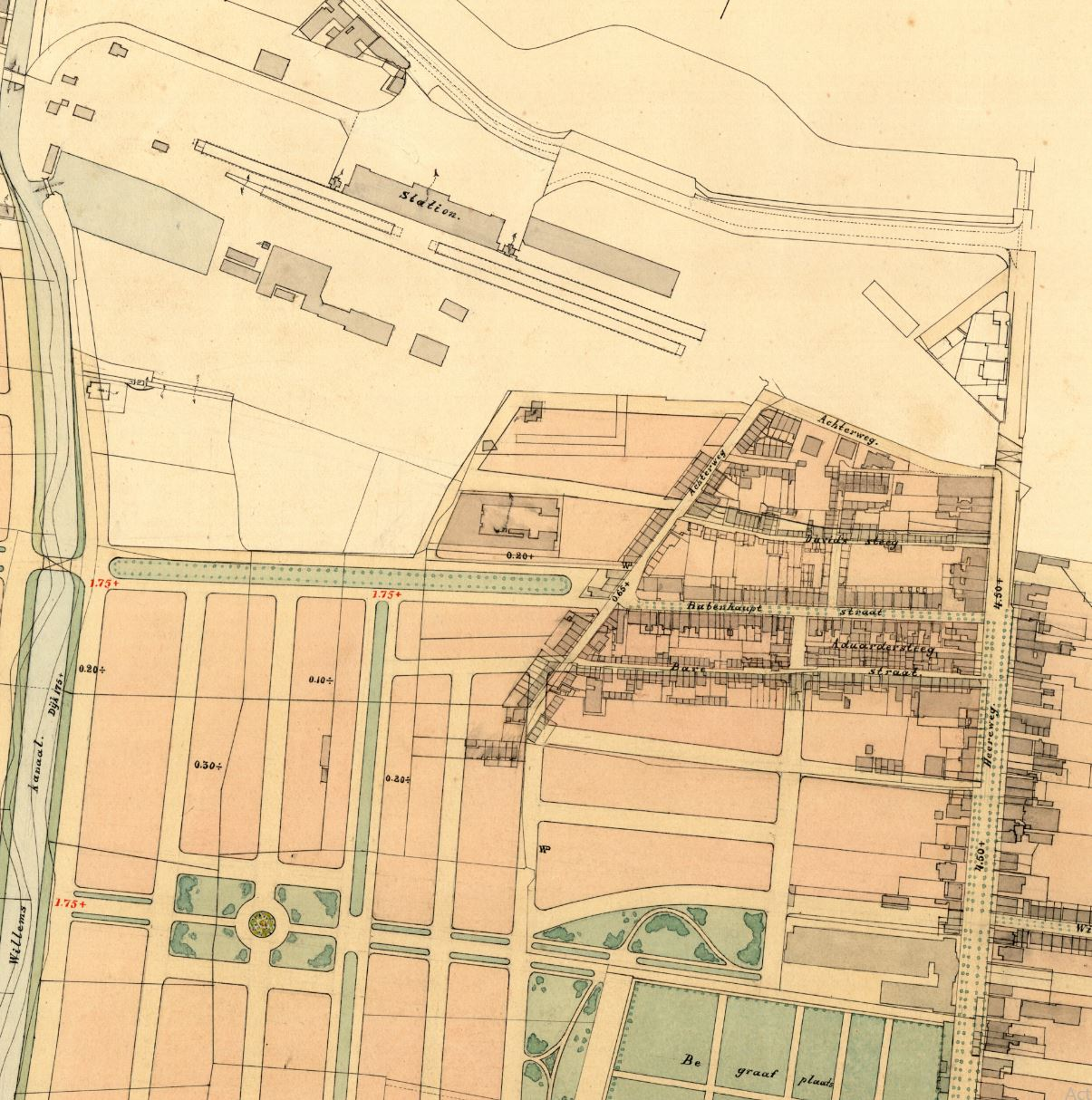
Uitwerking van het Plan van Uitleg met de reeds gebouwde woningen van de Davidstraatbuurt en de geplande woonbuurten. Bij het station is nog de oude spoorhaven zichtbaar.

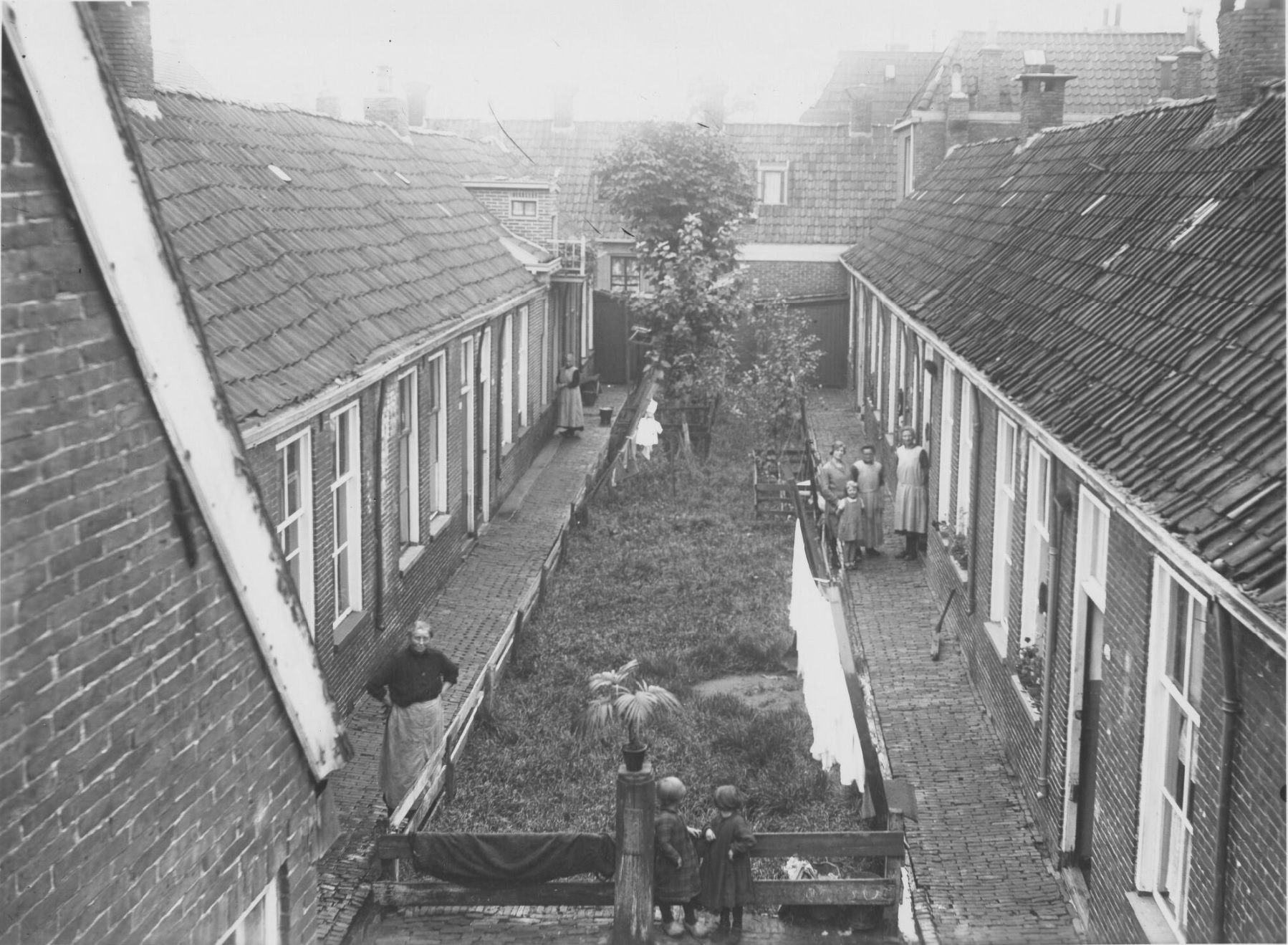
Rond 1927: De Driehovenplaats was een doodlopende steeg aan oostzijde van de latere Hovenstraat, die begin jaren 1960 gesloopt werd. Plekken als deze waren een door in het oog van het stadsbestuur

Aanvankelijk leek de gemeente weinig aandacht voor de buurt te hebben. In de loop der tijd begon de gemeente zich echter steeds meer met de buurt te bemoeien, met name op het gebied van stratenaanleg, woningbouw en volksgezondheid. Dit had echter weinig effect op de buurt omdat de meeste straten al in 1880 tot stand waren gekomen en de meeste huizen al gebouwd waren toen het toezicht op de woningbouw langzamerhand werd versterkt en werd aangescherpt In de periode daarna werd door de gemeente echter wel steeds meer eisen te stellen aan nieuwe bouwaanvragen. Zo werden aanvragen waarbij doodlopende stegen of woningen op achtererven werden gecreëerd afgewezen, omdat deze het ontstaan van nog meer sloppenwijken wilde voorkomen.
Met name de aanwezige krotten in de Davidsteeg waren de gemeente een doorn in het oog. In 1892 werd een begin gemaakt met de sloop van de eerste (onbewoonbaar verklaarde) krotten in de Davidsteeg, om er betere woningen voor terug te kunnen bouwen. De dreiging van een cholera-epidemie in 1892-1893 leidde ertoe dat de gemeente in de Davidstraatbuurt 20 behuizingen onbewoonbaar verklaarde en in 1906 werden in deze straat nog eens 23 woningen onbewoonbaar verklaard.
In 1903 werd het gebied als uitbreidingswijk opgenomen in het (in 1906 goedgekeurde) Plan van Uitleg van Mulock Houwer. Tijdens de daaropvolgende tweede bouwperiode tussen 1905 en 1910, werden aan de Davidsteeg 68 nieuwe huizen (waarvan 6 van de bouwvereniging) gebouwd ter vervanging van deze huizen. Ook in andere straten (zoals de Baresteeg) werden in deze periode veel krotten gesloopt en nieuwe huizen gebouwd. Bij dit proces werden veel eenkamerwoningen vervangen door huizen met meer kamers.

### Van stegen naar straten
In 1879 drongen een aantal woningeigenaren uit de Baresteeg er bij de gemeente op aan om de straatnaam te wijzigen omdat de aanduiding 'steeg' door nieuwbouw en verbeterde bestrating in de straat steeds minder van toepassing zou zijn geworden. Belangrijker was echter dat stegen een slechte naam hadden en men hoopte dan ook dat de woningen door een naamsverandering beter konden worden verhuurd. De gemeente reageerde echter afwijzend. In 1890 werd een tweede poging gedaan met nieuwe naamvoorstellen, waarbij nu werd verwezen naar het negatieve effect dat de naam zou hebben op de waarde van de percelen en de bereidheid van huurders om er te gaan wonen. Dit voorstel werd wederom afgewezen, maar een jaar later besloot het stadsbestuur om de naam dan toch maar te wijzigen naar Barestraat.
In 1894 werd de bestaande slechte keienbestrating in de Barestraat en Davidsteeg voorzien van klinkerbestrating. In 1906 werd een voorstel voor de naamswijziging van de in de jaren daarvoor verbeterde Davidsteeg naar de 'Davidstraat' daarop wel meteen aangenomen door de gemeente. De Aduardersteeg werd pas in 1950 hernoemd tot de Aduarderstraat.

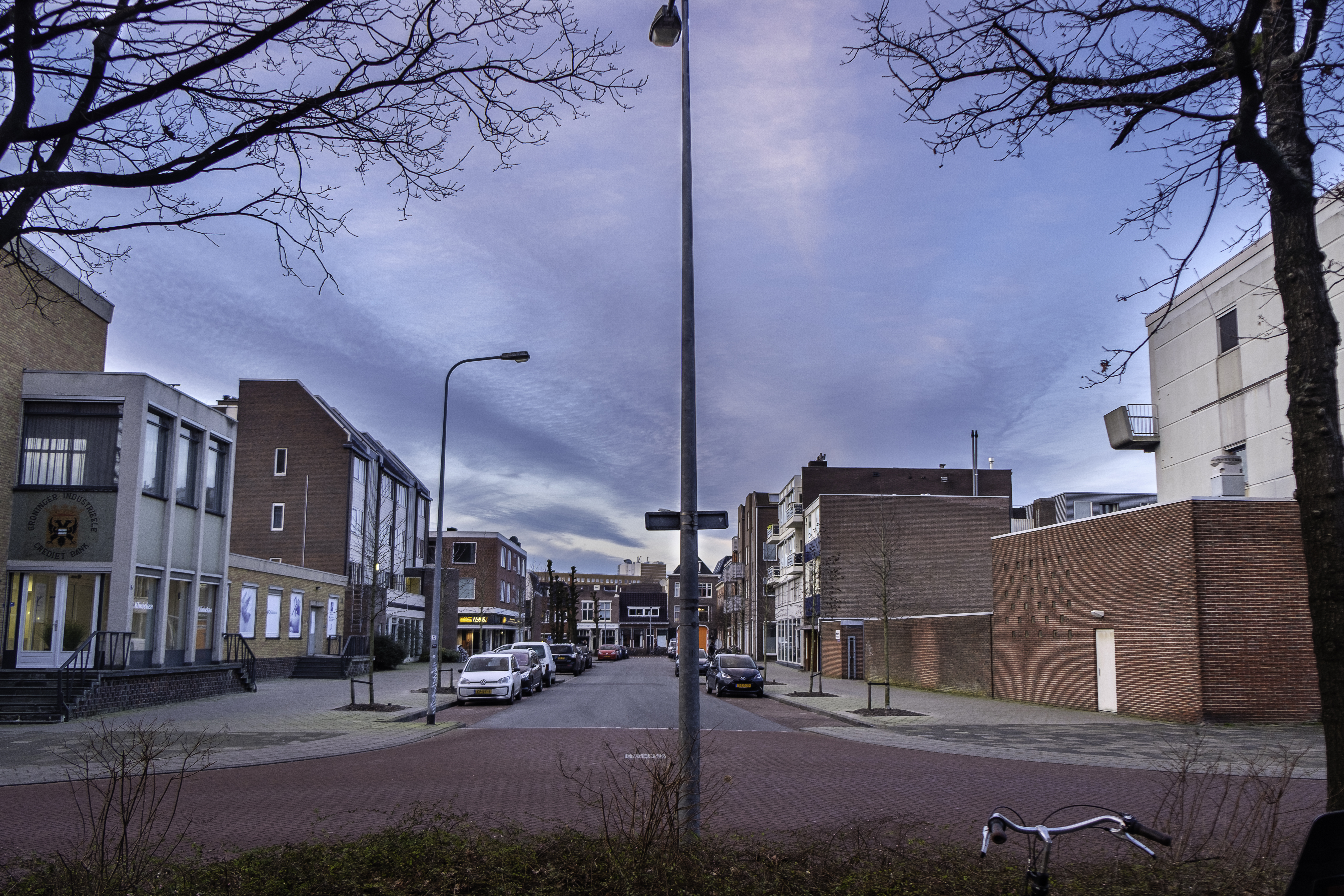
De brede toegang naar de Geulstraat vanaf de Vechtstraat. Het achterste gedeelte is de voormalige Coehoornstraat.

In 1916 werd begonnen met het verbreden en verbeteren van de Barestraat, die eind jaren 1920 werd voltooid. De Davidstraat, die oorspronkelijk aan oostzijde maar 2,5 meter breed was, was toen al grotendeels op de gewenste breedte van 8 meter gebracht. Voor de verbetering van de wegen en de afwatering was de gemeente afhankelijk van de medewerking van de eigenaren, die lang niet altijd bereid waren tot medewerking. Daardoor duurde het soms jaren tot er kon worden overgegaan tot aanpassingen hieraan. De Coehoornstraat werd in 1955 tussen de Rabenhauptstraat en de Barestraat doorgetrokken naar de Vechtstraat, waarbij de naam werd gewijzigd naar Geulstraat.

### Opname in de Rivierenbuurt
De Rabenhauptstraat werd in de loop der tijd steeds meer de centrale as van de buurt en groeide uit tot een straat met veel kleinschalige bedrijvigheid en winkels. In 1924 werd de straat in de gedachte van Mulock Houwer doorgetrokken als de Parkweg als verbindingsas met het nieuwe Stadspark. De weg nam hierdoor als nieuwe ontsluitingsweg verder toe aan belang. In 1928 werd aan de Rabenhauptstraat de eerste openbare school van de buurt geopend in een nog altijd tot de verbeelding sprekend gebouw naar ontwerp van architect Bouma in de stijl van Dudok. In 1929 werd de straat voorzien van een klinkerbestrating. Na de oorlog verdwenen er steeds meer winkels uit de Rabenhauptstraat, die sindsdien grotendeels een woonstraat is geworden
In en nabij de buurt waren vroeger ook een aantal fabrieken gevestigd. De belangrijkste was de Fongersfabriek, die in 1896 ten zuiden van de buurt werd gebouwd. Aan de Viaductstraat werd in 1928 een puddingfabriek gebouwd door de firma Polak. Aan westzijde van de Achterweg werd in 1897 de lijstenmakerij van Vogel gesticht, die in de jaren 1930 door de firma's Van Dam en Weeber werd omgevormd tot twee confectiefabrieken (beiden gesloten in de jaren 1970). Op het terrein van Fongers verrees in de jaren 1980 een groot woningbouwproject van ongeveer 200 woningen onder de naam Fongersplaats. Eind jaren 1930 werd begonnen met de bouw van de Rivierenbuurt, die door de onderbreking van de Tweede Wereldoorlog grotendeels gerealiseerd werd in de jaren 1950. Hierdoor werd de buurt langzamerhand ingesloten door bebouwing en ging steeds meer een geheel vormen met deze buurt. Het winkelcentrum Rivierenstede, het centrum van de Rivierenbuurt, vormt morfologisch gezien onderdeel van de Davidstraatbuurt. Sindsdien is de Davidstraatbuurt steeds meer een geheel geworden met de Rivierenbuurt.
In de jaren 1970 en 1980 is in het kader van stadsvernieuwing veel gesloopt in de Davidstraatbuurt. Veel krotten werden daarbij vervangen door nieuwe huizen. In het gebied rond de Barestraat werd door de gemeente in de jaren 1970 ingezet op de vestiging van bedrijven. Dit is slechts ten dele gelukt, waardoor dit gebied nu bestaat uit een mengeling van woningen en bedrijven. De zuidoostelijke rand van de Barestraat is na de sloop nooit weer herbouwd en vormt nu onderdeel van een parkeerterrein van winkelcentrum Rivierenhof.

## De strijd om de noordelijke Davidstraatbuurt
De Davidstraatbuurt ten noorden van de Rabenhauptstraat vormde in de eerste helft van de 20e eeuw met al zijn arbeiderswoningen een typische volksbuurt, waarvan het kloppende hart zich bevond rond de Hovenstraat en het oostelijke deel van de Davidstraat. Deze buurt, die meestal als de eigenlijke Davidstraatbuurt wordt gezien, was een woongebied met veel dichte bebouwing, waarvan de straten door steegjes met elkaar waren verbonden. In de onderstaande paragrafen zal ingegaan worden op de geschiedenis van deze buurt in de tweede helft van de 20e eeuw, toen de gemeente de buurt tot een kantorenpark wilde omvormen en bewoners hiertegen in verzet kwamen. Deze strijd speelde zich met name af rond de Davidstraat en de Viaductstraat.

### Van saneringsbuurt naar kantorenpark?

#### Een nieuw gemeentelijk beleid?

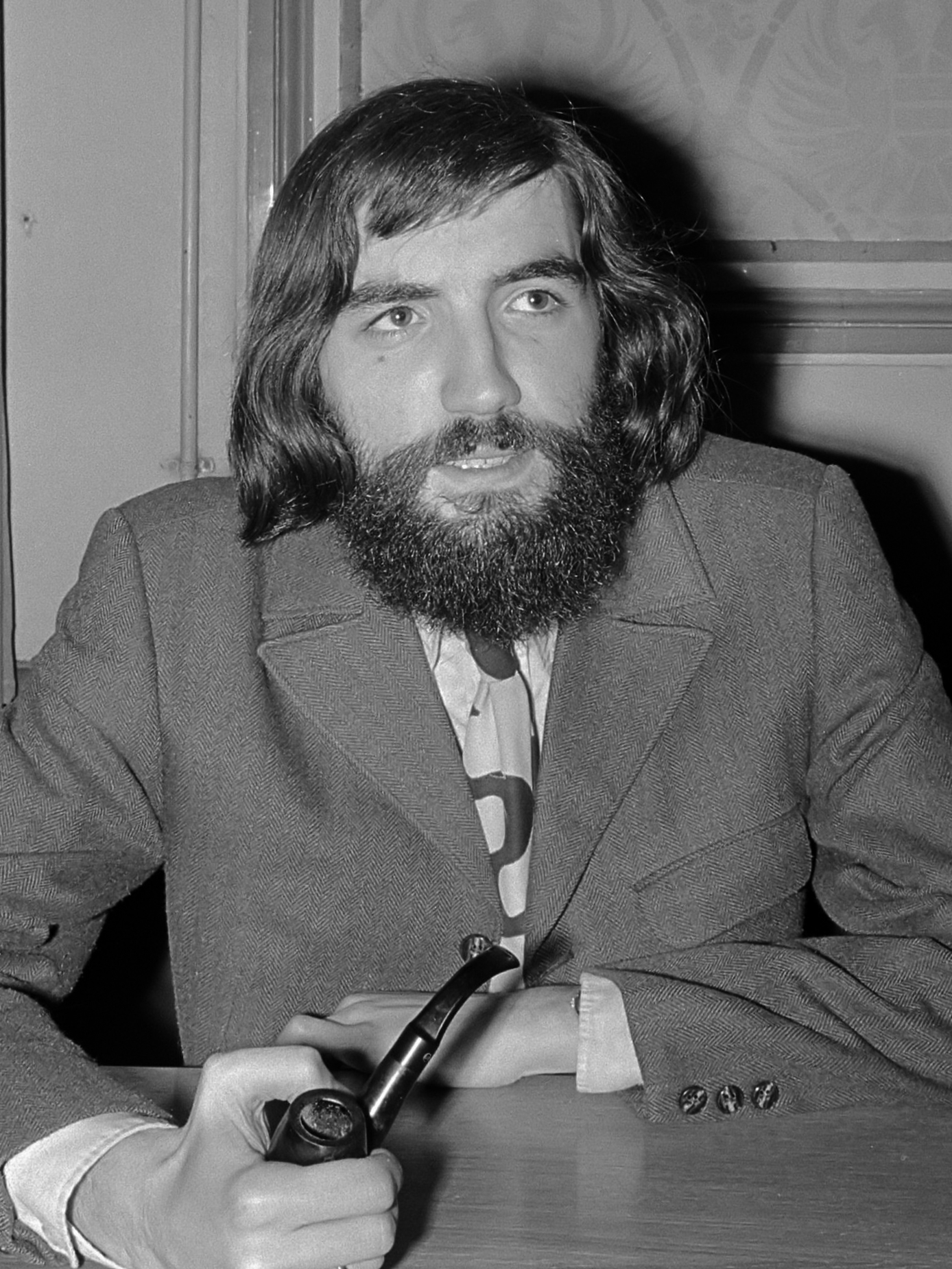
Wethouder Max van den Berg in 1971

De gemeente Groningen had in de jaren 1960 grootse plannen voor de stad Groningen. In 1969 resulteerde dit in een nieuw Structuurplan waarin ruim baan werd gemaakt voor de auto, waarvoor veel nieuwe brede invalswegen en parkeerterreinen werden ontworpen (Verkeersplan Centrum van Goudappel en Coffeng). Tegelijk werd ingezet op de herstructurering en sanering van oude woonbuurten. In 1972 trad echter een links meerderheidscollege aan in de Groningse politiek, waarbij rijzende PvdA-ster Max van den Berg aantrad als wethouder. Onder zijn leiding werd het ruimtelijk beleid van de stad volledig omgegooid. Er werd ingezet op het concept van de compacte stad. De auto moest het veld ruimen in de binnenstad van Groningen ten gunste van voetgangers en fietsers, waarvoor onder andere het verkeerscirculatieplan werd ontworpen. Ook werd de focus gelegd op stadsvernieuwing, waarbij renovatie (in plaats van sloop), burgerparticipatie, wijkraden en welzijnswerk centraal moest komen te staan. In 1972 werd het nieuwe beleid vastgelegd in de Doelstellingennota, dat veel positieve reacties oogstte. In 1974 pleegden Van den Berg en andere PvdA-ers van Nieuw Links een coup tegen de zittende PvdA-'regenten' van het zittende afspiegelingscollege en formeerden voor het eerst in de geschiedenis samen met de CPN en de PPR een programcollege, waarbij de PvdA de grootste partij bleef.
Hoewel het linkse college sterk voorstander was van de uitvoering van de Doelstellingennota, werd dit juist niet toegepast in de Davidstraatbuurt, waarvoor in het Structuurplan een transformatie tot kantorenpark was voorzien. Van den Berg zou zich als wethouder ontpoppen tot de grootste voorstander van het doorzetten van dit plan. De in dit plan gewenste flexibiliteit in de planvorming stond echter haaks op de rechtszekerheid die de bewoners wensten. Van den Berg kwam hierdoor keer op keer in aanvaring met de belanghebbenden uit de buurt en feitelijk ook met zijn eigen ingezette beleid. De buurtbewoners zouden in de jaren erop juist alle nieuwe mogelijkheden voor inspraak en invloed aangrijpen om stukje bij beetje het vingerende plan voor de buurt om te buigen, hetgeen ertoe leidde dat uiteindelijk bijna de hele buurt als woonbuurt behouden bleef.

#### Het plan voor de Davidstraatbuurt

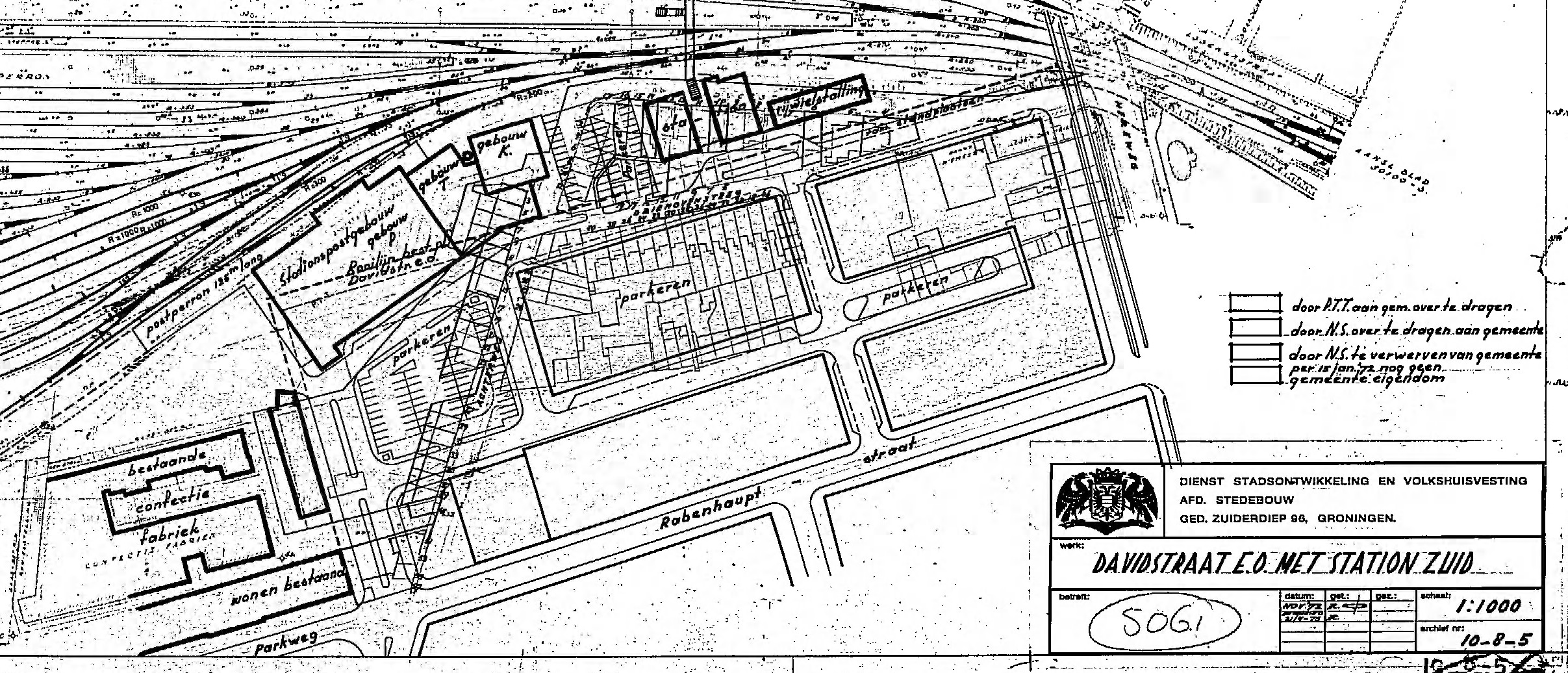
Fragment van een zwart-witscan van een herinrichtingsplan (oorspronkelijk in kleur) behorende bij het bestemmingsplan Davidstraat e.o. Op de kaart is te zien dat een groot deel van de Davidstraatbuurt moest plaatsmaken voor parkeergelegenheid.

Na de Tweede Wereldoorlog werden steeds meer krotwoningen gesloopt in de buurt. Vanaf 1960 werden de bewoners door het stadsbestuur aangemoedigd om zich elders te vestigen. In de jaren 1960 viel het gebied rond de Davidstraat ten prooi aan urban decay en werd het steeds meer gezien als een afbraakbuurt. De gemeente Groningen wilde in die tijd uitgroeien tot het centrum van het noorden, waarin de ontwikkeling van een goed ontsloten kantorenpark een belangrijke wens vormde. De centrale ligging en goede bereikbaarheid van de buurt ten opzichte van het spoor en diverse uitvalswegen maakte het tot een logische locatie voor herontwikkeling. Hierbij waren de gemeente, de NS en de PTT de belangrijkste actoren. In 1964 tekende de NS met wethouder Piet van Delden een contract waarin stond dat de NS de huizen op het perceel tussen de Viaductstraat en de Driehovenstraat aan achterzijde van het stationsgebied mocht afbreken om hier dochterbedrijf Van Gend & Loos te huisvesten. In ruil hiervoor kreeg de gemeente het bestaande Van Gend & Loosterrein aan voorzijde van het station in handen, dat ze wilde omvormen tot een nieuw busstation. De gemeente zag dit als een belangrijke ontwikkeling voor de mobiliteit in de stad. De gemeente wilde de PTT zover krijgen om een nieuw expeditieknooppunt (EKP) te bouwen bij het station. Later werden in het kader van de spreiding van rijksdiensten ook plannen gemaakt voor de bouw van een hoofdkantoor voor de huisvesting van de 'Centrale Direktie' naast dit EKP. Met deze verhuizing naar Groningen vanuit Den Haag was de PTT het zelf niet eens en een expeditieknooppunt had men aanvankelijk liever in Zwolle laten bouwen. In de gemeente bestond destijds veel werkloosheid en verantwoordelijk wethouder Van den Berg was er vanwege de werkgelegenheid dan ook veel aan gelegen om deze plannen de vrije hand te geven; elke keer moest zij haar plannen naar eigen zeggen weer verdedigen om de 'onwillige' PTT maar geen voer te geven om dit te dwarsbomen. In feite werd Van den Berg door het ingezette beleid van zijn voorgangers in een spagaat met zijn eigen nieuwe beleid gezet, maar wel een waar hij zich niet vrijwillig wilde terugtrekken. De gemeente Groningen wilde in aanvulling op de plannen van de PTT en de NS de hele buurt tussen het spoor, de Hereweg, de Rabenhauptstraat en de Achterweg grotendeels slopen en door middel van cityvorming veranderen in een kantorenwijk van 18.000 m² met een parkeergarage en grote parkeerterreinen, waarbij een kleine variant werd voorzien van projecten als Hoog Catharijne in Utrecht en Babylon in Den Haag. Kleine bedrijven uit de binnenstad die meer ruimte zochten konden hier een nieuw kantoor realiseren. De gemeente had de grond reeds in eigendom en kon zo zelf ook geld verdienen door deze aan projectontwikkelaars te verkopen. Met de sloop van de ruim 200 woningen kon tevens een rijkspremie worden opgestreken (saneringssubsidie van 80% van de sloopkosten). De gemeente begon vanaf 1964 met het op grote schaal opkopen van panden om de plannen in gang te kunnen zetten. De ruim 400 bewoners werd een woning in nieuwe wijken als Paddepoel, Vinkhuizen en Lewenborg in het vooruitzicht gesteld, waar de huren naar verwachting echter wel hoger waren.
De plannen voor de buurt waren opgenomen als onderdeel van de 'zuidelijke tangent' in het Structuurplan van 1969. In 1971 besloot de NS om Van Gend & Loos elders te huisvesten en werd door de NS voor het gebied bij de Viaductstraat een nieuwe zuidelijke stationsingang met veel parkeergelegenheid voorzien. In 1972 werden de uitgewerkte plannen voor de buurt vastgelegd in het nieuwe Bestemmingsplan Davidstraat e.o. Hierin werd gesproken van een tertiaire sector-buurt’ met 'geconcentreerd wonen' (50% of minder). Hierbij mocht alleen de bestaande bebouwing langs de Rabenhauptstraat en de Hereweg blijven staan en moest de rest van de bebouwing verdwijnen. In totaal moesten er 219 panden verdwijnen. In deze door de gemeente in samenspraak met NS en PTT opgestelde plannen was inspraak door de bevolking niet mogelijk geweest. Ook werden de verborgen belangen van de gemeente met de PTT en NS pas achteraf duidelijk gemaakt.

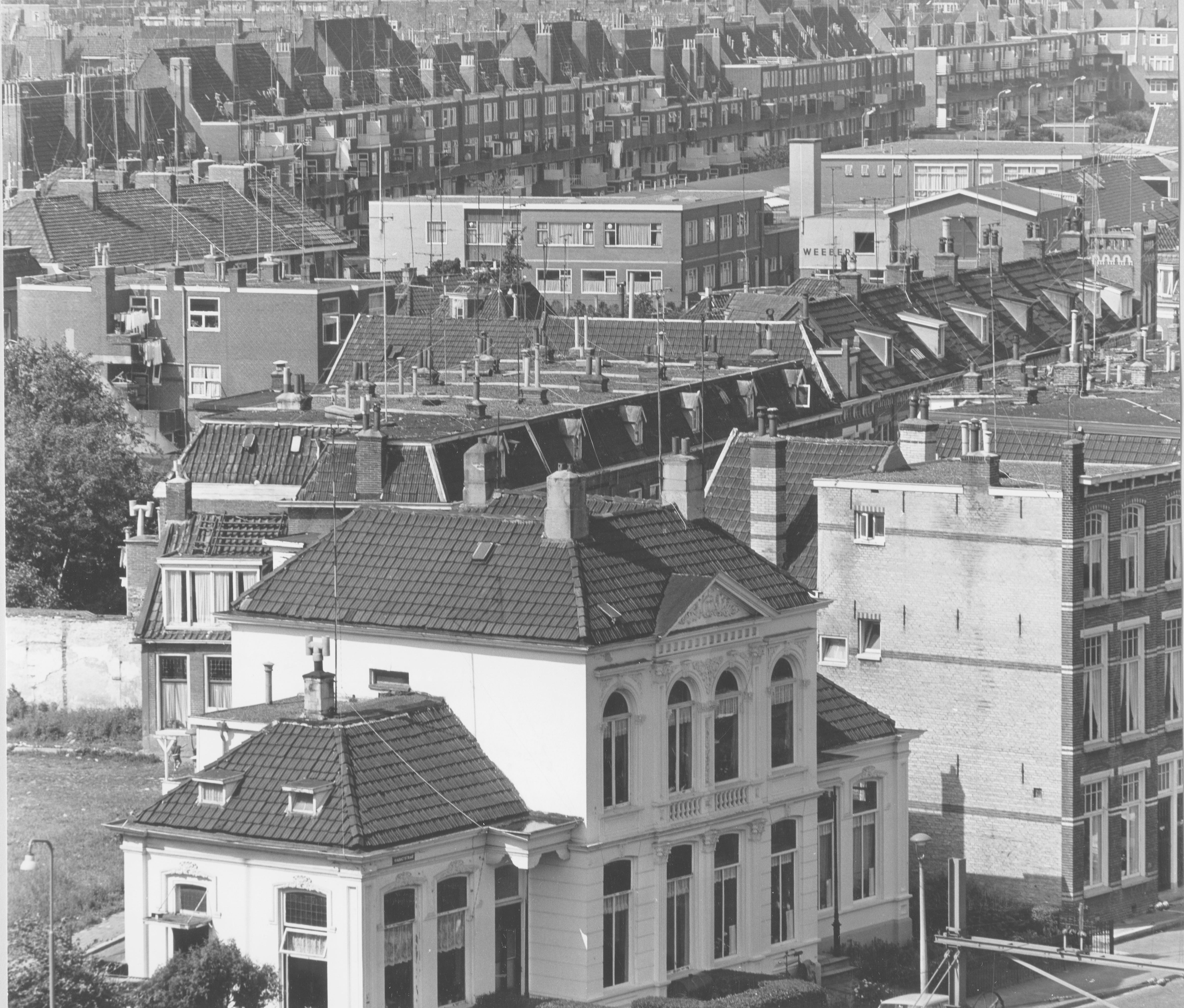
Een deel van de vroegere Davidstraatbuurt gezien vanaf het Herewegviaduct in 1971. Linksvoor het nog bestaande Witte Huis aan de Viaductstraat. Midden een aantal later gesloopte woonblokken aan de Driehovenstraat, Hovenstraat en Davidstraat. Daarachter fabrieksgebouwen van de kledingfabrieken Van Dam en Weeber. Op de achtergrond de noordelijke woonblokken langs de Parkweg.
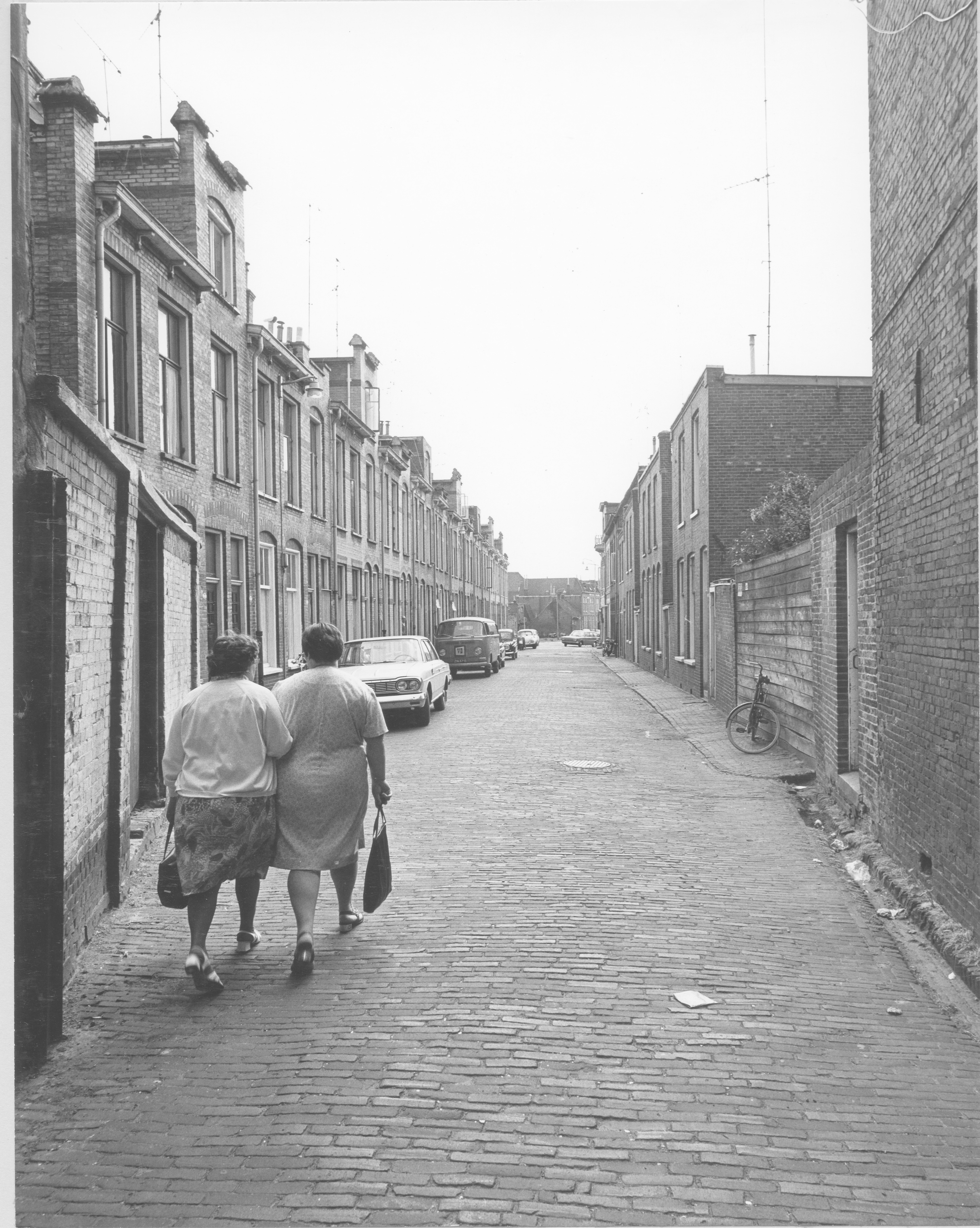
Gezicht op het oostelijke deel van de Davidstraat in 1971 vanuit de ingang bij de Hereweg. De woningen werden later allemaal gesloopt.
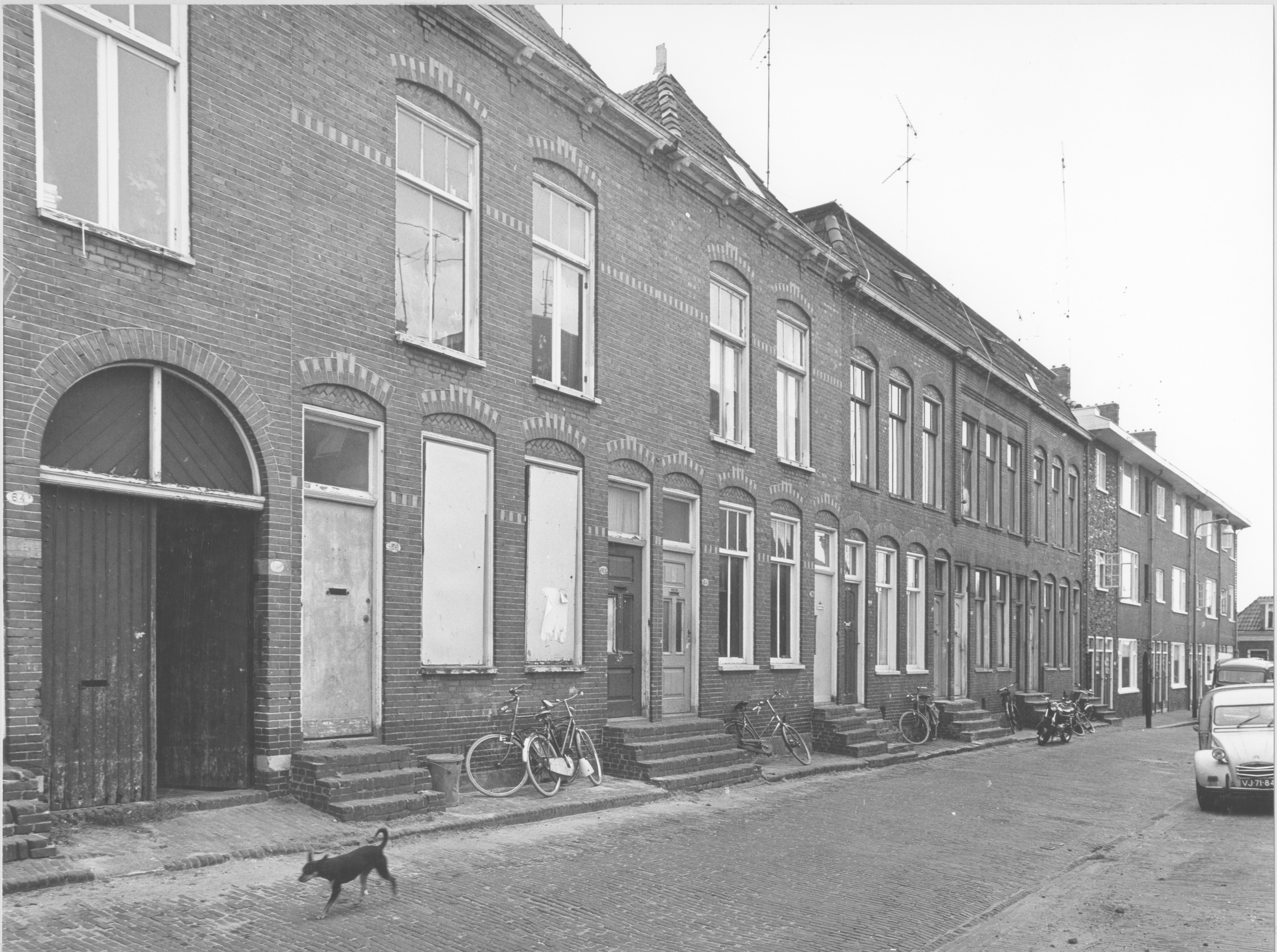
Zuidzijde van het westelijke deel van de Davidstraat. Op de achtergrond (bij de overgang naar de toenmalige Achterweg) een blok dat bleef staan.
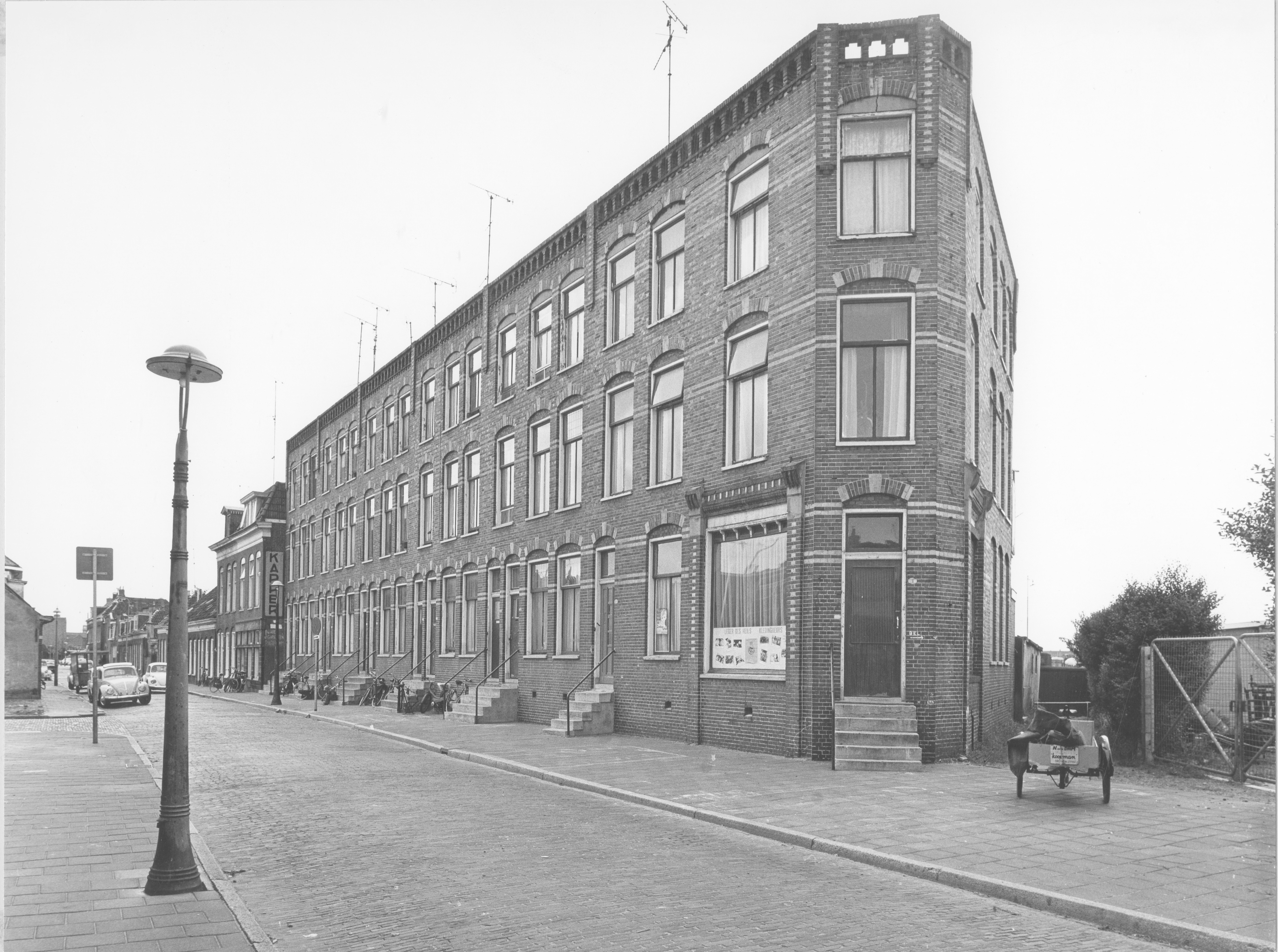
Westzijde van de Achterweg in 1971
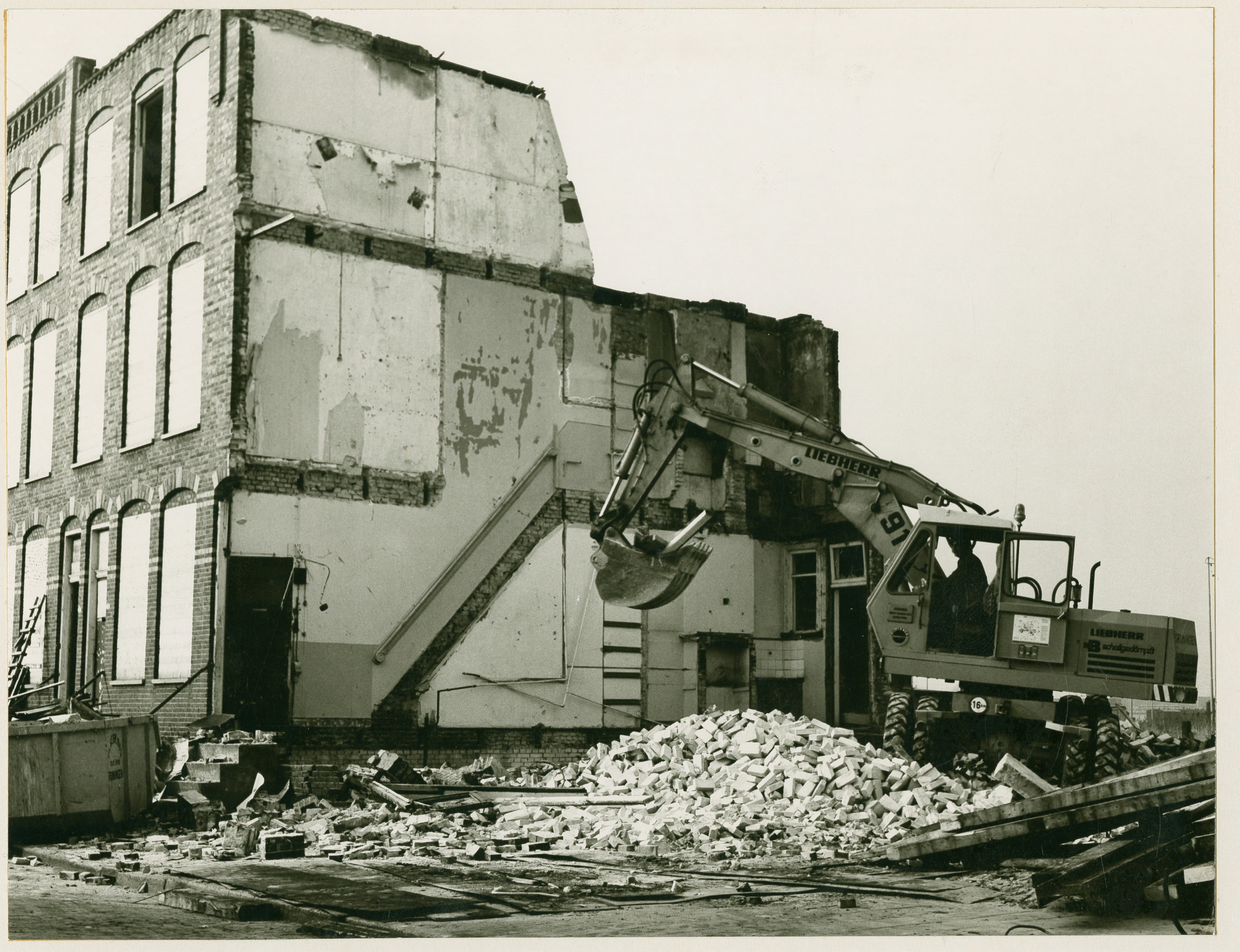
Sloop van het meest noordwestelijke blok van de Achterweg in 1972

#### Eerste verzet uit de buurt

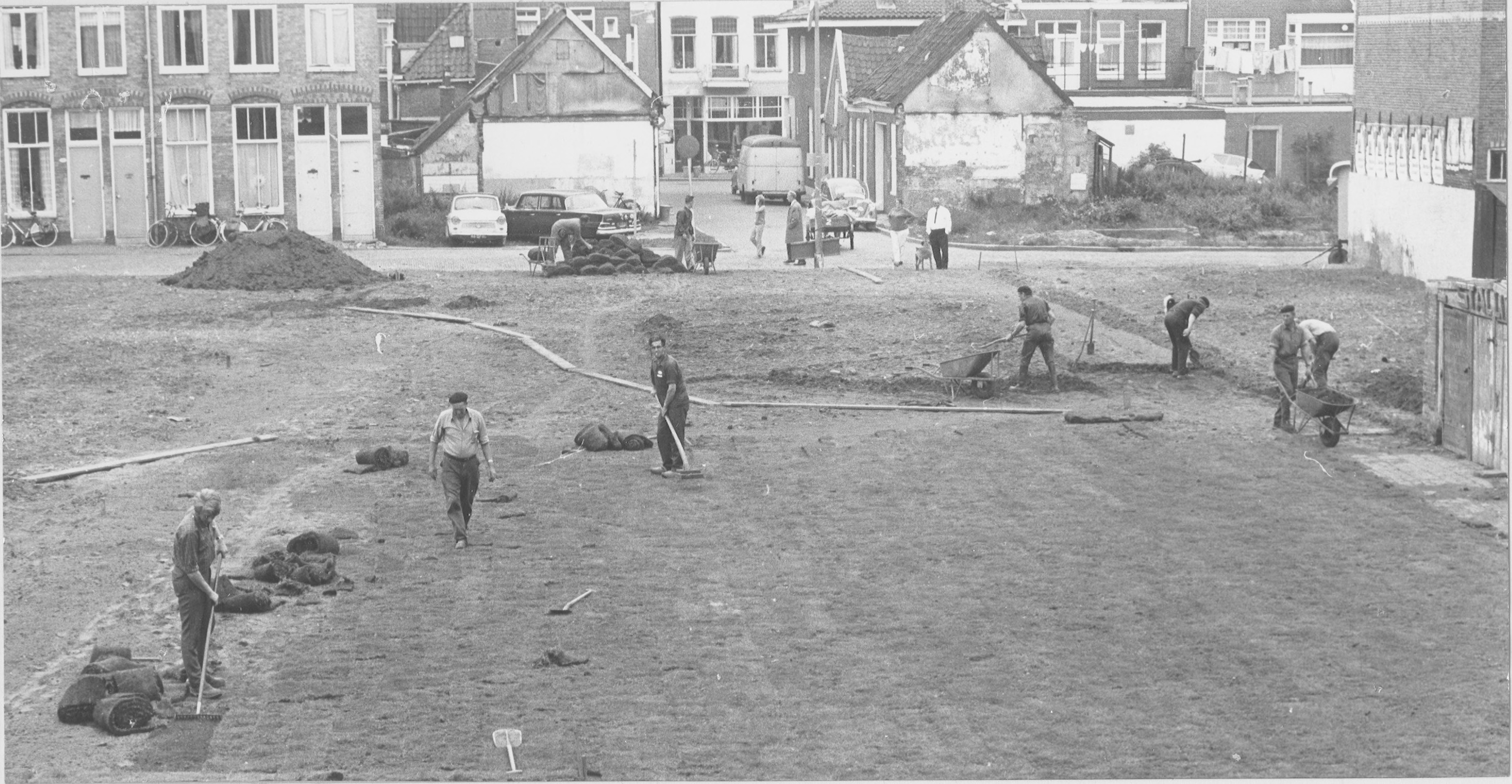
Het gereedmaken van het terrein tussen de Davidstraat en de Hovenstraat door gemeentewerken voor de aanleg van een speeltuin nadat bewoners met succes hadden geklaagd over de staat van de braakliggende grond (1971).

Het gonsde in de jaren 1960 in de buurt van de geruchten dat de wijk zou moeten verdwijnen. De gemeente deed vanaf het begin van de jaren 1960 niets meer aan het onderhoud en particuliere eigenaren lieten het onderhoud ook verslonzen in afwachting van wat komen ging. De buurt kreeg zo een steeds verder verloederend aanzicht. Er ontstonden prostitutiepanden en er kwamen steeds meer junks in de straten te wonen. De gemeente kocht in 1968 een aantal panden in de Davidstraat en sloopte ook een aantal panden die dreigden in te storten. In 1970 was reeds ongeveer een kwart van de oorspronkelijke bebouwing gesloopt, met name uit het midden van de Davidstraat. Er was aanvankelijk weinig weerstand tegen de afbraak. De bewoners zagen de sloop als onvermijdelijk en maakten zich vooral zorgen over waar ze terecht zouden komen en of ze deze nieuwe woningen wel konden betalen. De sfeer veranderde langzamerhand nadat de gemeente in 1971 een bord plaatste met de uitwerking van het bestemmingsplan, waardoor de bewoners voor het eerst kennis nemen konden van de plannen voor de buurt en zij begonnen daarop hun zorgen en onzekerheid over de toenemende verloedering te uiten. In september 1971 wisten bewoners de gemeente te overtuigen dat een half gesloopte buurt onleefbaar en gevaarlijk was voor de achterblijvers in de wijk. De sloop van leegstaande panden werd daarop eerst stilgelegd. De gemeente liet ondertussen studenten van het conservatorium en de muziekschool de leegkomende woningen tijdelijk bewonen in afwachting van de sloop. Bewoner Kromhout Van der Meer lobbyde vanaf 1969 bij de gemeente voor verbetering van een met puin bezaaid veld, waar ongedierte zich verzamelde. Zijn klachten over een gevaar voor de volksgezondheid hadden in de jaren ervoor geen gehoor gevonden bij de gemeente, maar nadat de GGD dit verhaal bevestigde, droeg de gemeente in september 1971 10.000 gulden bij aan de sanering en omvorming van het veld tot een speelterrein. Ook werden er enkele groenvoorzieningen aangelegd. Bij de aanleg werkten gemeentewerkers samen met studenten en bewoners. Dit burgerinitiatief en dan met name de samenwerking tussen bewoners en studenten zou in de jaren erop uitgroeien tot een machtige vorm van verzet.

#### Het begin van de wijkraad

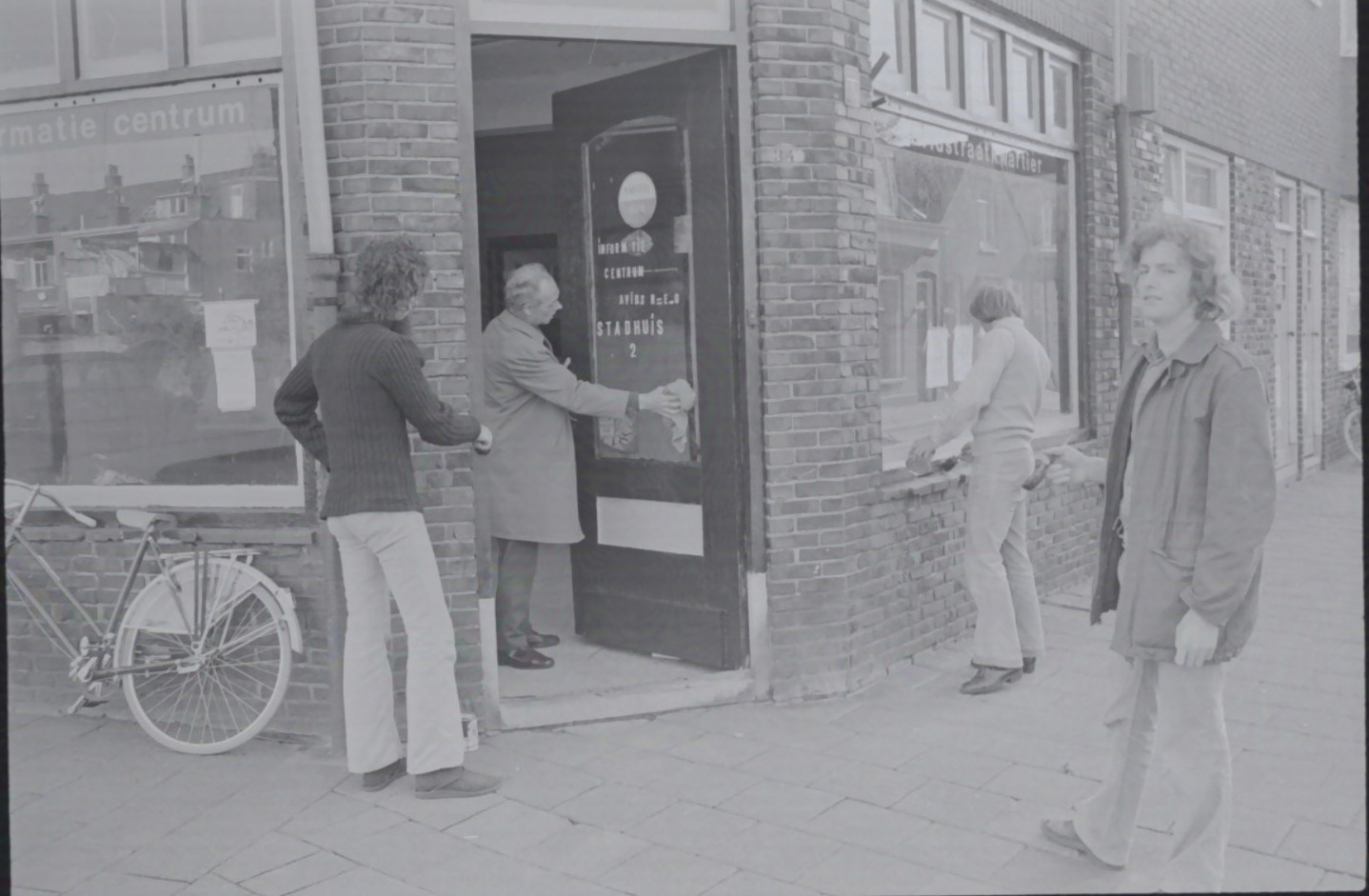
Het 'informatie centrum davidstraatkwartier' dat door de gemeente Groningen werd geopend in een voormalig kruidenierspand (Davidstraat 132) om de bewoners te informeren over de sloopplannen en hen begeleiding te bieden bij het vinden van een nieuwe woning. Later werd dit het centrum van de Wijkraad, die de buurt als woonbuurt wist te behouden. Wijkraadvoorzitter Kromhout van de Meer staat in de deuropening. Eromheen staan enkele studenten (1973).

In 1973 werd begonnen met de sloop van de Davidstraatbuurt met de sloop van een groot woonblok aan de Achterweg. Actiebereide studenten en bewoners vormden daarop onder leiding van PSP-lid Tom Pitstra een wijkcomité. Deze wilde in eerste instantie vooral verhuizende bewoners een stem geven, die aanliepen tegen problemen zoals slechte vervangende woningen of hogere huurprijzen. Ook wensten ze meer duidelijkheid over de plannen en meer onderhoud aan de buurt. De gemeente beloofde in reactie hierop bewoners voortaan op een 'sociale wijze' te zullen verhuizen. Ook beloofde de gemeente om leegkomende woningen niet langer te laten leegstaan, maar tot de sloop tijdelijke toe te staan om overlast te verminderen en de leefbaarheid voor de overgebleven bewoners te verbeteren. Later dat jaar opende de gemeente een informatiecentrum in een leegstaande verfwinkel op een hoek van de Davidstraat (Achterweg 34). Ook het wijkcomité mocht daar vergaderen. Tevens stelde de gemeente een opbouwmedewerker aan om het verhuizingsproces een meer sociaal karakter te geven.
Het wijkcomité werd vervolgens in overleg met het opbouwwerk omgevormd tot een wijkraad om zo door de gemeente geaccepteerd te kunnen worden als overlegpartner. Deze wijkraad had de eerder genoemde bewoner Kromhout Van der Meer als voorzitter, maar bestond verder vooral uit studenten die als tijdelijke bewoners in de leegstaande panden waren getrokken. Zij waren veelal lid van de partijen die ook in het gemeentebestuur zaten. Deze wijkraad zou het de gemeente vervolgens knap lastig maken en wist in de loop der tijd steeds meer de regie over het sloopproces naar zich toe te trekken. Een van de succesfactoren van de wijkraad was dat een aantal personen zich er jaren voor zouden inzetten, waardoor de strijd steeds kon worden voortgezet. Daarnaast werd er veel gebruik gemaakt van de media en werden de bewoners en later ook de oud-bewoners keer op keer bij de besluitvorming betrokken.
In 1973 kondigde de gemeente aan dat in 1977 de woningen moesten zijn gesloopt. Er werd een 7 fasenplan gepresenteerd voor de sloop, maar concrete jaartallen werden niet genoemd omdat er nog geen geïnteresseerde bedrijven waren buiten de PTT en de NS. Het bleef daarom vaag voor de bewoners hoe concreet de sloopplannen waren. In mei 1973 kwam het voor het eerst tot spanningen tussen de gemeente en de nieuwe wijkraad nadat een woning binnen een nog bewoond woonblok in de Davidstraat tegen de afspraken in onbewoonbaar werd gemaakt (uitgebroken).

#### Kraakacties

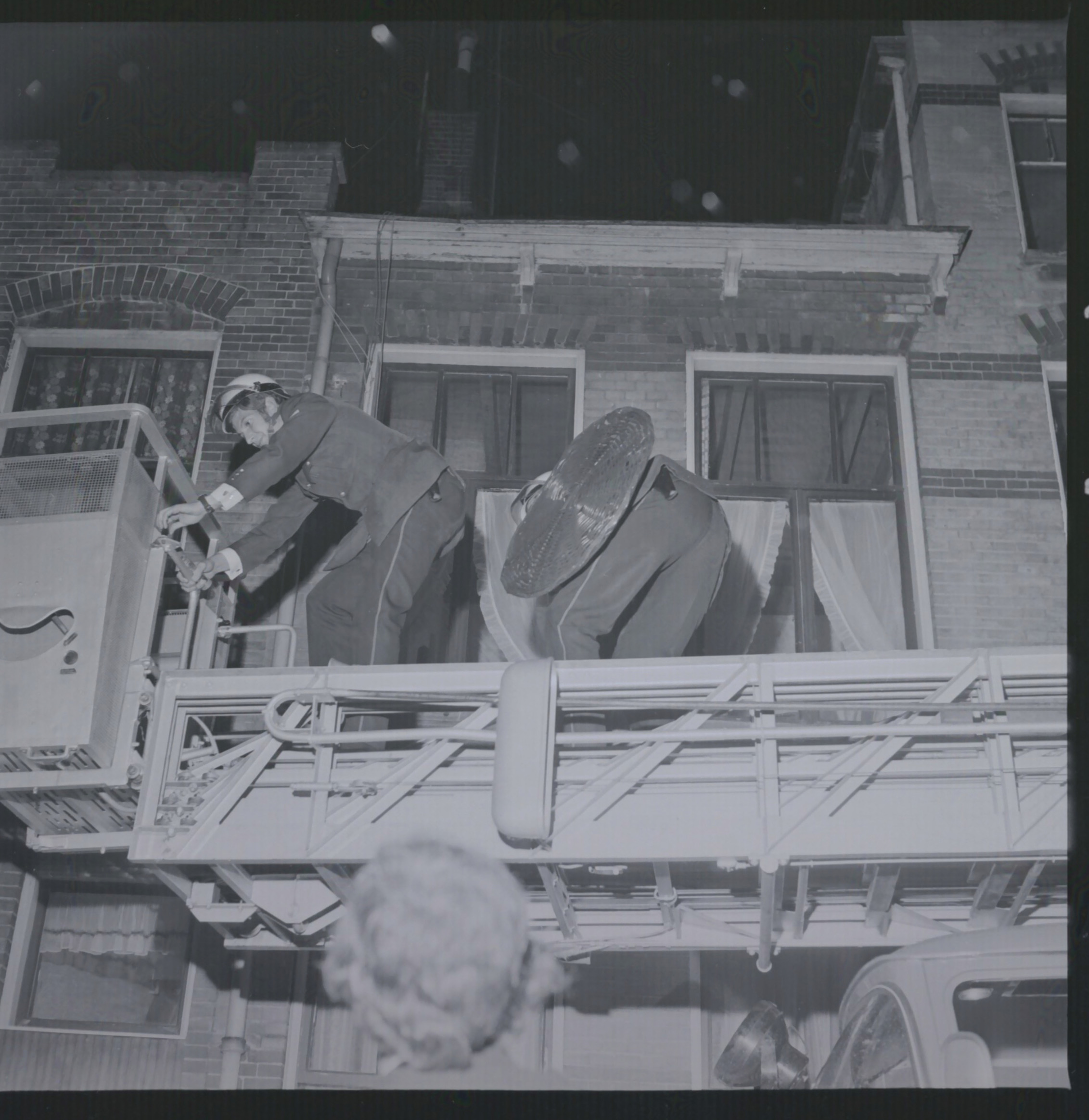
Ontruiming van een woning in de Davidstraat in 1974 om deze te kunnen slopen. De bewoner werd daarbij met een hoogwerker uit zijn woning gehaald.

In 1974 wist de wijkraad steun te verwerven van diverse politieke partijen en maatschappelijke organisaties voor een programma van eisen, waaronder een hogere verhuisvergoeding, regelmatig overleg met de gemeente, meer onderhoud aan het straatmeubilair en het openbaar groen en meer inspraak in de planvorming. Wethouder Van den Berg wilde echter niet instemmen met meer inspraak. Nadat duidelijk werd dat er ook huizen onbewoonbaar werden gemaakt die pas in latere fases zouden worden gesloopt organiseerde de wijkraad een succesvolle kraakactie waarbij de buurt voor het eerst massaal in opstand kwam en wist te voorkomen dat de woning onbewoonbaar gemaakt werd. Groninger Studentenbondbestuurder Bert Runhaar werd gevraagd om de eerste kraker te worden en dankzij de vele aanwezige buurtbewoners en studenten, gingen de mannen die het pand zouden dichttimmeren onverrichter zake weer naar huis. De eerste publieke kraakactie in Groningen was een feit. In overleg met burgemeester Buiter werd vervolgens overeengekomen dat als er geen woningen meer dichtgetimmerd zouden worden, er geen kraakacties meer zouden worden gehouden.
Van den Berg zag in de groeiende groep tijdelijke bewoners -studenten- echter een gevaar voor zijn plannen. Toen in opdracht van hem vervolgens in juli 1974 onder politiebegeleiding toch woningen werden dichtgespijkerd die in een gebied stonden waarvoor vooralsnog geen sloopplannen waren, verharde het conflict zich: Voorstanders van hardere actie voegden zich bij de wijkraad die daarop besloot om elke woning die leegkwam direct te kraken. Daartoe zette ze een kaartsysteem op om alle verhuisdata in zicht te krijgen. De gemeente dreigde daarop verhuizende bewoners dat als ze mee zouden werken aan dergelijke kraakacties, ze geen verhuisvergoeding zouden krijgen. Deze dreiging werkte maar ten dele. In overleg met de gemeente werd vervolgens toch tijdelijke bewoning toegestaan, maar in augustus 1974 koos de gemeente echter weer de weg van de harde lijn. Zij probeerde na een stukgelopen overleg de bewoners uit te spelen tegen de wijkraad door in een brief aan alle buurtbewoners te benadrukken dat zij slechts tijdelijke bewoners waren en te stellen dat de gemeente de belangen van de (verhuizende) oorspronkelijke bewoners beter zou behartigen dan deze wijkraad. Ook verklaarde zij door te gaan met het uitbreken van woningen om kraken te voorkomen. In een vergadering besloot de wijkraad vervolgens dat de toen geplande sloop aan de Viaductstraat (waar geen tijdelijke bewoning toegestaan was) alleen door mocht gaan als er de zekerheid was dat er binnen een jaar gebouwd zou worden. Om steun voor haar standpunt te krijgen werd een handtekeningenactie in de buurt gehouden. Vervolgens werden met hulp van leden van de CPN (die in het college zat) 10.000 pamfletten verspreid in oude (sloop)buurten van de stad om steun te verwerven en werd de pers erbij betrokken om zowel regionaal als landelijk meer aandacht voor het standpunt van de wijkraad te krijgen. Hierbij werd het onbewoonbaar maken van nog goede woningen door de gemeente tegenover de heersende woningnood en het gebrek aan jongerenhuisvesting gezet. Hierdoor wist de wijkraad de rol van Van den Berg in toenemende mate ter discussie te stellen. Deze kreeg vanwege zijn ongeloofwaardigheid steeds meer kritiek vanuit zijn eigen partij via de FJG (een voorloper van de Jonge Socialisten in de PvdA, vanwaaruit Van den Berg zijn politieke carrière zelf was begonnen), die sympathiseerde met de bewoners. Ook in dagbladen als De Waarheid en Trouw werd zijn beleid in twijfel getrokken en de Winschoter Courant sprak zelfs van 'chantagepolitiek'. de Op deze wijze verloor Van den Berg steeds meer steun voor zijn plannen en moest zich in allerlei bochten wringen om zijn plan toch door te zetten en de PTT als banenleverancier tevreden te houden. Een poging van Van den Berg om de wijkraad bij de Viaductstraat te overtroeven door te stellen dat de NS de grond snel nodig had, werd ontkracht door de NS die aangaf dat deze plannen geen prioriteit hadden en een uitspraak daaropvolgend dat de PTT volgens het contract uit 1964 een deel van de grond zou krijgen van de NS, die zij snel nodig zou hebben voor de bouw van het EKP, werd eveneens snel ontkracht toen de PTT in een gevraagde reactie stelde alle grond voor het EKP al in handen te hebben en dat daarvoor geen nieuwe huizen hoefden te worden afgebroken.

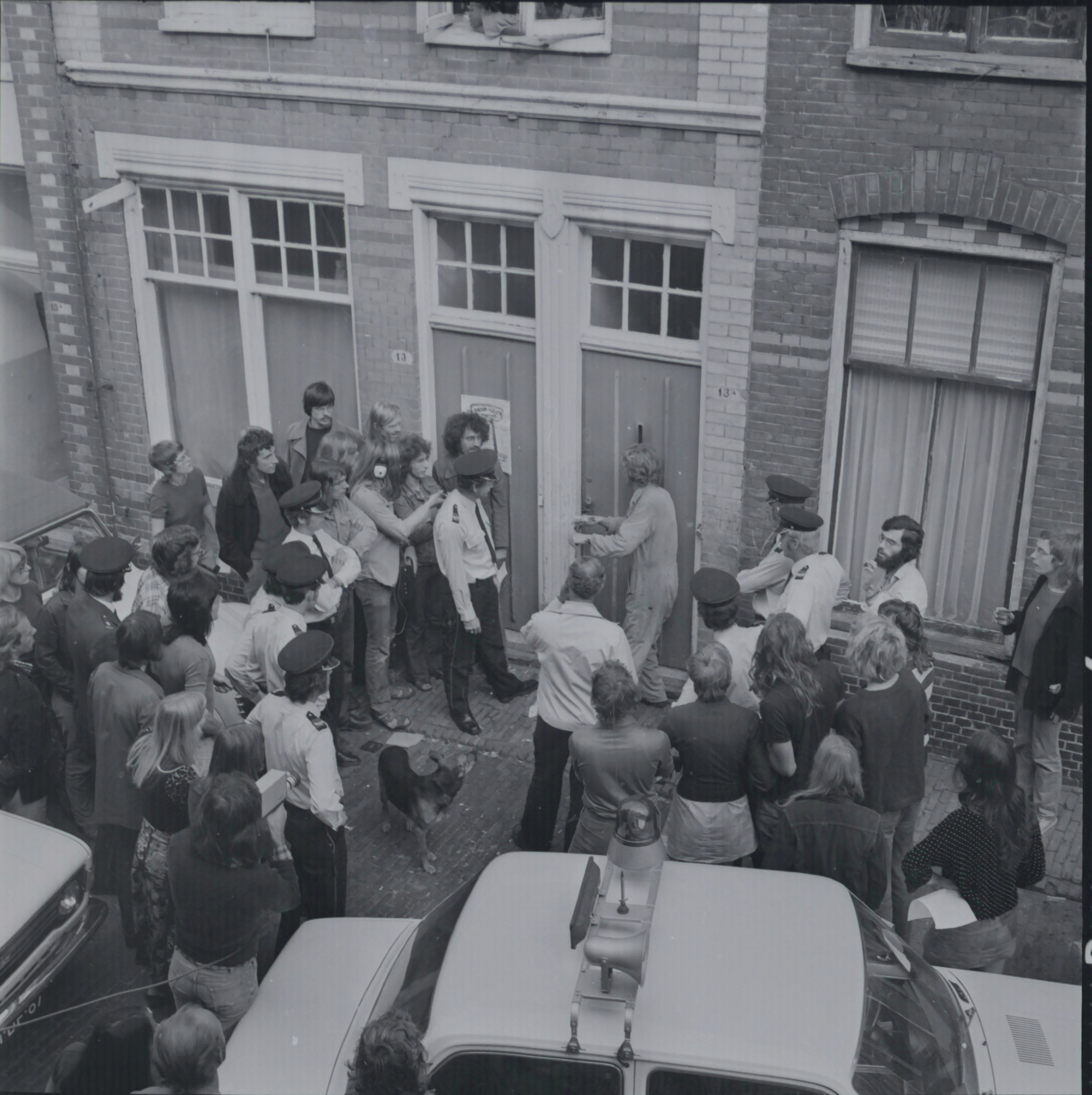
Augustus 1974: De deur van Davidstraat 13a wordt onder politiebescherming opengebroken door Centraal Woningbeheer, om te controleren of de woning niet gekraakt is. Rondom staan bewoners.

Toen de gemeente eind augustus de voordeur forceerde van een gekraakt pand om te zien of er ook bewoning was, legden bewoners deze gebeurtenis vast op video om deze te gebruiken om nog meer steun voor de buurt te krijgen. Vanaf die tijd verharde de actie zich nog verder. Er werden spandoeken opgehangen in de straten en leuzen op de muren geschilderd. Het kraken werd van leegkomende woningen werd voortgezet, waarbij vaak een kat en muisspel werd gevoerd. In oktober 1974 onthulden de bewoners op een kale muur het 'Max van den Berg-monument', een 8 meter hoge spotprent waarin Van den Berg werd afgeschilderd als iemand die door een 'beslagen rood denkraam' keek naar de buurt en de realiteit niet onder ogen wilde zien. Eind 1974 kwam er steeds meer kritiek op de handelwijze van B&W en met name die van Van den Berg. De wijkraad wist ondertussen steeds meer raadsleden en leden van de andere collegepartijen PPR en CPN voor haar zaak te winnen. In reactie hierop probeerde Van den Berg opnieuw de wijkraad buiten spel te zetten, door hen te dwingen een brief direct te tekenen waarin stond dat de NS aangaf dat zij binnen een jaar na de afbraak toch zouden gaan bouwen; anders zou de wijkraad niet meer als gesprekspartner worden erkend. Tevens wilde hij dat de SSH de panden zou gaan beheren om de tijdelijke verhuur te regelen. Uiteindelijk besloot de wijkraad om deze brief, waarmee men feitelijk akkoord ging met de sloop van de Viaductstraat, onder protest te tekenen om wel als gesprekspartner te kunnen blijven fungeren voor de buurt. Daarmee werd de Viaductstraat feitelijk opgegeven. Dit leidde echter niet tot afbraak, omdat leegkomende woningen direct gekraakt werden en sloop daarmee feitelijk onmogelijk werd gemaakt: Het linkse college kon zich niet permitteren om de ME tegen de burgers in te zetten zoals elders in Nederland gebeurde tegen krakers. Woningen werden soms wel uitgebroken of dichtgespijkerd, maar deze woningen werden direct weer gekraakt en weer bewoonbaar gemaakt. Pas achteraf werd duidelijk dat de NS ondertussen als staatsbedrijf ook niet over voldoende financiële middelen beschikte om te beginnen met haar plannen voor de aanleg van parkeervoorzieningen in de Viaductstraat.
De actie van Van den Berg werd gevolgd door een ingezonden stuk van PvdA-partijleider Bert Middel in de Universiteitskrant, waarin de wijkraad werd aangeduid als een groep studenten en beweerd werd dat de CPN druk op de PvdA had gezet in reactie op slecht verlopende verkiezingen ten gunste van de PvdA. Dit schrijven leidde tot scherpe kritiek van de CPN, die voor het eerst zich openlijk achter de wijkraad opstelde en het college voor de keus stelde: of de wijkraad erkennen of de CPN zou uit het college stappen. De wijkraad werd daarop weer erkend als gesprekspartner en de leegkomende woningen werden voortaan opengesteld voor tijdelijke bewoning. Er volgde een wapenstilstand tussen wijkraad en gemeente, afgezien van de sloop van enkele panden in mei 1975. Dat jaar werd door de wijkraad ingezet op buurtonderhoud, zowel door het aanschrijven van daarvoor verantwoordelijke instanties als door burgerinitiatieven, zoals het opruimen en inplanten van storende open plekken en het opschilderen van dichtgespijkerde woningen en schuttingen. Tevens maakte men zich hard voor het verhogen van de verhuispremie.

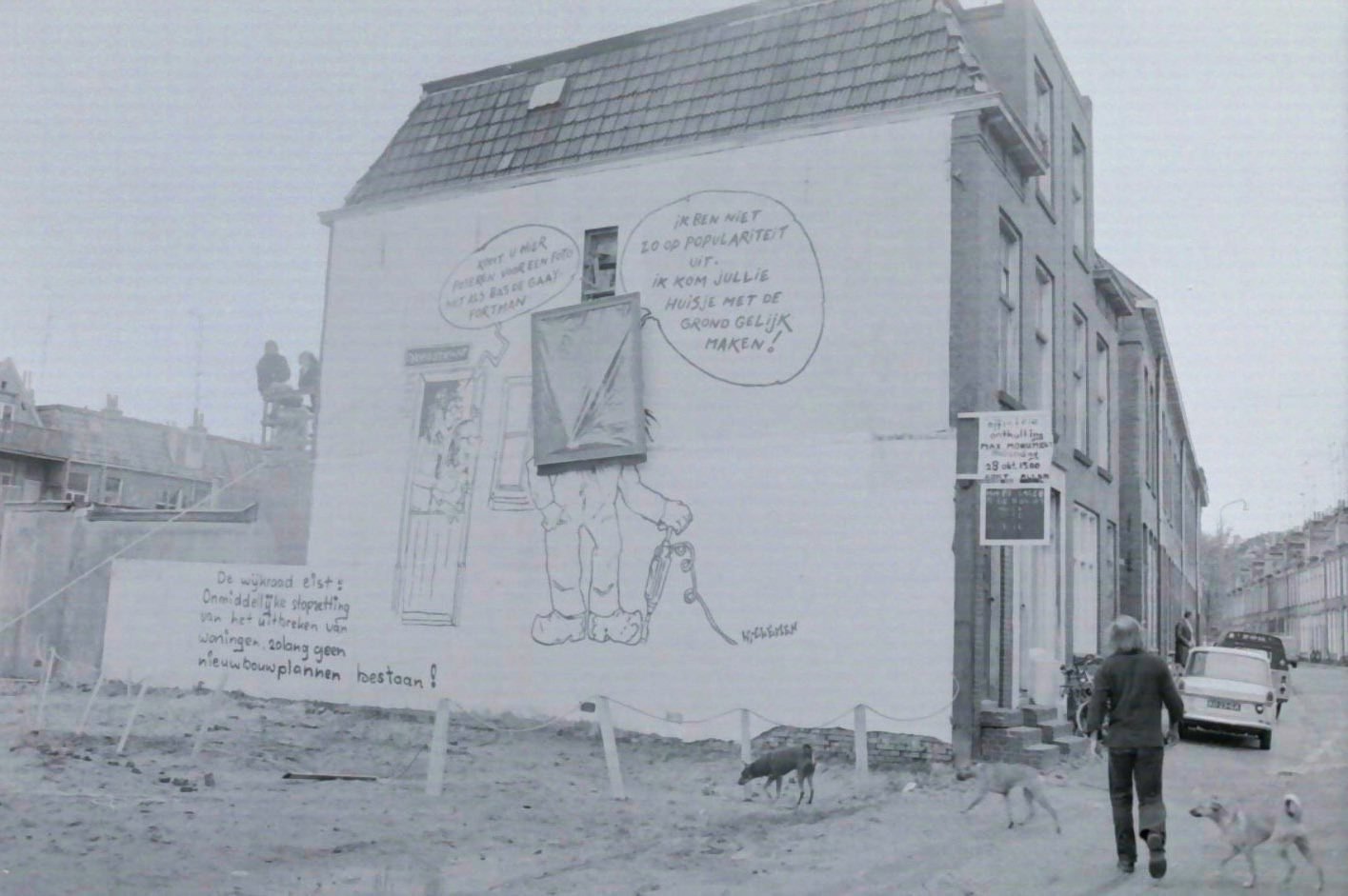
Onthulling van een cartoon van Max van den Berg op een zijmuur van een pand aan de Davidstraat als protest tegen de sloopplannen voor de buurt. Links een tekst van de wijkraad tegen de sloop (1974).
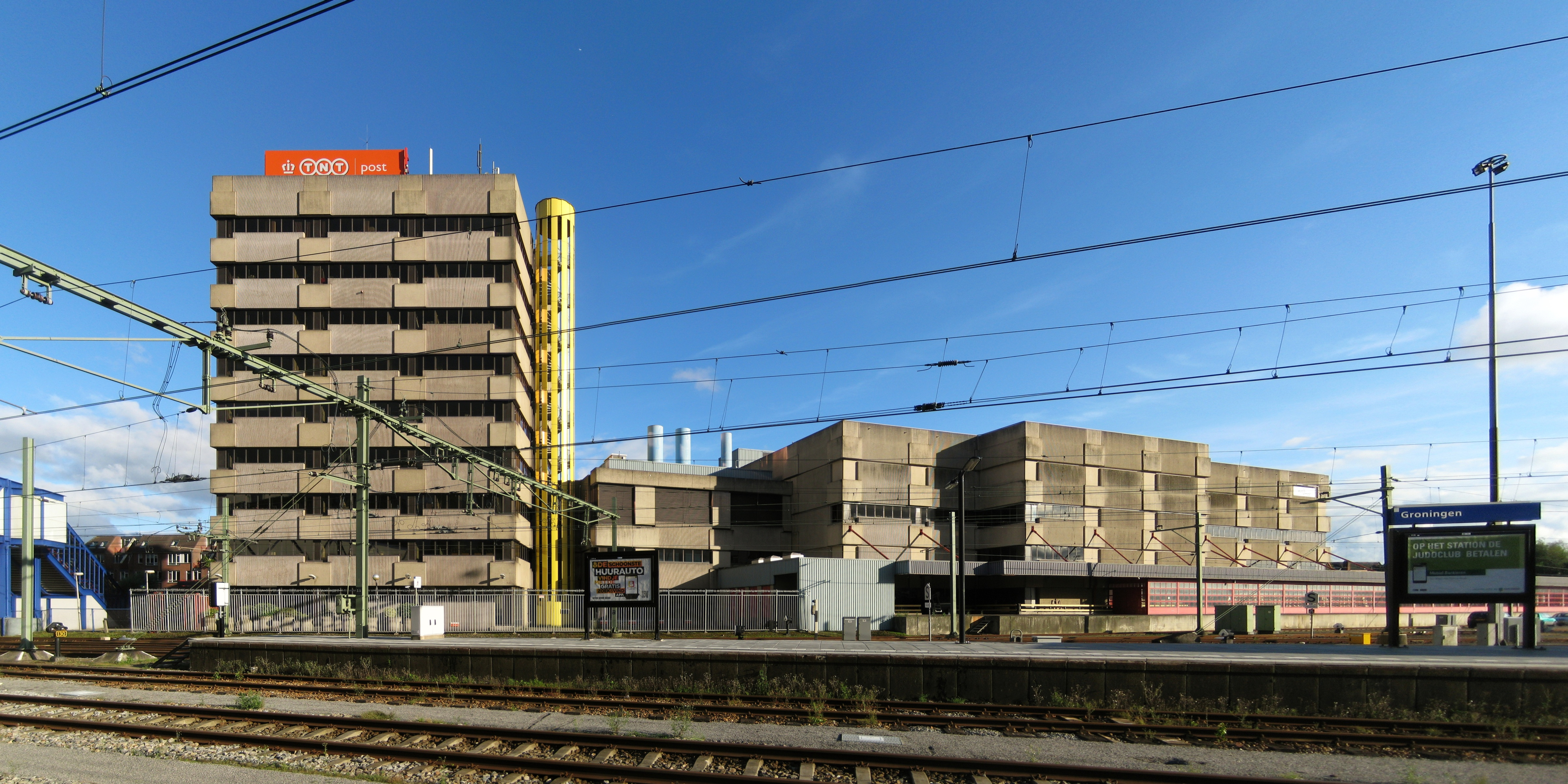
Het expeditieknooppunt van de PTT gezien vanaf Station Groningen (2011)

Ondertussen startte in 1975 de bouw van het PTT-expeditieknooppunt, bestaande uit twee grote hallen van 40 bij 65 meter voor het postsorteercentrum, een 34 meter hoge kantoorflat en een eigen spoorlijn en laad- en losperron aan het spoor. Er werd capaciteit geschapen voor het gelijktijdig kunnen laden en lossen van 12 vrachtwagens en per spoor moesten 5 speciale posttreinen per dag kunnen arriveren. De totale kosten bedroegen ruim 40 miljoen gulden. In de gebouwen moesten 600 tot 700 werknemers een plek vinden, waaronder alle werknemers van PTT-kantoren elders in de stad. Het kantoor werd opgeleverd in 1978, maar kreeg nooit de uitstraling die vooraf was gepland, doordat wijkbewoners ondertussen een aantal wijzigingen wisten te bewerkstelligen (zie verder).

### Behoud van de Davidstraatbuurt als woonbuurt

#### Wijziging van het stedenbouwkundig plan
Later in 1975 werd een werkgroep Binnenstad ingesteld, waar burgerparticipatie integraal deel van uit moest gaan maken. De wijkraad zag hierin kansen en begon zelf ook plannen te maken voor het definitief behouden van een aantal woningen. Van de werkgroep begreep de wijkraad dat het bestemmingsplan niet 'heilig' was, hetgeen haar inspireerde tot een nieuwe visie: Het Davidstraatkwartier moest een woonbuurt blijven. Hoewel dit niet was wat de werkgroep eigenlijk bedoelde, wist de wijkraad er wel de discussie mee aan te wakkeren. De wijkraad wist zich te verzekeren van de steun van zowel de buurt als ook van de CPN, de PSP, de FJG van de PvdA en verschillende maatschappelijke groeperingen. De werkgroep Binnenstad was echter van mening dat de buurt nog steeds diende te worden gesloopt; onder andere voor het maken van een brede toegangsweg naar de nieuw te creëren zuidelijke stationsingang. Deze visie werd ook verwoord in het stedenbouwkundig plan in 1976. De wijkraad had grote kritiek op dit plan omdat het wederom al was vastgesteld voordat zij als vertegenwoordigers van de buurt haar visie erop had kunnen geven en er dus weer geen sprake was geweest van inspraak. Tegelijkertijd liet zij een onderzoek uitvoeren waaruit bleek dat er nauwelijks groei in de kantorensector was en wees ze tevens op de reeds bestaande kantorenleegstand in de stad. De wijkraad wist vervolgens in maart 1976 ook steun te verwerven van alle middenstanders uit de Rabenhauptstraat, die hun omzet terug hadden zien lopen met het vertrek van bewoners. Tegelijkertijd begon de wijkraad in haar plannen in te zetten op het laten terugkeren van reeds vertrokken bewoners. Er werd onder hen een enquête gehouden, waaruit bleek dat twee derde graag terug wilde keren. In maart 1976 werd op een grote protestbijeenkomst besloten dat de buurt voortaan het behoud van de woonbuurt als insteek zou nemen. Hierbij werd nieuwbouw als uitgangspunt genomen omdat de meeste woningen van slechte kwaliteit waren. Alleen een blokje op de hoek van de Davidstraat met de Achterweg werd gezien als bouwtechnisch van goede kwaliteit en daarom wilde men dit graag gerenoveerd zien.
Deze acties en met name de steun die men kreeg, leidde tot zoveel druk op de gemeente dat de plannen van de werkgroep toch werden gewijzigd. In een Nota van wijzigingen bij het stedenbouwkundig plan schreef zij dat voor het grootste gedeelte van de buurt een '90% woonfunctie' wenselijk werd geacht en voor de rest van de buurt 70%. Tevens bleek ze bereid om de geplande traverse (loopbrug of luchtbrug) naar het station te verleggen naar het westen. Dit was voor het eerst dat burgerparticipatie in Groningen op deze schaal resultaat had weten te bereiken. De projectgroep was positief over de burgerparticipatie vanuit de Davidstraatbuurt: 'De discussies stonden vrijwel zonder uitzondering op een zeer hoog peil[...]Op de aard en de kwaliteit van het Stedenbouwkundig plan heeft de participatie, die in de eerdere fasen van het planproces plaatsvond, zonder enige twijfel een positieve invloed gehad'. In de nota bleven de plannen van de PTT en de NS echter verder onverminderd van kracht en werd er nog een gebouw voor de gemeentelijke sociale dienst in de wijk gepland tussen de Achterweg (de huidige looproute naar het station) en de huidige Achterweg. Daarbij kwamen nog een groot aantal parkeerplaatsen voor NS en PTT, waarvoor huizen gesloopt moesten worden. De wijkraad had deze parkeergelegenheid liever op het braakliggende terrein bij het Emmaviaduct gezien, zodat de woningen konden blijven staan. Om de parkeerplannen van tafel te krijgen en de Viaductstraat toch als woonstraat te behouden werd in mei 1976 een demonstratie georganiseerd om tevergeefs te proberen de nota van wijzigingen te beïnvloeden. Wel gaf Van den Berg aan dat het parkeren ondergronds zou komen. Ook hier was men echter op tegen omdat parkeergarages doorgaans door ontwikkelaars werden gebouwd en die alleen maar premiewoningen (vrije sectorhuur) zouden willen bouwen, die te duur waren voor de huidige en oud-bewoners uit de buurt.

#### Een eigen woningbouwplan
Vervolgens werd door de wijkraad besloten om niet langer te strijden tegen NS en PTT, maar enkel de inpassing van het gebouw van de sociale dienst nog te beogen. Er werd daarbij ingezet op samenwerking met de betrokken ambtenaren, waarvoor een werkgroep werd gevormd samen met leden van de wijkraad (zie ook de volgende paragraaf). Door de contacten met de ambtenaren wist de wijkraad ook veel details van nieuwe plannen eerder te weten te komen. Tijdens een overleg in september 1976 bleek dat de architect van het gebouw (Henk Tieme) net als de wijkraad het gebouw liever naar het westen wilde verplaatsen (waardoor woningen konden worden gespaard), dan deze naar het oosten te verplaatsen, zoals de gemeente wilde. Dit leidde ertoe dat het gebouw inderdaad westelijker werd geprojecteerd dan de bedoeling was van de gemeente. Ook wist de wijkraad de PTT na een nieuw protest te bewegen om het bouwverkeer voor de bouw van het PTT-kantoor niet door de Achterstraat te laten lopen, waarvoor weer huizen zouden moeten worden gesloopt, maar deze te laten verlopen via een alternatieve aanvoerweg langs het spoor. De bewoners van de Achterweg kregen van de gemeente echter toch een brief met opzegging van de huur, maar in overleg met de wijkraad werd door de bewoners besloten om er te blijven zitten tot er concrete plannen voor slopen kwamen.
Ondertussen maakte de wijkraad zelf plannen voor het realiseren van sociale woningbouw om er zeker van te zijn dat de oorspronkelijke bewoners ook daadwerkelijk konden terugkeren naar hun wijk. Op deze manier hoopten ze de gemeente voor een voldongen feit te stellen en mogelijke plannen van projectontwikkelaars voor te zijn. Architect Jan Giezen van architectenbureau Klein -oud-bewoner van de buurt- werd bereid gevonden om enkele schetsen te maken van hoe de nieuwe woonbuurt eruit moest komen te zien. Bovendien werd een gewenste betaalbare huurprijs bepaald om de gemeente duidelijk te maken wat er benodigd was om de beoogde autochtone bevolking er te kunnen blijven huisvesten. In september 1976 werd deze woonvisie gepresenteerd, waarbij ingezet werd op de bouw van 200 tot 250 nieuwe woningen (later teruggebracht tot ruim 160 woningen). De wijkraad verwoordde de Davidstraatbuurt daarbij als volgt: "Alle voorwaarden zijn aanwezig om het gebied te maken tot een prettige, kleinschalige, autoluwe en volgens moderne maatstaven gebouwde woonbuurt met een eigen gezicht, die zeer gunstig gelegen is ten opzichte van de rest van de Groninger binnenstad. Kortom, het gaat om een buurt die de leefbaarheid van de stad zeer ten goede zou komen." Dit plan van de wijkraad was dermate concreet dat het de gemeente bijna dwong om een keuze voor of tegen te maken.
De gemeente besefte langzamerhand dat het kantorenplan niet zou kunnen worden uitgevoerd en stelde de NS en PTT ervan op de hoogte, die beiden gezien de eerdere toezeggingen not amused waren. De gemeente droeg ondertussen zelf Gruno en Patrimonium aan als corporaties aan die de woningen zouden kunnen realiseren. De wijkraad besloot echter om zelf de keuze te maken om zo het initiatief in eigen hand te houden. Patrimonium bleek de meest geïnteresseerde partij. Met hulp van Patrimonium werden de eerste subsidies aangetrokken. Uit reacties op een brief van de wijkraad met een vraag om steunbetuiging aan verschillende politieke partijen en maatschappelijke organisaties bleek dat verschillende partijen de bewonersactie een inspirerend voorbeeld vonden voor andere wijken.

#### Werkgroep en uitwerking van de plannen voor woningbouw
Er werd daarop in 1977 door de gemeente een werkgroep ingesteld voor het uitwerken van de plannen samen met de buurt. Hierin namen een gemeenteambtenaar, stedenbouwkundige (Jan Giezen), een vertegenwoordiger van Patrimonium en 2 leden van de wijkraad plaats. Al snel bleek echter dat voor de planvorming rond de zuidelijke stationsingang 'ad hoc' ook een ambtenaar voor verkeerszaken, een ambtenaar voor economisch-geografische zaken, een vertegenwoordiger van de NS en een vertegenwoordiger van de PTT aan de werkgroep moesten worden toegevoegd. Deze mensen zaten ook in een aparte werkgroep voor de stationsontwikkeling, waaraan de wijkraad niet mocht deelnemen. Op deze manier kon de gemeente de belangen van de wijkraad en de private belangen tegen elkaar laten uitspelen, waarbij zij zelf buiten schot bleef. Dit bleek bijvoorbeeld bij de discussie over het parkeren bij het station. De NS bleek in overleg bereid tot het verplaatsen van de gewenste parkeergelegenheid naar het open terrein bij het Emmaviaduct en wilde ook wel medewerking verlenen aan de verplaatsing van de luchtbrug (de zuidelijke stationsingang) naar het westen, waardoor de Viaductstraat gespaard zou kunnen blijven. Van den Berg speelde echter dubbelspel door de toezegging aan de NS te doen dat zij 250 parkeerplaatsen in de buurt zouden krijgen als bovenwijkse voorziening. Deze belofte werd vervolgens tegen de wijkraad gebruikt toen de NS een bezwaarschrift indiende tegen het gewijzigde bestemmingsplan voor de buurt om te voorkomen dat er woningen zouden komen in plaats van de toegezegde parkeerplaatsen.
De werkgroep voor de buurt werd ondersteund door het Bouwkundig Adviesbureau voor Buurtbewoners (BAB) en het Landelijk Ombudsteam Stadsvernieuwing (LOS), die veel expertise meebrachten, zoals op het vlak van subsidieverstrekking. Inzet van de wijkraad binnen de werkgroep was het behoud van goede woningen, voorrang voor oud-bewoners bij nieuwe woningen (met name in de Viaductstraat), geen parkeergarage (die kon volgens hen beter op de braakliggende plek bij het Emmaviaduct worden gerealiseerd) en het Rijk te betrekken om de bouw sneller op gang te krijgen en de noodzakelijke subsidies binnen te krijgen. Inzet van de wijkraad was daarbij om voor de Tweede Kamerverkiezingen van 1977 een plan klaar te hebben voor lagere huren om deze in de verkiezingstijd tot item bij de PvdA te maken. Van den Berg sloot zich steeds meer aan bij het plan, waarvoor hij onder andere de zogenoemde Huurgarantieregeling liet aanvragen. Van den Berg roemde zelfs het verzet en noemde het kantorenplan iets van de 'oude politiek van kaalslag in binnensteden', waar hij destijds niet onderuit zou hebben gekund. Het huidige plan vond hij naar eigen zeggen veel beter bij zijn beleid passen. De werkgroep diende ook een aanvraag in voor de toenmalige ministeriële subsidieregeling Goed en Goedkoop, waarbij extra subsidie werd verstrekt wanneer bewoners meededen aan de planvorming. Bij een door de wijkraad gehouden bewonersavond werden plannen gemaakt voor de inrichting van de woningen, waarbij besloten werd om ook een buurtcentrum te realiseren. De nieuwe planvorming leidde ertoe dat er steeds meer ex-bewoners aan de planvorming mee gingen doen.

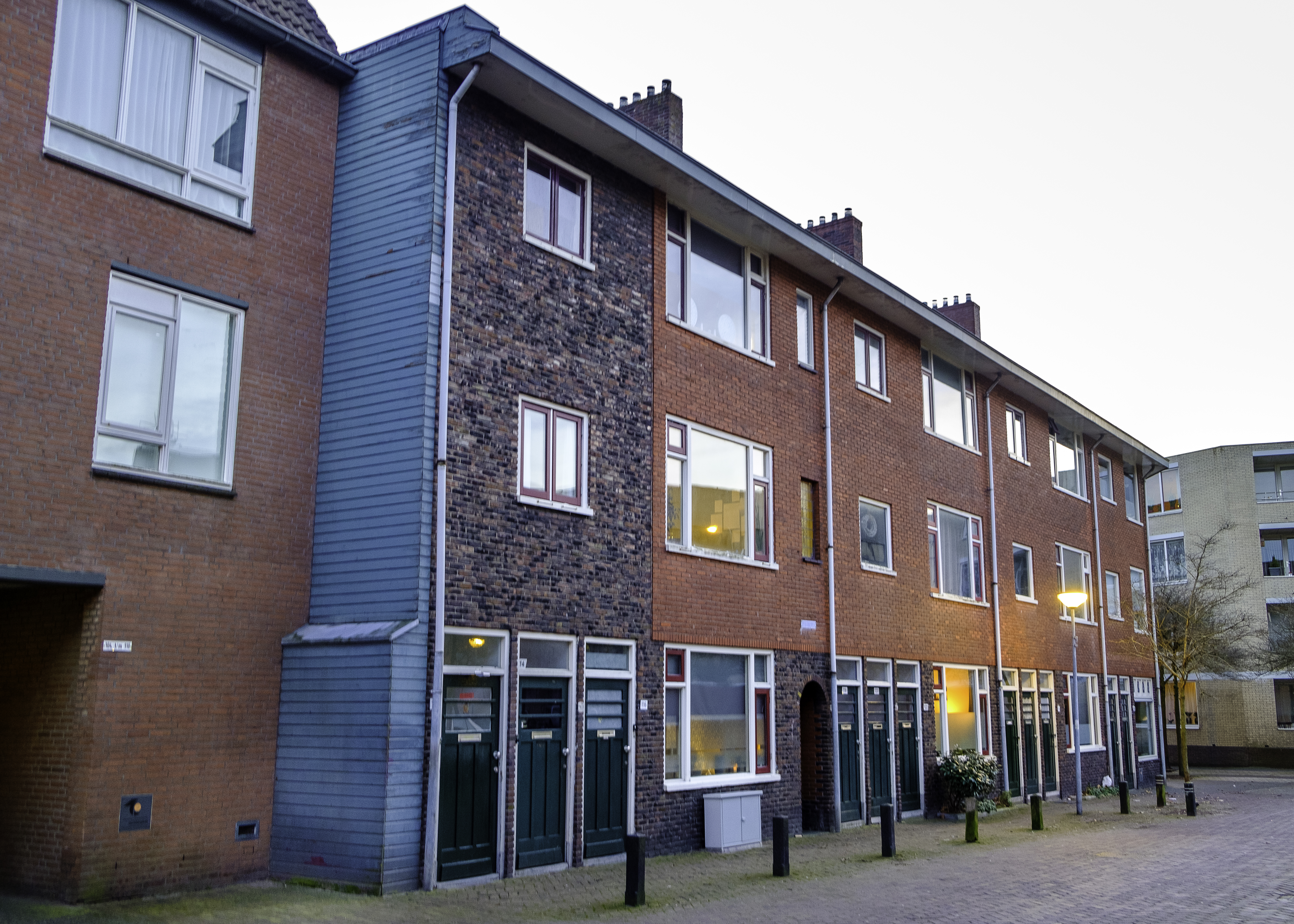
De 17 woningen in de Davidstraat die uiteindelijk werden gerenoveerd. Rechts de passage naar het station (de oude Achterweg).

In maart 1977 werd besloten om het woningbouwplan in fasen te realiseren om voor woningbouwcorporatie en architect meer zekerheid te genereren dat in elk geval een deel van de woningen zou kunnen worden gebouwd. In april werd een masterplan gemaakt voor alle woningen die zouden moeten worden gerealiseerd om zo huursubsidie binnen te kunnen halen bij de HID van de Volkshuisvesting. Tevens werd door de wijkraad een rapport opgesteld op basis waarvan uiteindelijk de 17 woningen op de kruising Davidstraat-Achterweg (langs de huidige looproute) uit 1939 konden worden behouden. Dit rapport werd naar gemeente, pers, politieke partijen en de HID gestuurd. In dezelfde maand werd de wijk bezocht door een delegatie van het ministerie van VRO. Deze delegatie bleek onder de indruk van de prestaties van de bewoners, die volgens hen een 'voorbeeld voor vele buurten in Nederland' vormden en leken op de vooruitstrevende aanpak van de stadsvernieuwing in het Italiaanse Bologna. De delegatie stond positief tegenover de aangevraagde subsidies en gaf tips voor de presentatie van de plannen om te voorkomen dat minister Schaefer het stapelen van de subsidies zou doorkruisen. Bij een bezoek van Schaefer zelf aan de wijk probeerde de wijkraad deze te verleiden tot een uitspraak over lagere grondprijzen en het behoud van het eerder genoemde blok woningen, maar Schaefer liet zich niet bewegen tot concrete toezeggingen.

#### Strijd om het bestemmingsplan: NS en PTT
Nadat het stedenbouwkundig plan in 1976 was gewijzigd, werd ook het bestemmingsplan Davidstraat e.o. aangepast om ook toekomstige bewoning mogelijk te kunnen maken. In mei 1976 werd dit nieuwe bestemmingsplan aangenomen door de gemeenteraad.
In mei 1977 kwam stedenbouwkundige Hans Latta met het Plan Latta: Hierin werd op de plek van de Viaductstraat een groot aantal parkeerplaatsen ingetekend met een NS-kantoor erboven. De NS wilde daarnaast ook bijna de hele noordzijde van de Davidstraat als parkeerruimte inrichten. Bij een bespreking van het bestemmingsplan in de gemeenteraad werd tevens aangegeven dat de stationsingang op de kruising van de Achterweg met de Viaductstraat zou moeten komen. De wijkraad wilde echter slechts 30 parkeerplaatsen en wilde de woonbestemming van de Viaductstraat behouden. In plaats van 250 parkeerplaatsen stelde zij ofwel 300 fietsenstallingen of 30 parkeerplaatsen voor. De PTT en de NS dienden in september 1977 elk een bezwaarschrift in om te voorkomen dat ook deze gebieden zouden worden aangewezen als woongebied. Hierdoor werd de inwerkingtreding van het bestemmingsplan uitgesteld. De wijkraad besloot om het plan Latta onder protest te accepteren om te voorkomen dat er nog meer vertraging zou optreden. De hoop was dat de NS en de PTT dan hun bezwaarschriften in zouden trekken. Dit betekende wel dat de woningen uit Viaductstraat wederom 'onder protest' werden opgegeven (zie verder).
De gemeente wilde zich ondertussen nog steeds niet uitspreken voor de realisatie van het woningbouwplan voor de wijk. Hierop dreigde de wijkraad om de samenwerking met de gemeente stop te zetten en niet mee te zullen werken aan de ontruiming van enkele panden aan de Parkweg die die nodig waren voor de nieuwe ingang naar het EKP-gebouw van de PTT. Een hekel punt vormde de uitspraak van de gemeente dat de uitvoering pas door kon gaan nadat er eerst een deelplan was gemaakt voor het hele stationsgebied.De wijkraad zag echter een mogelijke vertragende werking en wilde dit plan van tafel hebben. In januari 1978 werd het plan besproken in de raad en verdween de deelplanprocedure van tafel. De gemeente stond nu daadwerkelijk achter het plan. De gemeente veegde daarop vrijwel alle bezwaren van tafel als ongegrond. De NS ging vervolgens na ruggespraak met de gemeente akkoord met de eerder genoemde 30 parkeerplaatsen en trok haar bezwaarschrift in.
De PTT weigerde echter haar bezwaarschrift in te trekken: De centrale directie morde dat -had men dit geweten- zij toch liever een EKP in Zwolle had laten bouwen en eiste dat een door de gemeente toegezegde 22 meter brede toegangsweg naar haar expeditieknooppunt die uit het plan was gehaald alsnog weer in het bestemmingsplan zou worden opgenomen. Het expeditieknooppunt zou er bij deze plannen nooit gebouwd zijn volgens haar. De wijkraad startte daarop een campagne tegen de directie van de PTT om deze eis te schrappen. In maart 1978 besloot de wijkraad tot actie door een gebouw dat moest wijken voor de verbrede toegangsweg met veel publiciteit te kraken. Ditmaal steunde de besturende PvdA in Groningen de actie, waarmee het stadsbestuur voor het eerst actief de kant van de bewoners koos. Er werd een steuncomité gevormd waarin verschillende maatschappelijke organisaties, politieke partijen en betrokkenen werden verenigd in de strijd tegen de directie van de PTT. Ondertussen werden de personeelsleden van het PTT-gebouw juist warm gemaakt voor de plannen. Eerder dat jaar waren om de acties kracht bij te zetten al duizenden stickers gedrukt in de vorm van postzegels met de tekst " Davidstraatbuurt eist van de PTT-direktie – trek bezwaarschrift in – belemmer onze bouw niet", die werden geplakt op alles wat met de PTT te maken had. Omdat deze acties geen effect hadden, stelde PPR-kamerlid Leo Jansen er in april kamervragen over. Die maand werd ook door technici van de PTT berekend dat een weg van 22 meter breed inderdaad verkeerstechnisch niet nodig was. Tegelijkertijd hield de wijkraad een handtekeningenactie tegen het bezwaarschrift (5000 steunbetuigingen), maar omdat er geen reactie kwam van de directie besloot de wijkraad begin mei om het PTT-gebouw enkele uren te bezetten. Na een vergadering waarbij ze zich ervan vergewiste voldoende bezetters te hebben verzameld, werd het gebouw op 18 mei door middel van een verrassingsactie bezet met ruim 50 buurtbewoners en oud-buurtbewoners. Na deze actie werd het bezwaarschrift alsnog ingetrokken. Uiteindelijk werd de invalsweg 8 meter breed, met een ingang van 11 meter breed.

#### Bouw van de woningen
In februari 1979 verleende Gedeputeerde Staten haar goedkeuring aan de bouwaanvraag en kon een begin worden gemaakt met de uitvoering van de plannen voor de sloop van de oude woningen. In 1980 werd daarop begonnen met de bouw van de 163 nieuwe woningen. Tegelijkertijd werd begonnen met de renovatie van de eerder genoemde 17 woningen. Bij de toewijzing kregen oud-bewoners voorrang. De meeste woningen werden gerealiseerd tussen 1980 en 1982. In 1980 werden ook de woningen gesloopt aan westzijde van de Achterweg, die moesten wijken voor het geplande, maar nooit op deze plek gerealiseerde gebouw van de sociale dienst. Dit gebouw werd in 1976 gepland aan westzijde van de Achterweg, maar doordat de dienst in de jaren erop enorm groeide en de kosten in drie jaar bijna het dubbele leken te worden, gingen er stemmen op om het gebouw anders vorm te geven. Na een aantal jaren van discuseren werd in 1981 besloten om het gebouw elders in de stad te bouwen. De huurprijs van de woningen werd aanvankelijk gesteld op gemiddeld 265 gulden per maand, maar omdat enkele subsidies niet konden worden verworven (minister Beelaerts wilde niet ingaan op de eisen van de wijkraad), werd dit uiteindelijk 310 gulden tot een volgende huurverhoging in 1982. De Davidstraat werd bij de bouw ingericht als een woonerf. De oude Achterweg werd later aangepast tot een wandel- en fietsroute naar de nieuwe zuidelijke stationsingang.
Tijdens de bouw van de woningen werden de plannen uitgewerkt voor een nieuw buurthuis op hoek van de Davidstraat met de Hovenstraat. Dit buurthuis De Mijlpaal werd in 1982 geopend. Nadat de wijkraad in 1986 werd opgeheven werd het buurthuis nog slechts 9 jaar als zodanig gebruikt. In 1995 werd het gesloten. Sindsdien is het gebouw in gebruik geweest bij verschillende maatschappelijke organisaties.

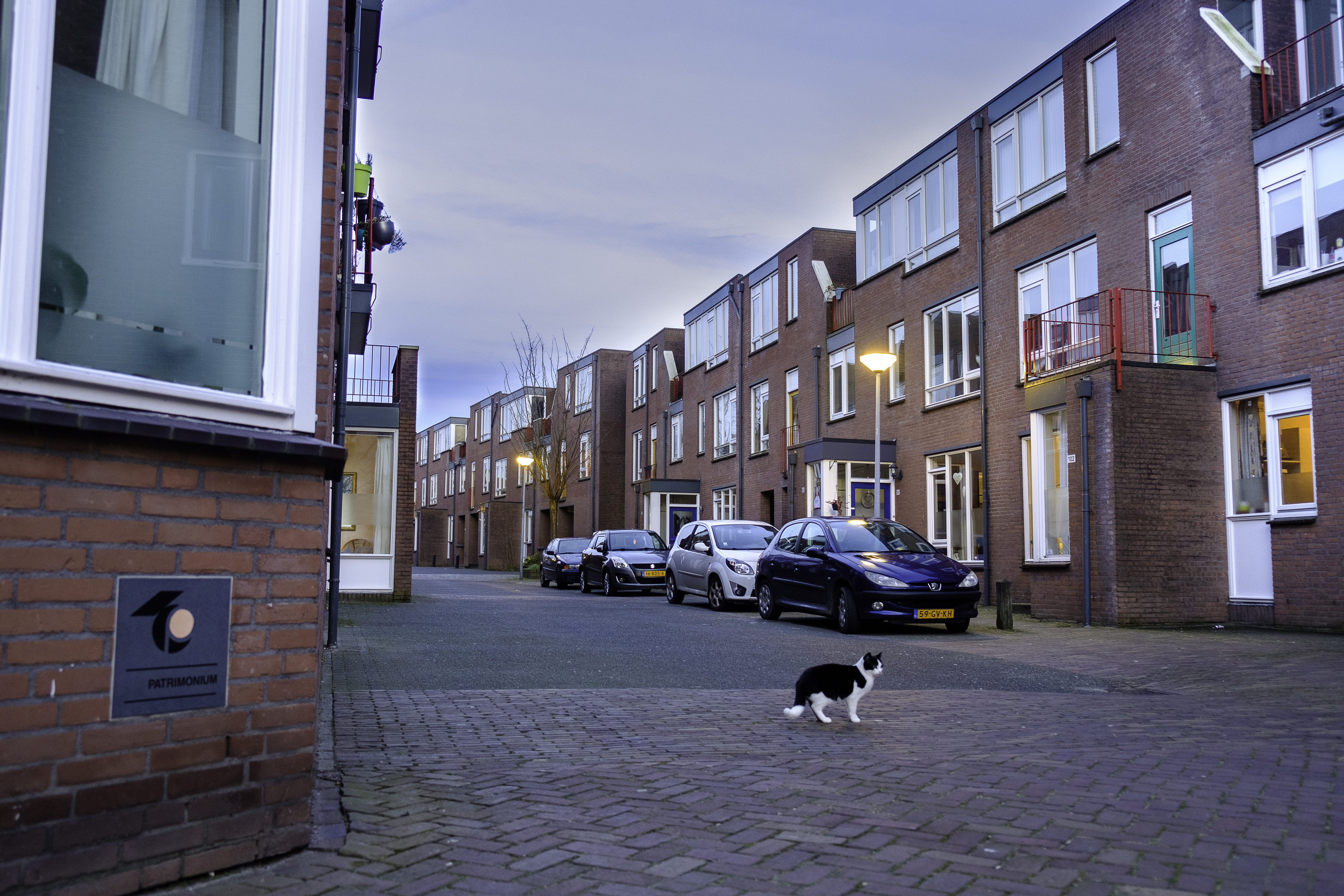
Door Patrimonium gerealiseerde woningen in de Davidstraat
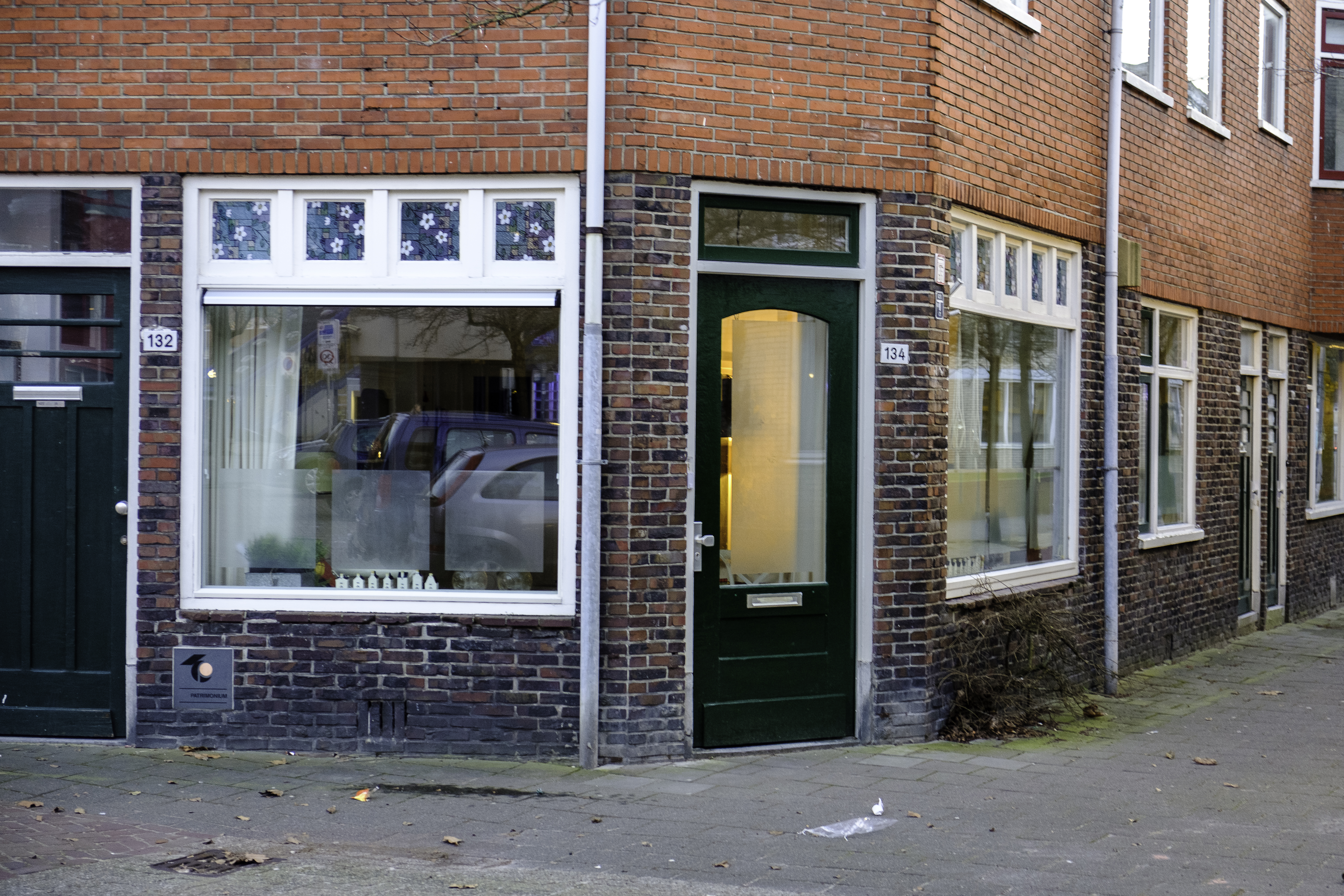
Het kruidenierspand op de hoek van de Davidstraat was in de jaren 1970 locatie van de Wijkraad en is tegenwoordig een woning.
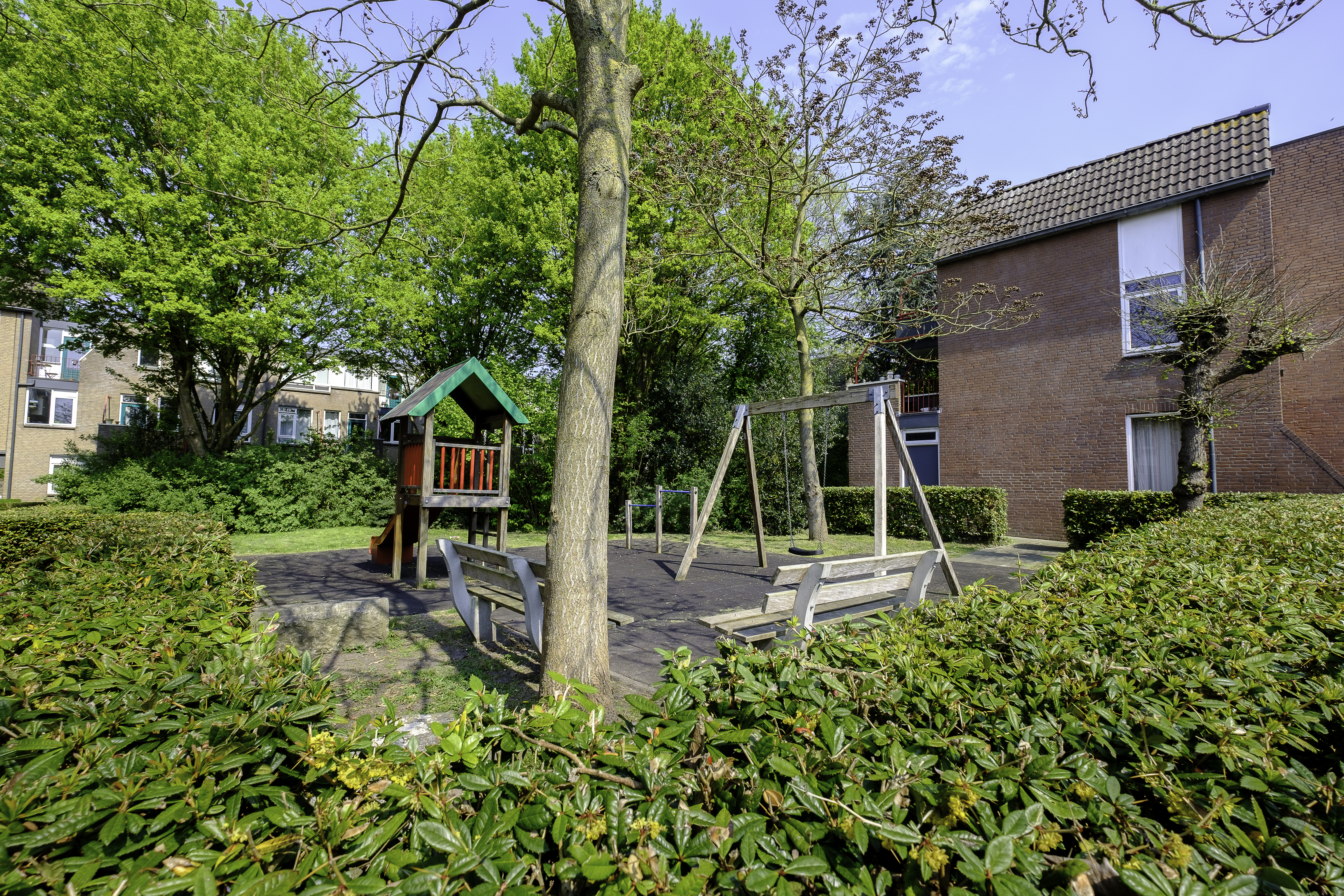
Het speeltuintje op de grens van de Davidstraat met de Hovenstraat uit 1971, het eerste tastbare resultaat van de acties uit de buurt, dat daarom destijds de naam 'Mijlpaal' kreeg.
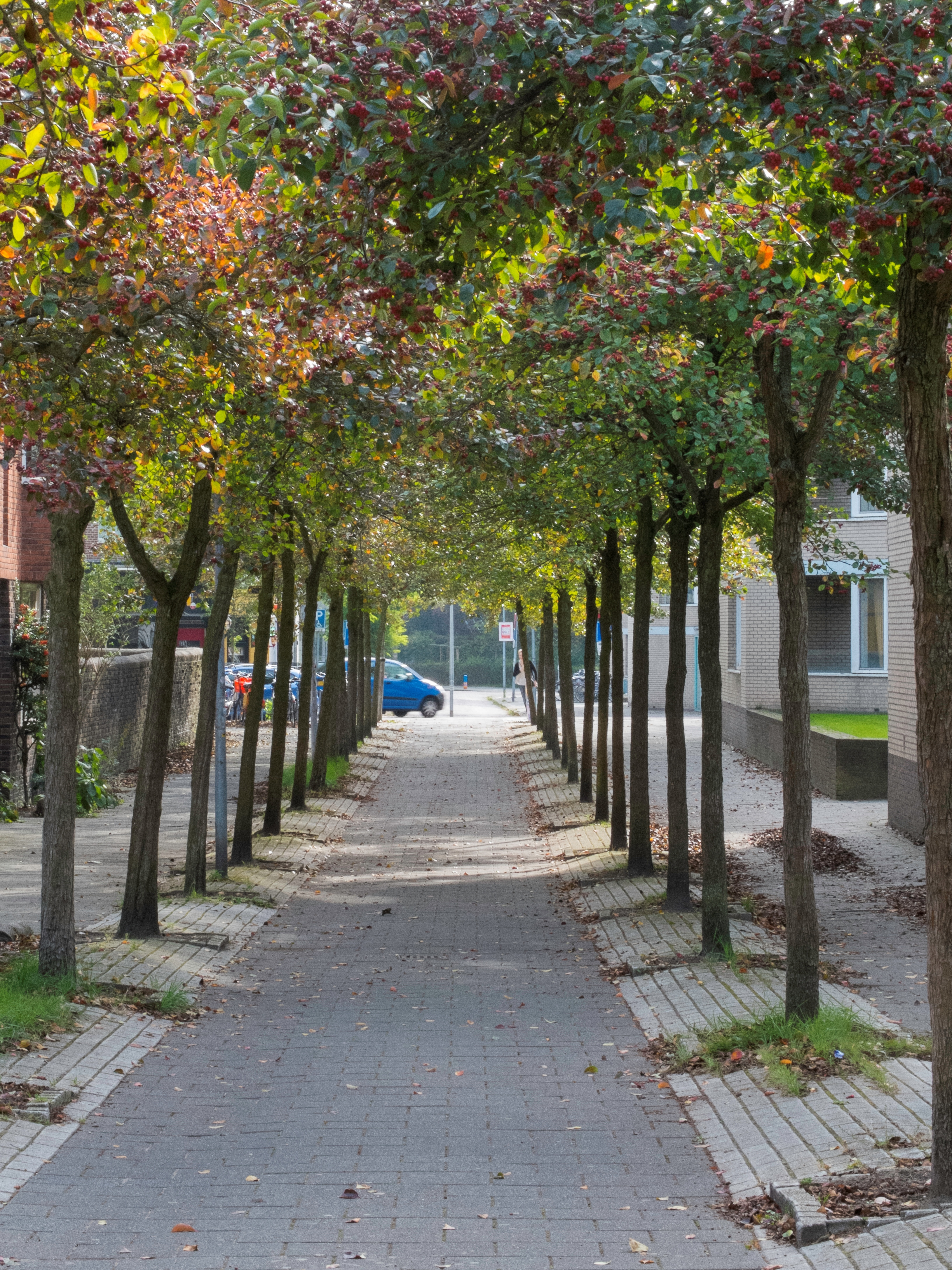
De oude Achterweg, die werd omgevormd tot een wandel- en fietspassage naar de nieuwe zuidelijke stationsingang
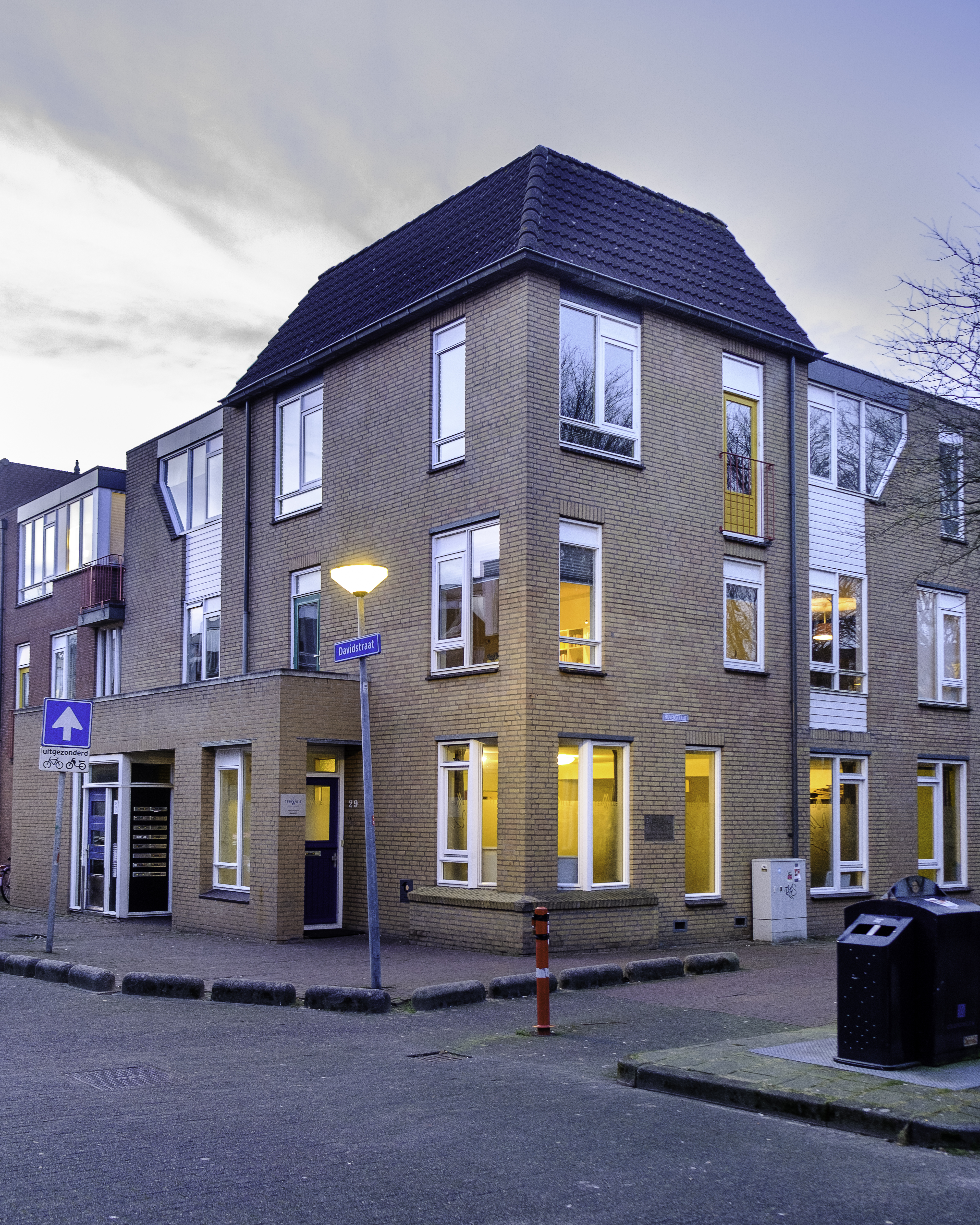
Het voormalige buurthuis voor de Davidstraatbuurt
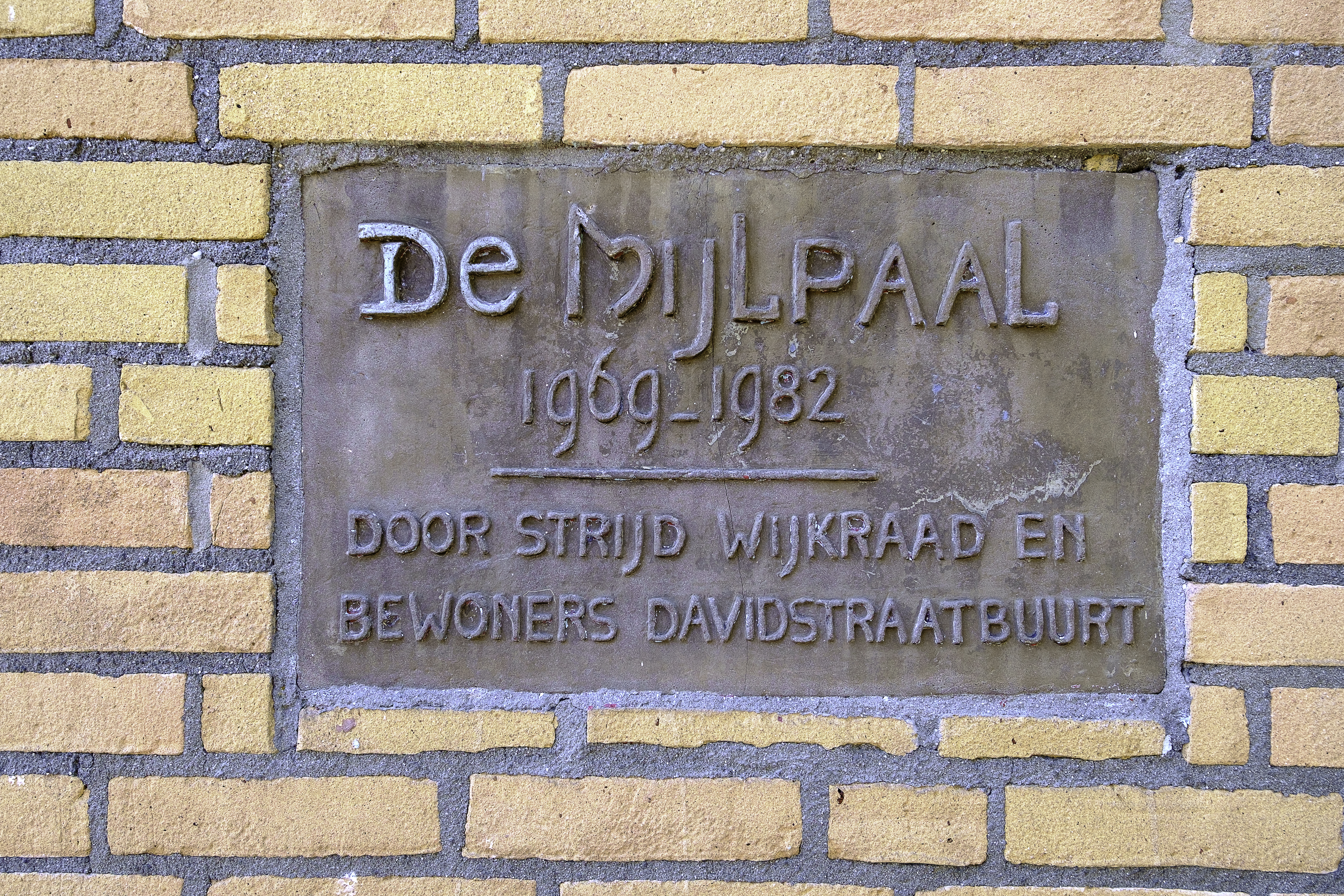
Gedenkplaat ter herinnering aan de opening van het buurthuis in 1982 en de strijd voor het behoud van de Davidstraat als woonbuurt.

### Viaductstraat en de zuidelijke stationsingang

#### Strijd om het bestemmingsplan
De Viaductstraat was in 1977 grotendeels overgenomen door een veertigtal krakers, die onderling steeds meer overleg pleegden over hun toekomst. Besluiten werden daarbij democratisch genomen door middel van straatvergaderingen.
Hoewel de wijkraad in 1977 formeel afscheid nam van de Viaductstraat, werd achter de schermen echter een nieuw plan bedacht: De bewoners uit de Viaductstraat besloten om het bestemmingsplan ook juridisch aan te gaan vechten. Een rechtenstudent stelde met medeweten van een aantal wijkraadsleden (waaronder Pitstra) in september 1977 een bezwaarschrift op tegen het bestemmingsplan uit naam van de bewoners van de Viaductstraat en diende deze vervolgens in bij de gemeente. Voor de buitenwereld leek het zo alsof de wijkraad twee week later tijdens een buurtvergadering met meerderheid van stemmen brak met de bewoners van de Viaductstraat, maar achter de schermen werd de strijd gewoon voortgezet. In het bezwaarschrift werd ingezet op het behoud van de woningen in de Viaductstraat (die als karakteristiek voor de buurt werden geschetst), het verschuiven van de zuidelijke stationsingang naar het westen en het weren van de geplande parkeervoorzieningen. Bij het verweer werd verwezen naar de uitgangspunten van de Doelstellingennota en het stedenbouwkundig plan. Van den Berg probeerde nog om de wijkraad tot overleg aan te zetten met de bewoners door te stellen dat de bouw hierdoor als gevolg van procedures bij de Kroon wel met drie jaar kon worden uitgesteld en veel duurder zou kunnen worden, maar de wijkraad gaf aan dat hij zelf verantwoordelijk was voor de manier waarop hij omging met het bezwaarschrift. Hoewel de dreiging van Van den Berg in de praktijk niet uitkwam, kon hij hierdoor achteraf naar eigen zeggen wel tegen NS en PTT aangeven dat hij zich hard gemaakt had voor hun belangen.

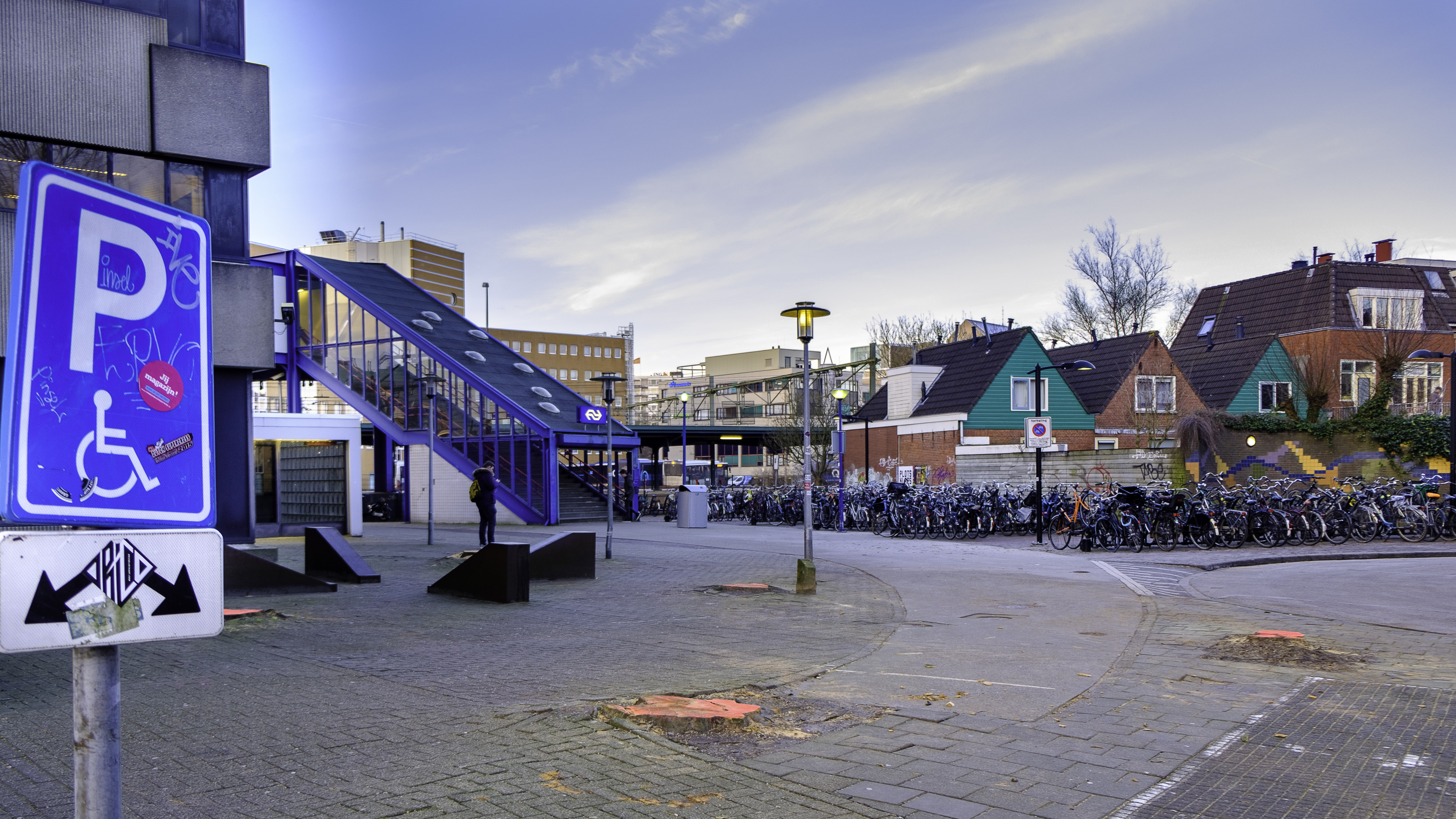
De uiteindelijke zuidelijke stationsingang met links het PTT-kantoor en rechts de fietsenstallingen, waarvoor uiteindelijk slechts 1 huis gesloopt hoefde te worden.

Nadat het bezwaarschrift in februari 1978 ongegrond verklaard werd, gingen de bewoners van de Viaductstraat in beroep bij de Provinciale Staten, waar de Provinciale Planologische Commissie hen gelijk gaf omdat de noodzaak van de plannen voor de sloop te vaag bleken en te weinig onderbouwd. De gemeente besloot daarop het stationsgebied uit het globale bestemmingsplan voor de binnenstad te halen, zodat het globale bestemmingsplan kon worden goedgekeurd en kwam in november 1980 met een nieuw ontwerp-bestemmingsplan voor het Stationsgebied e.o. om de sloop van de woningen alsnog te kunnen realiseren. Volgens de opvolger van Van den Berg, wethouder Gietema, moesten de woningen wijken voor de parkeergelegenheid. Blijkbaar was hij hier zelf niet zo zeker van, want een maand eerder sloot hij een nieuw contract met de NS, waarbij de parkeergelegenheid alsnog werd verplaatst naar elders. Inderdaad werd ook dit bestemmingsplan, waarin gesproken werd van minimaal 30% spoorwegdoeleinden en minimaal 30% woondoeleinden (en de NS nog slechts 15 parkeerplaatsen kreeg), geblokkeerd door de Provinciale Planologische Commissie, die stelde dat de rechtszekerheid van de bewoners eerst moest worden vastgelegd door aan te geven waar dan wel wonen en waar spoorwegdoeleinden zouden moeten komen. Daarbij werd echter al voorgesteld om de Viaductstraat als woonstraat te laten bestaan omdat de Davidstraatbuurt ook al een woonfunctie had. Daarbij werd aanbevolen om de parkeervoorziening om die reden hier niet te realiseren (onwenselijke parkeerdruk) en de zuidelijke stationsingang op te schuiven naar het westen. Alleen een kaartverkooppunt en een fietsenstalling werden toelaatbaar geacht De gemeente werd daardoor genoodzaakt om bij een volgend ontwerp-bestemmingsplan in 1981 hieraan tegemoet te komen. Hierin probeerde zij nog wel de NS tevreden te stellen door aan te geven dat "de bestemming spoorwegdoeleinden en woondoeleinden zoveel mogelijk wordt uitgewerkt naar woondoeleinden met dien verstande dat een goede stedenbouwkundige inpassing van de zuidelijke stationsingang tot stand komt." Echter, zo verklaarde de gemeente ook zelf; de bewoners waren nu in een sterkere juridische positie terecht gekomen, doordat het bestemmingsplan met de Viaductstraat als 'woondoeleinde' als publiekrechtelijk contract boven het daarmee strijdige gebruik 'spoordoeleinden' uit het privaatrechtelijk contract uit 1964 tussen gemeente en NS stond. Dit was overigens in 1980 ook al aangedragen door de bewoners zelf. Het plan van de NS kon door de interventie van de provincie feitelijk niet meer uitgevoerd worden. In plaats daarvan konden bij de zuidelijke stationsingang alleen nog een keerpunt voor auto's en een fietsenstalling voor 650 fietsen worden gerealiseerd. Het kaartverkooppunt werd namelijk ook strijdig geacht met de woonfunctie.
Door deze wijzigingen van het uiteindelijk in 1982 aangenomen bestemmingsplan kon de zuidelijke stationsingang niet meer uitgroeien wat het had moeten worden: De geplande 4500 reizigers per dag zouden nooit kunnen worden gehaald doordat er geen auto-parkeergelegenheid werd gerealiseerd en reizigers genoodzaakt waren om eerst naar het stationsgebouw te lopen om daar een kaartje te kopen. De NS was dan ook in eerste instantie niet meer geïnteresseerd in een zuidelijke stationsingang. In latere ramingen ging zij nog maar uit van 750 reizigers per dag.

#### Juridische strijd en eerste renovaties

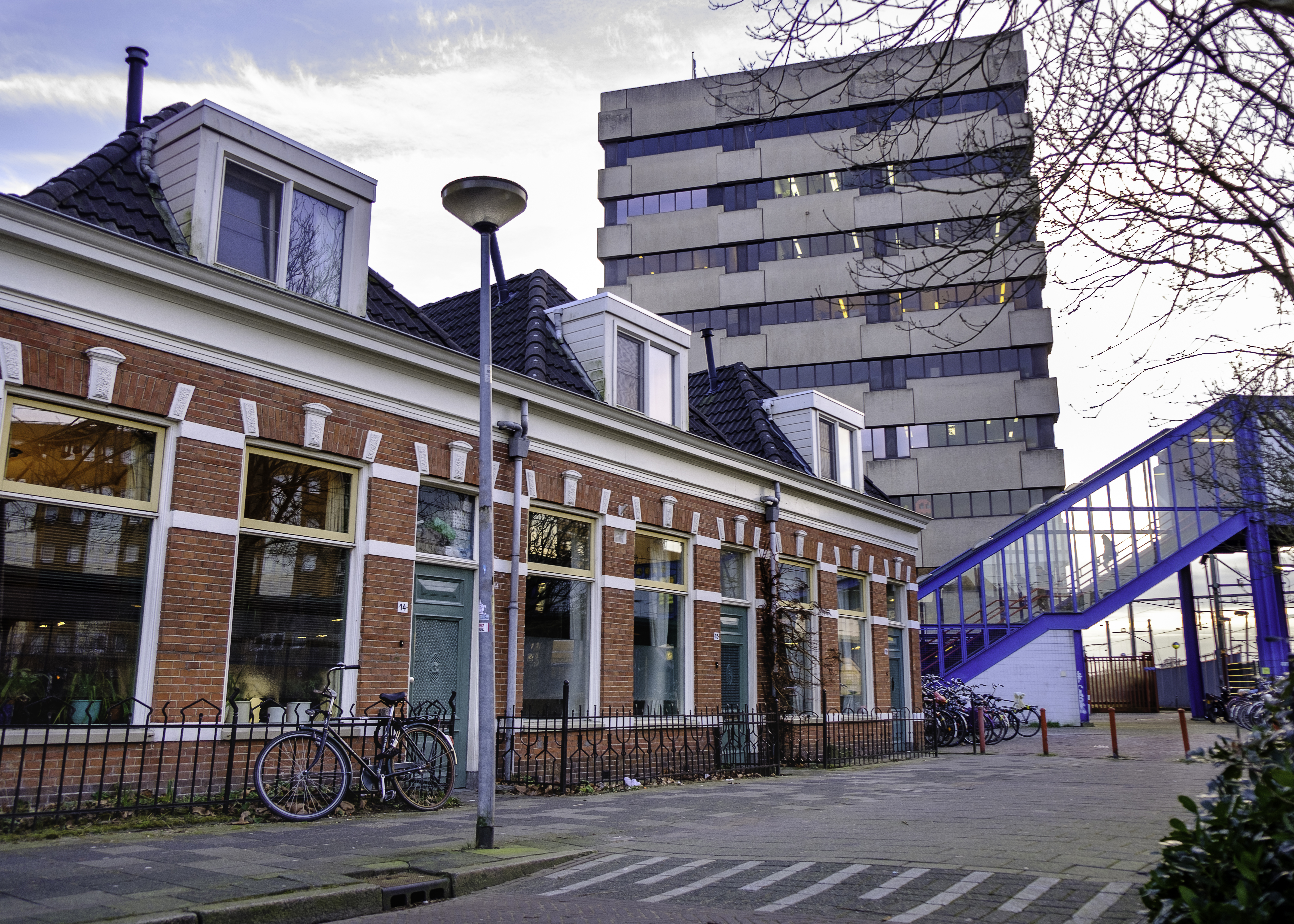
De huizen waarover de juridische strijd met name ging. Op de achtergrond het PTT-kantoor en de zuidelijke stationsingang. Uiteindelijk zou er slechts 1 huis (in het verlengde van deze woningen) worden gesloopt.

Omdat het voor de bewoners van de Viaductstraat niet duidelijk was of de gemeente met 'woondoeleinden' renovatie van de bestaande woningen of nieuwbouw bedoelde, gingen zij in 1982 opnieuw in bezwaar tegen het bestemmingsplan. Ditmaal werden de bezwaren echter afgewezen door Provinciale Staten. Daarop gingen de bewoners in oktober 1983 beroep bij de afdeling geschillen van de Raad van State. Dit proces zou ruim vijf jaar in beslag nemen. Toen het besluit uiteindelijk viel in 1988, was het proces feitelijk al ingehaald door de werkelijkheid.
Omdat Gietema de bewoners geen toezeggingen wilde doen voor renovatie namen de bewoners begin jaren 1980 een bureau uit Eindhoven in de arm, dat concludeerde dat de woningen ondanks achterstallig onderhoud toch bouwtechnisch goed waren. Vervolgens onderzocht de Koöperatieve Architectenwerkplaats uit Groningen in opdracht van de bewoners de haalbaarheid van renovatie. Volgens hen voerde de gemeente een strategie die neerkwam op 'bewuste verwaarlozing' zodat de tijd zijn werk zou doen en er in 1985 geen sprake meer kon zijn van renovatie. Daarop gaven de bewoners in 1981 zelf opdracht om de woningen te renoveren. Hiertoe werd een herstelfonds opgericht, waarin de krakers per maand 1000 gulden storten (per persoon 25 gulden; later werd dit 10% van het netto-inkomen) om een begin te kunnen maken met het meest noodzakelijke herstel; het wind- en waterdicht maken van de woningen. Vervolgens werd vanaf 1982 ook ingezet op het herstel van de dakconstructies, waarvoor het geld werd verkregen uit het Piet Hein Fonds. Voor de gelden uit het fonds moesten de bewoners hun acties wel bundelen tot een rechtspersoon; de Vereniging tot Behoud en Herstel van de Viaductstraat (kortweg Vereniging Viaductstraat). Gietema waardeerde het doorzettingsvermogen en de zelfwerkzaamheid van de bewoners en begon de plannen steeds meer over te nemen.

#### Subsidie versus woningbehoud
Tijdens de vijf jaar durende rechtszaak bij de Raad van State voerden de bewoners van de Viaductstraat een juridische strijd met de gemeente over de afbraak van een aantal woningen voor de aanleg van de zuidelijke stationsingang. Daarbij wisten zij door een goede organisatie, doorzettingsvermogen, expertise, lobby, zelfwerkzaamheid en veel geduld het proces steeds meer hun kant op te trekken.
In 1983 kende staatssecretaris Scherpenhuizen geheel onverwacht een rijkssubsidie van 1,7 miljoen gulden toe voor het realiseren van een luchtbrug als onderdeel van de te realiseren zuidelijke stationsingang. Deze luchtbrug moest de nieuwe verbinding worden tussen het nieuwe busstation en het in in aanbouw zijnde Hunzehuys, de perrons en de Davidstraat- en Rivierenbuurt. De kosten voor deze traverse waren 5 miljoen. De NS had eerder voorgesteld om deze te delen met de gemeente, maar beide partijen waren niet echt geneigd om deze 2,5 miljoen op tafel te leggen. Door de subsidie werden de kosten plotseling echter veel lager voor beide partijen. Hierdoor raakte de NS weer geïnteresseerd om toch een zuidelijke stationsingang te realiseren. Voor de subsidie diende echter ook een overeenkomst te worden gesloten met de bewoners: Voor de aanleg van de aanpalende fietsenstalling moesten namelijk 4 woningen in de Viaductstraat worden afgebroken. De gemeente zat daarbij met een deadline voor de subsidieverstrekking, die werd gesteld op oktober 1985. De bewoners van de Viaductstraat (die eigenlijk tegen de zuidelijke stationsingang waren) stelden daarop voor om de zuidelijke stationsingang op het PTT-expeditieknooppunt aan te sluiten, waardoor er geen afbraak plaats zou hoeven te vinden. De PTT was echter nog steeds verbolgen over het feit dat de gemeente medewerking had verleend aan het woningbouwplan en wilde niet meewerken. In 1984 blokkeerde de gemeenteraad een poging van Gietema om de afbraak van de woningen er alsnog door te krijgen. Vervolgens wist hij echter wel een meerderheid van de raad zover te krijgen om in te stemmen met het slopen van een woning. De andere drie woningen zouden dan door de Vereniging Viaductstraat gekocht worden van de gemeente, die daarmee een deel van de kosten kon betalen die de NS extra zou moeten maken om deze aanpassingen in haar plannen te verwerken. In mei 1985 kwam het stadsbestuur hierop echter terug omdat zij samen met de NS vond dat de fietsenstalling een overkapping moest krijgen, waarvoor alsnog vier panden moesten wijken: De NS wilde deze alleen betalen als de vier woningen plat zouden gaan. De gemeenteraad vond aanvankelijk dat er weer moest worden onderhandeld met de NS, zodat de kosten lager werden en er toch maar een huis zou hoeven te worden gesloopt, maar in een volgende zitting werd toch akkoord gegaan met de sloop van de vier huizen, omdat het stadsbestuur aangaf dat er geen ruimte was in de onderhandelingen met de NS. De gemeente startte vervolgens met de bouwvergunning en aanleg van de luchtbrug.

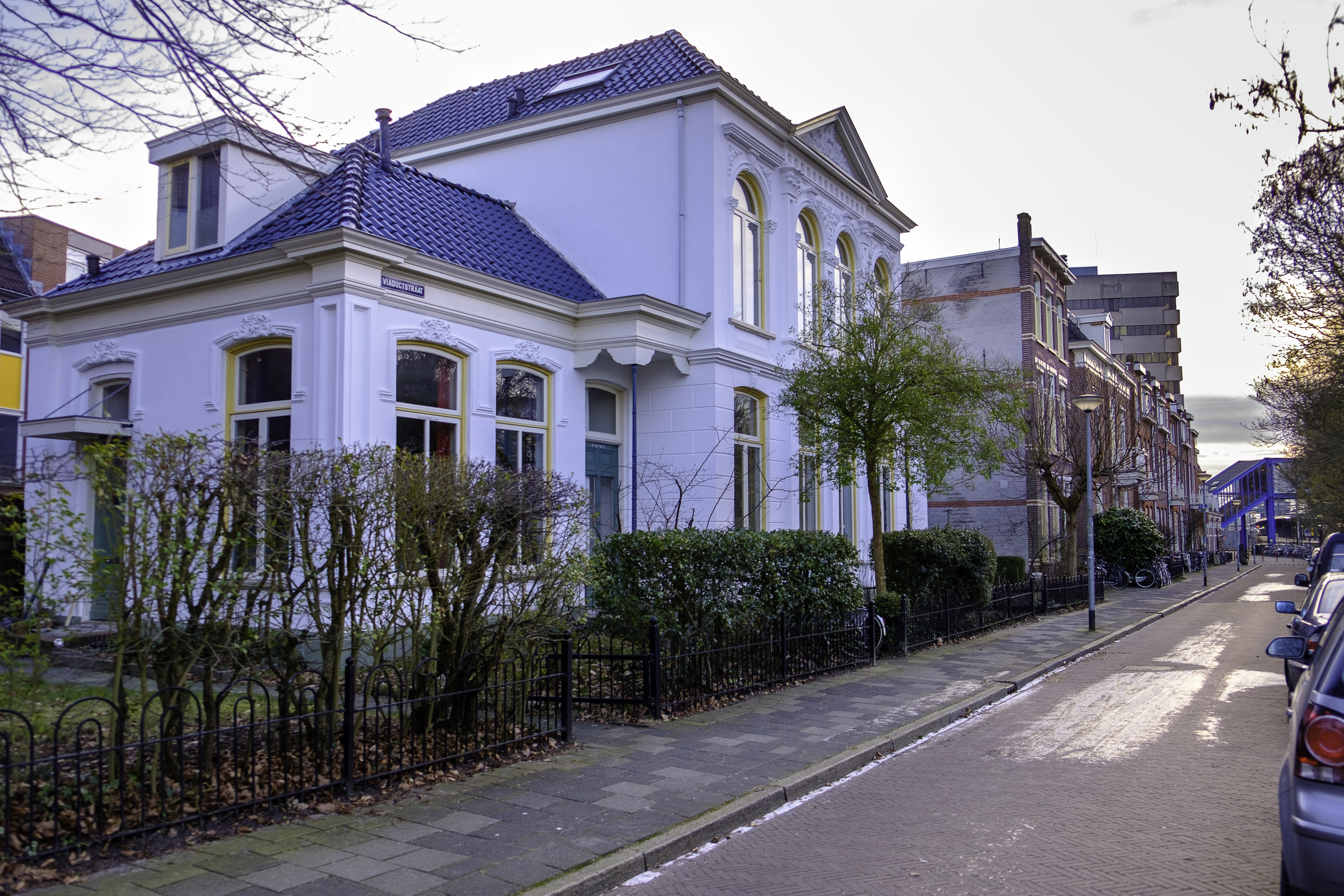
Het westelijke deel van de Viaductstraat, waarvoor lange tijd sloopplannen bestonden. Links het Witte Huis. De straat wordt beheerd door de Vereniging Viaductstraat.

De Viaductstraat tekende echter protest aan tegen de gang van zaken bij college en Provinciale Staten omdat er nog een procedure liep bij de Raad van State tegen het bestemmingsplan. Toen Gedeputeerde Staten toch een verklaring van geen bezwaar afgaven voor de bouw van de luchtbrug, richtten de bewoners zich (tot verrassing van de gemeente) weer tot de Raad van State met het verzoek om de vergunning voor de bouw van de luchtbrug te schorsen, hetgeen werd toegekend omdat de luchtbrug eindigde in het gebied dat onder het nog te behandelen Bestemmingsplan Station e.o. viel, waarvoor eerst een stedenbouwkundig deelplan moest worden opgesteld in overleg met de bewoners. Dit betekende een bouwstop en indirect door de daarmee gepaard gaande vertraging het in gevaar komen van de subsidie voor de gemeente. Gietema liet daarop met spoed een stedenbouwkundig deelplan opstellen, maar hield daarbij vast aan de afbraak van de woningen om de NS niet voor het hoofd te stoten. Zijn ambtenaren wezen hem er echter op dat de deadline naderde en er dus moest worden overlegd met de bewoners. Gietema stuurde vier ambtenaren die carte blanche kregen in de onderhandelingen. De bewoners van de Viaductstraat hadden zich goed voorbereid en eisten vanuit hun comfortabele positie dat de huizen door de gemeente voor 300.000 gulden zouden worden verkocht aan de bewoners en de gemeente tevens de renovatie van de woningen zou moeten betalen, waarbij de huur niet hoger mocht worden dan 150 gulden per maand. Alle eisen van de bewoners werden ingewilligd, maar wel met het compromis dat er een huis mocht worden gesloopt. Daarop trok de vereniging het schorsingsverzoek in zodat er kort voor de deadline toch een begin kon worden gemaakt met de luchtbrug. In augustus 1985 werd de luchtbrug voltooid. De luchtbrug zou aanvankelijk ook rolstoelvriendelijk worden gemaakt, maar dit werd uiteindelijk niet gerealiseerd.

#### De renovatie van de Viaductstraat
In september 1986 werden de 23 woningen (met 40 wooneenheden) van de Viaductstraat officieel overgedragen door de gemeente aan de Vereniging Viaductstraat. Vervolgens werden de woningen gerestaureerd tussen 1986 en 187. De bewoners wisten voor de 2 miljoen gulden kostende renovatie met succes een aantal subsidieregelingen aan te boren en -op voorspraak van de gemeente- ook een lening te krijgen van de Rabobank. Voor een tekort van ruim 2 ton werd besloten om het Witte Huis in de straat tot monument te laten verklaren door de gemeente om zo aanspraak te kunnen maken op geld voor monumenten. In de praktijk werd dit geld volgens voorman Eric Dams van de Vereniging Viaductstraat echter op voorstel van de gemeente aangewend voor de algehele renovatie van alle woningen. De huur werd uiteindelijk met 180 gulden per maand iets hoger dan gepland. De vereniging bestaat nog steeds en houdt zich als een soort alternatieve woningcorporatie bezig met het beheer van de woningen.

## Recente ontwikkelingen
In de jaren 2010 presenteerde de gemeente Groningen nieuwe plannen voor het stationsgebied. De gemeente wist overeenstemming te bereiken met TPG om het PTT-gebouw over te nemen, zodat zij hier onder andere een busbaan onder het spoor door kan leggen naar het toekomstige busstation bij de toekomstige zuidelijke stationsingang. In 2015 trok de TPG uit het pand en in 2018 werd het gesloopt. In de plannen voor het stationsgebied zal ook de luchtbrug verdwijnen. Met bewoners is overeen gekomen dat ter plaatse ook een nieuwe groenvoorziening zal worden gerealiseerd.

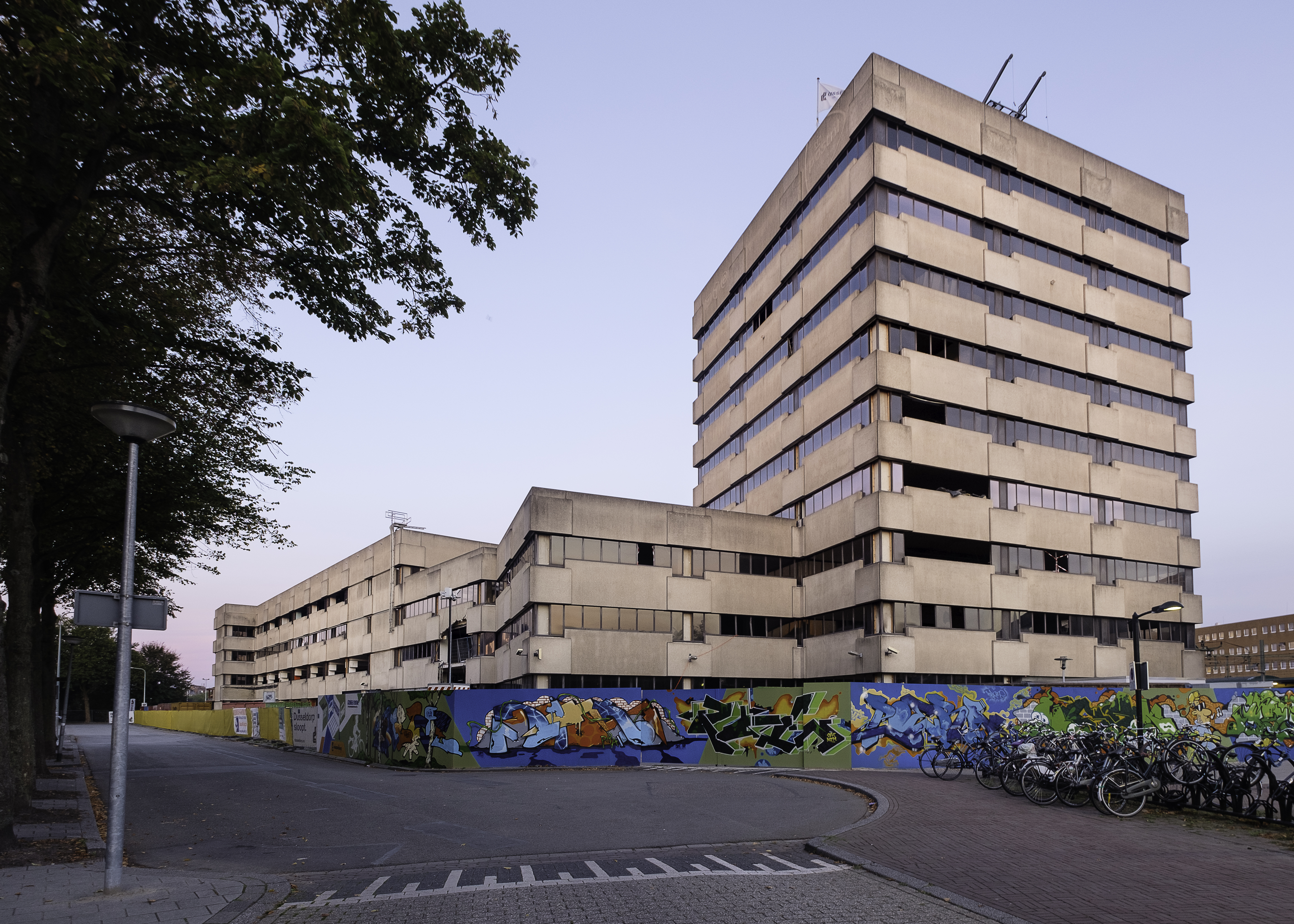
Het PTT-gebouw bij de aanvang van de sloop in september 2018
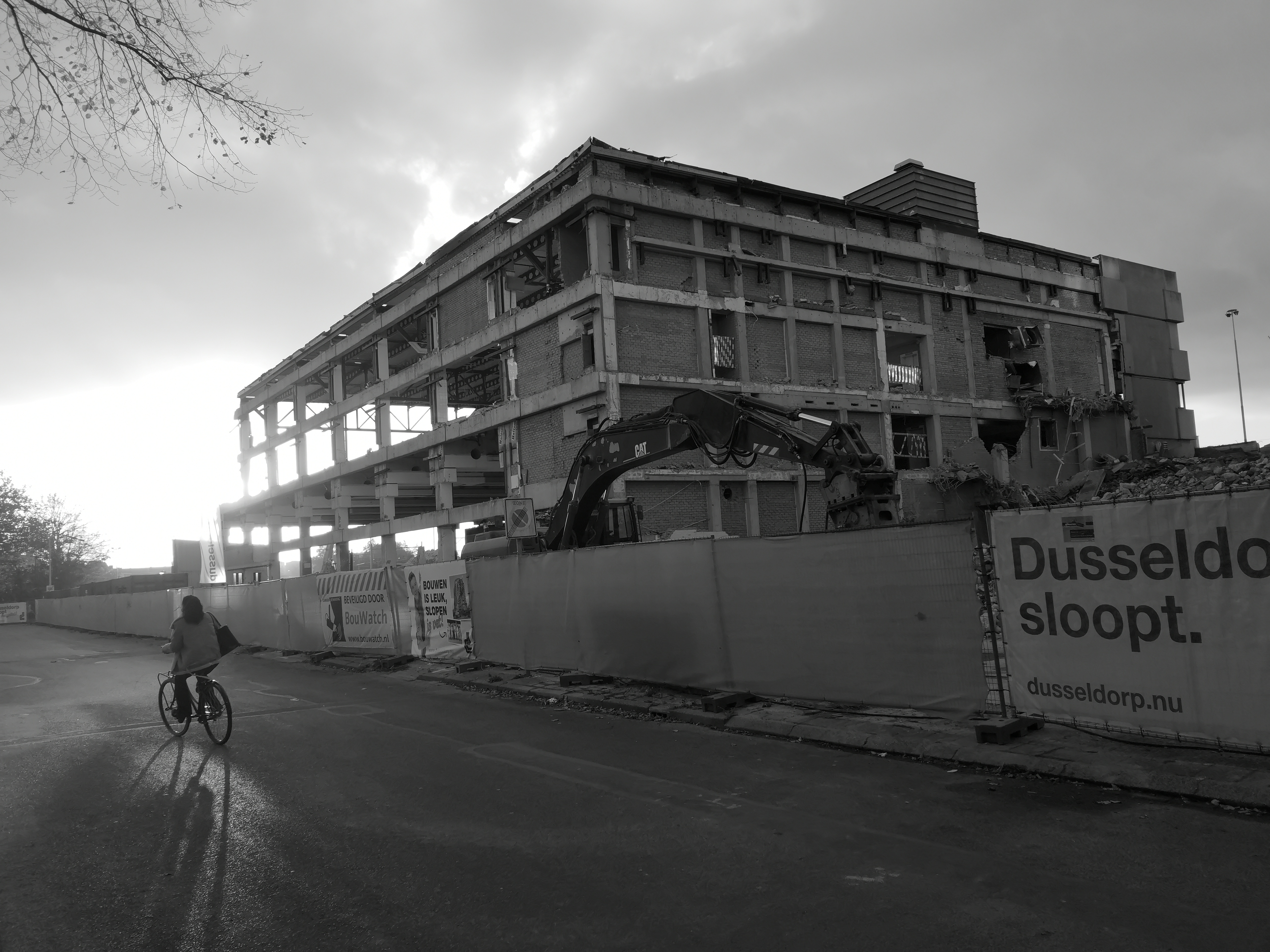
Restanten van de vleugel in oktober
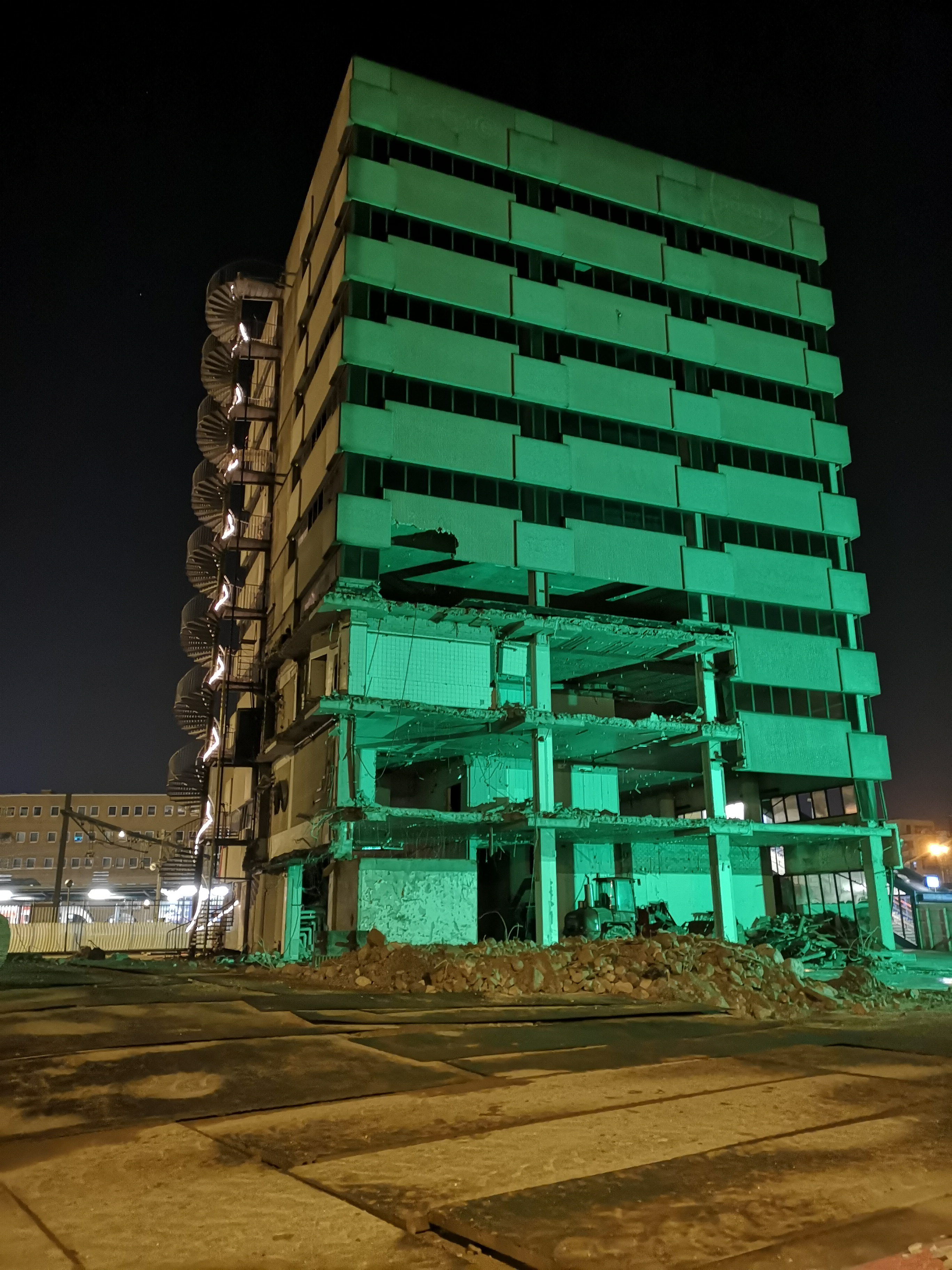
In november was de sloop zover gevorderd dat de toren vrij kwam te staan en er een doorkijk ontstond naar het treinstation
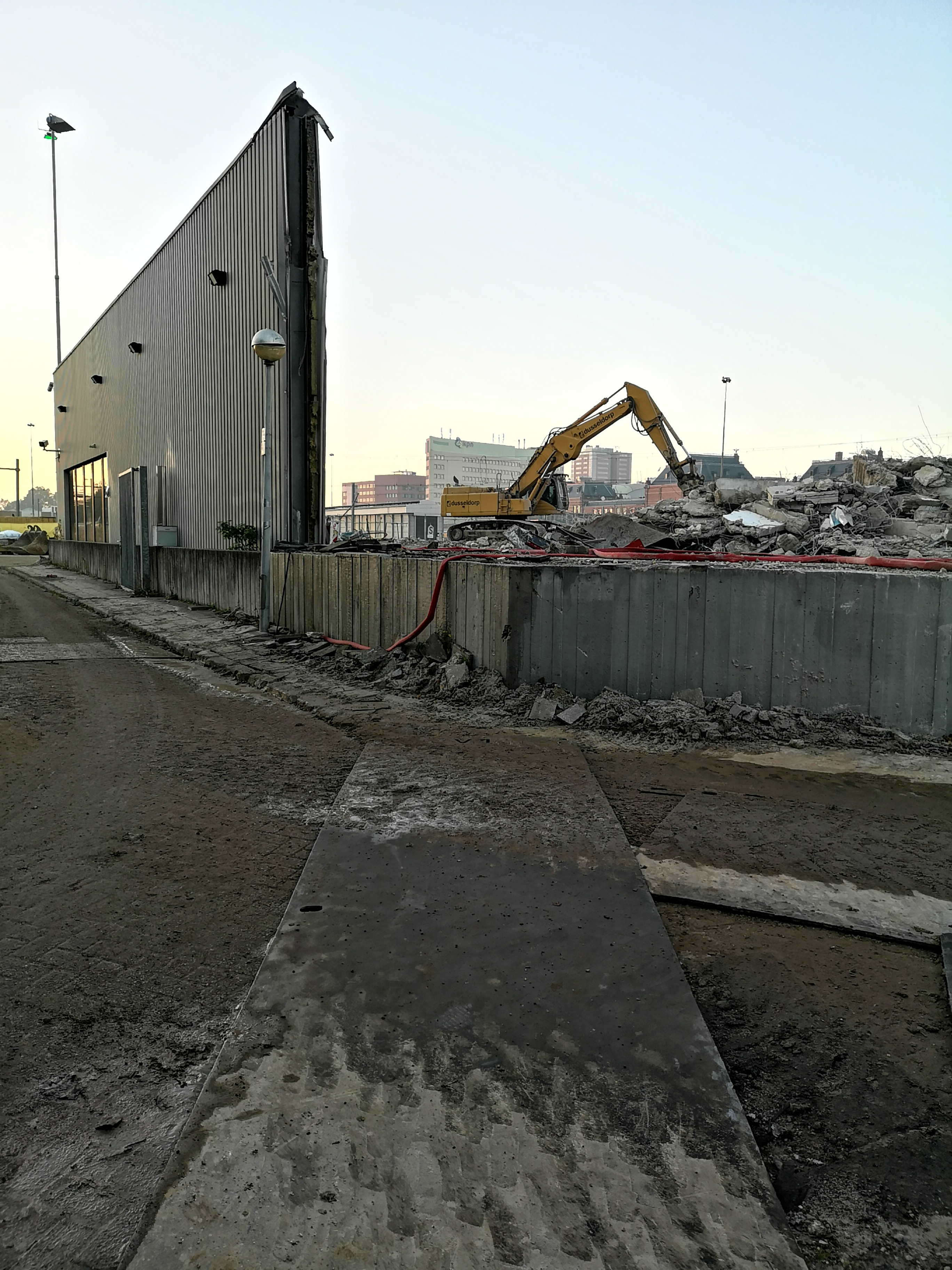
Restanten van het westelijke deel in november 2018

## Bezienswaardigheden
In de buurt bevinden zich de volgende bezienswaardigheden:
- Rabenhauptstraat 25: Op dit pand werden in 2004 vier zogenoemde 'lighthouses' gebouwd; nieuwe appartementen die losstaan van het gebouw eronder.
- Rabenhauptstraat 65: Voormalige Boumaschool uit 1928 (rijksmonument)
- Viaductstraat 3: Puddingfabriek uit 1932
- Viaductstraat 4/5 en Driehovenstraat 1: Witte Huis uit 1882 (rijksmonument)

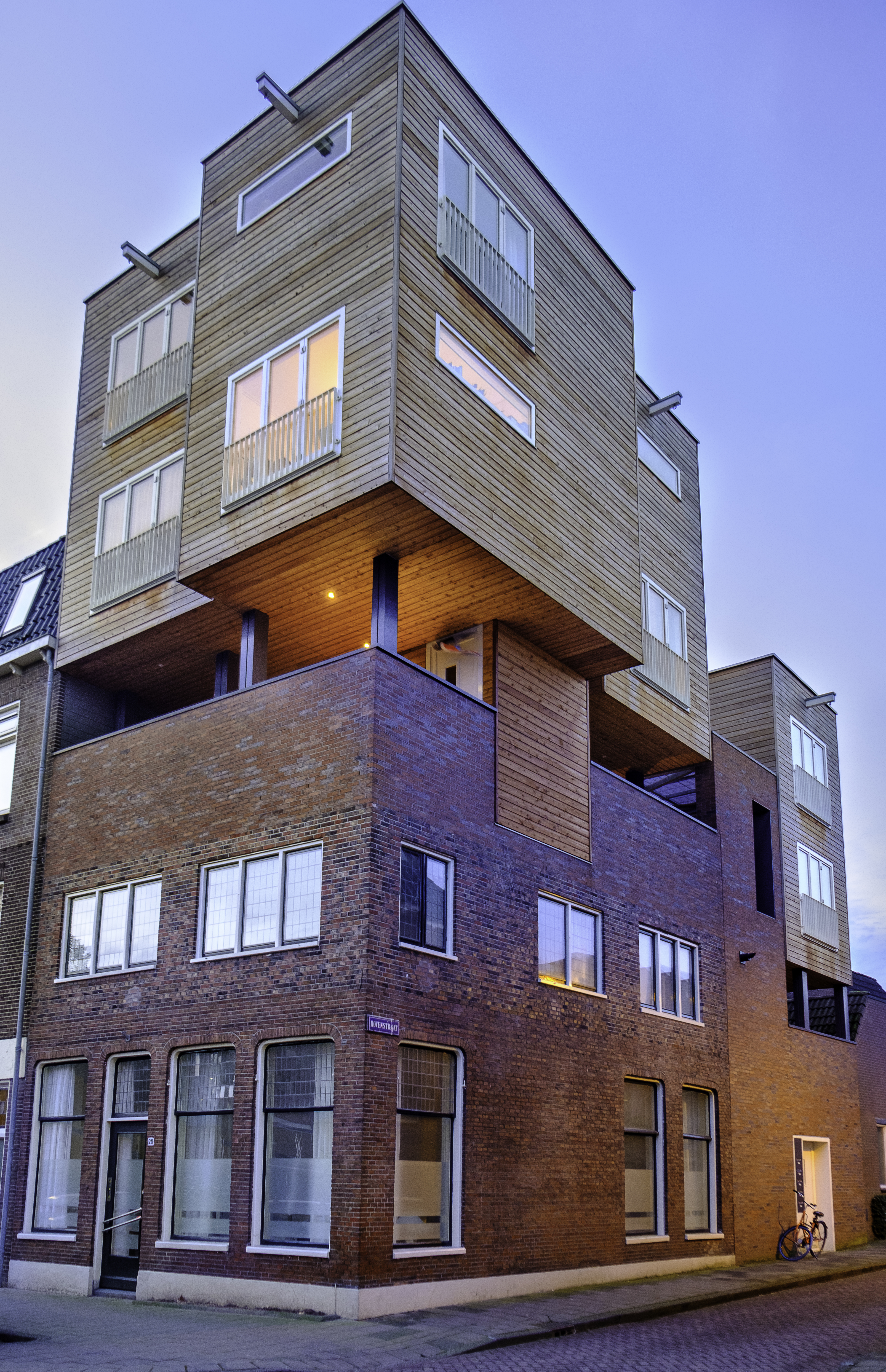
Huis met 'lighthouses' op een pand op de hoek van de Rabenhauptstraat met de Hovenstraat. Een fraaie vorm van het optoppen van woningen.
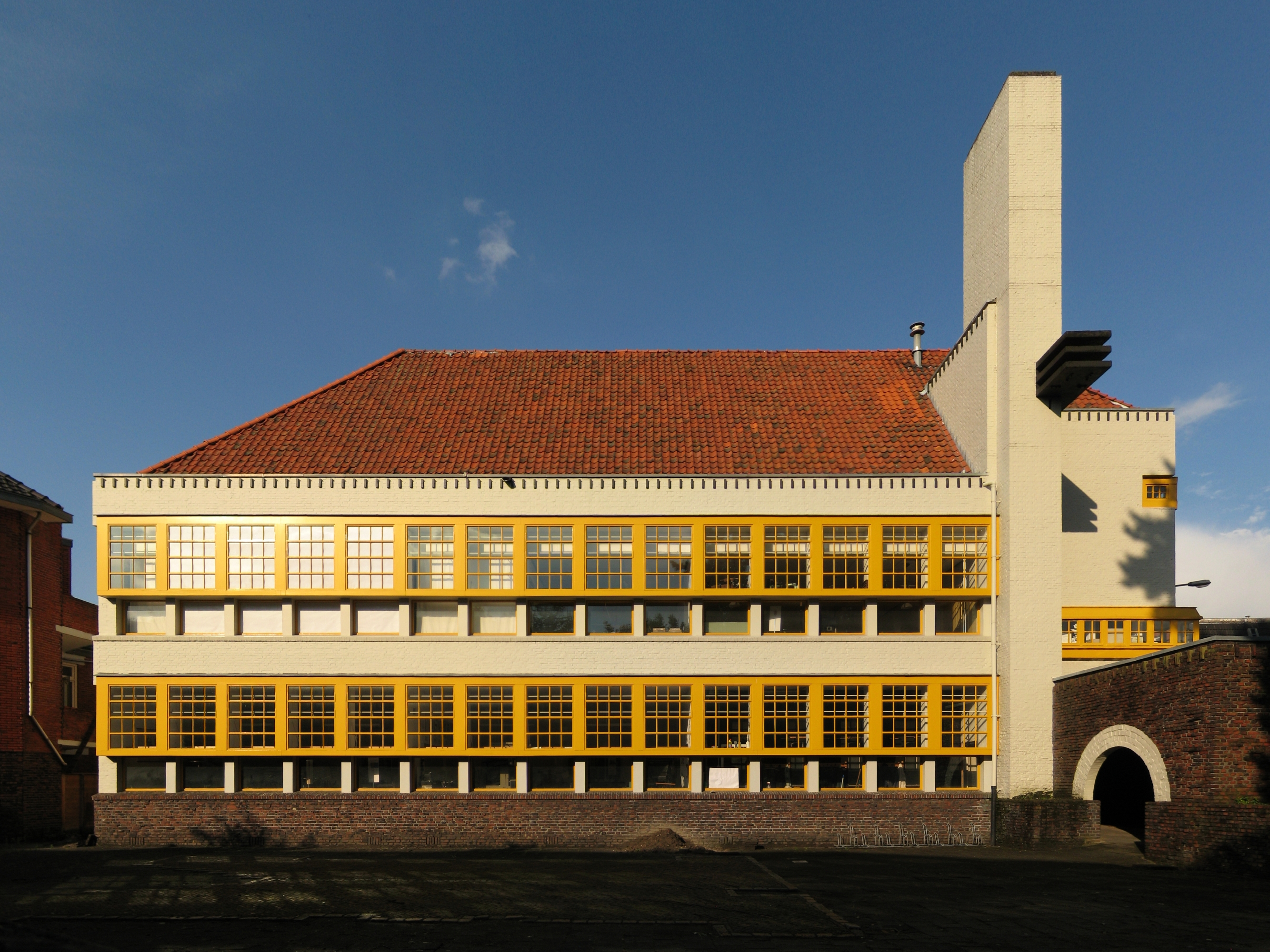
Boumaschool
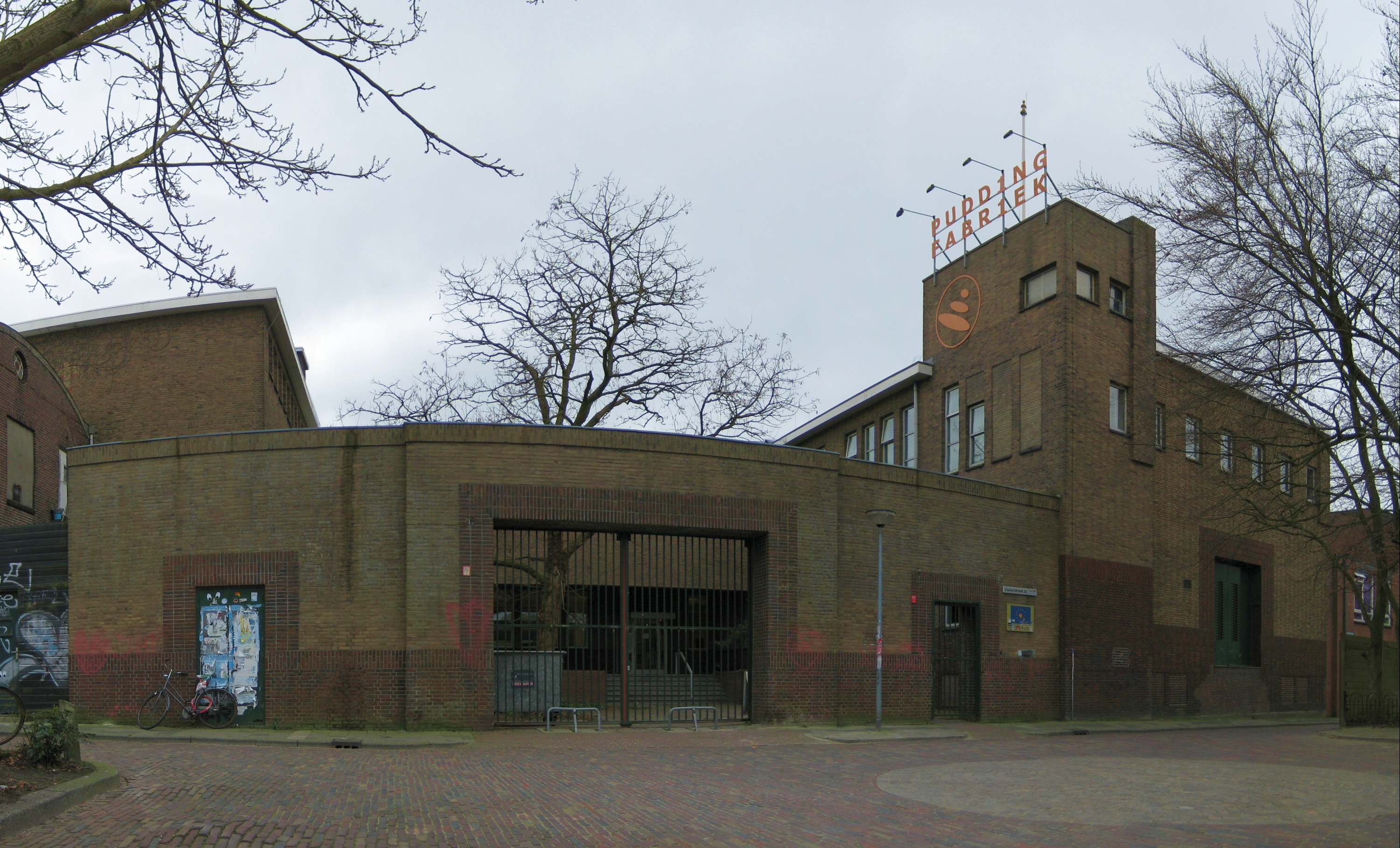
Puddingfabriek
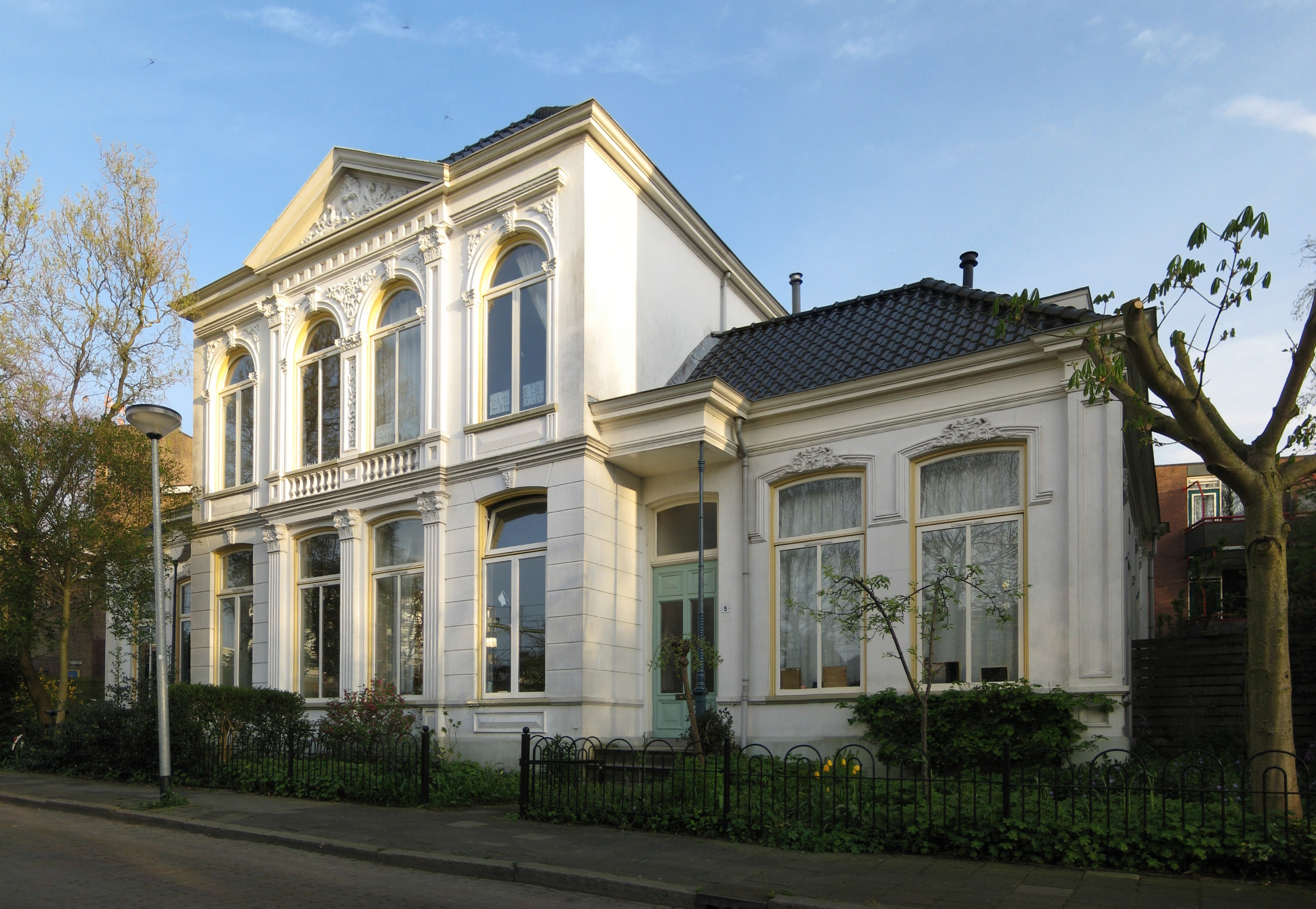
Witte Huis